# Bos taurus
Vous lisez un « bon article » labellisé en 2009.
Bœuf domestique
Bovin domestique
Espèce
Synonymes
- Bos primigenius Bojanus, 1827
- Bos primigenius taurus
- Bos primigenius f. taurus

Le Bœuf domestique (Bos taurus) est une espèce de bovins de l'Ancien Monde issu de l'aurochs sauvage. La femelle adulte est nommée vache et le mâle taureau. Il s'agit d'un mammifère artiodactyle de grande taille (120  à   150 cm pour 600  à   800 kg) appartenant au sous-ordre des Ruminants. Deux sous-espèces principales sont distinguées : le Bœuf domestique d'Europe (Bos taurus taurus, syn. Bos primigenius taurus) et le Zébu (Bos taurus indicus, syn. Bos primigenius f. taurus), auxquelles certains auteurs ajoutent Bos taurus primigenius, l'aurochs éteint au XVIIe siècle sous sa forme sauvage, mais dont les éleveurs tentent de reconstituer une race très proche.
Bos taurus a été domestiqué il y a 10 000 ans au Moyen-Orient, puis son élevage s'est progressivement développé sur l'ensemble de la planète. Il a surtout été exploité pour la production de viande bovine et de lait et le travail. Les bovins sont exploités également à la production de cuir, de cornes pour les couteaux, ou de bouses pour le chauffage et la fertilisation des sols.
Les bovins ont toujours passionné l'être humain, pour lequel le taureau est un symbole de force et de fertilité. C'est pourquoi ces animaux sont présents dans diverses religions. Ils font partie intégrante de la culture occidentale, et ils sont retrouvés en tant que thème d'inspiration des peintres et des sculpteurs ou comme personnages de bandes dessinées, de films ou de publicités.

## Noms désignant les représentants de l'espèce
Dans le contexte de l'élevage, le terme « bovin » est souvent utilisé pour désigner l'espèce, bien que ce terme puisse également désigner d'une manière plus large l'ensemble de la sous-famille des Bovinae, qui comprend d'autres espèces comme le yack, le buffle ou le gayal.
Différents termes sont utilisés pour distinguer ses représentants suivant leur sexe, leur âge ou leur origine. Il existe d'autres noms désignant des groupes particuliers comme le broutard, le culard, la vachette, taure, etc.
| Caractéristique                                          | Dénomination                                                   |
| -------------------------------------------------------- | -------------------------------------------------------------- |
| dénomination générique                                   | bœuf ou bovin,                                                 |
| l'espèce Bos taurus                                      | bœuf domestique, taurin                                        |
| adulte femelle                                           | vache                                                          |
| adulte mâle non castré                                   | taureau                                                        |
| adulte mâle castré                                       | bœuf                                                           |
| jeune jusqu'à son sevrage                                | veau ou velle (f.), boudé et boude (f.) en Poitou              |
| jeune de 3 à 10 mois, sevré et mis au pâturage           | broutard                                                       |
| femelle n'ayant pas encore vêlé/eu de veau               | génisse, vachette (Sud de la France) ou taure (Québec, Poitou) |
| génisse pleine avant le vélage                           | amouillante, ameuillante (gallo)                               |
| jeune mâle non castré                                    | taurillon, génisson (Est de la France)                         |
| jeune mâle castré                                        | châtron ou bouvillon, baby-beef ou baby (technique)            |
| lignée avec bosse                                        | zébu                                                           |
| individu avec hypertrophie musculaire de l'arrière-train | culard                                                         |

## Description

### Anatomie

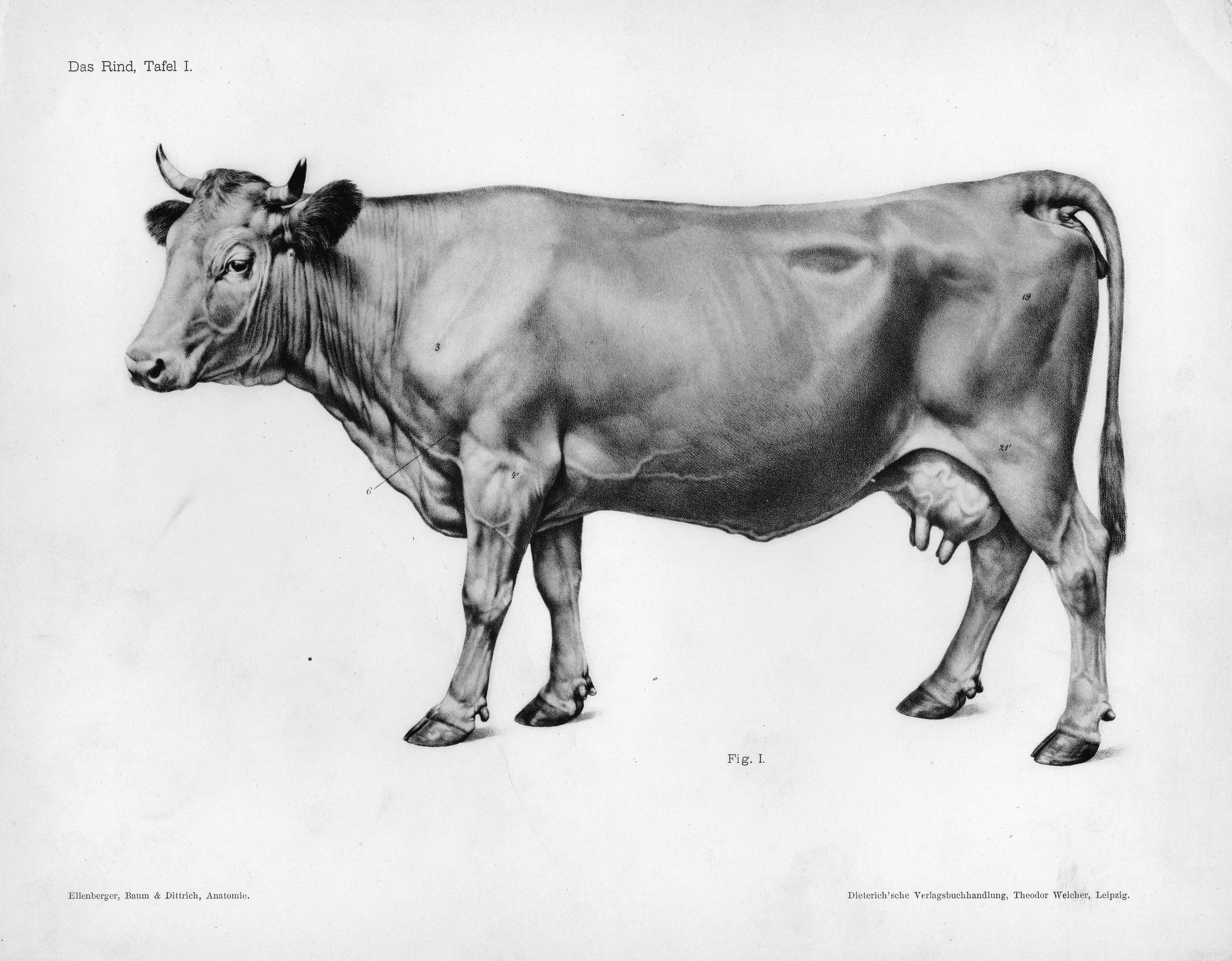
Il s'agit d'une vue latérale des systèmes tégumentaire et musculo-squelettique de tout le côté gauche de Bos taurus, mettant en évidence des repères palpables.

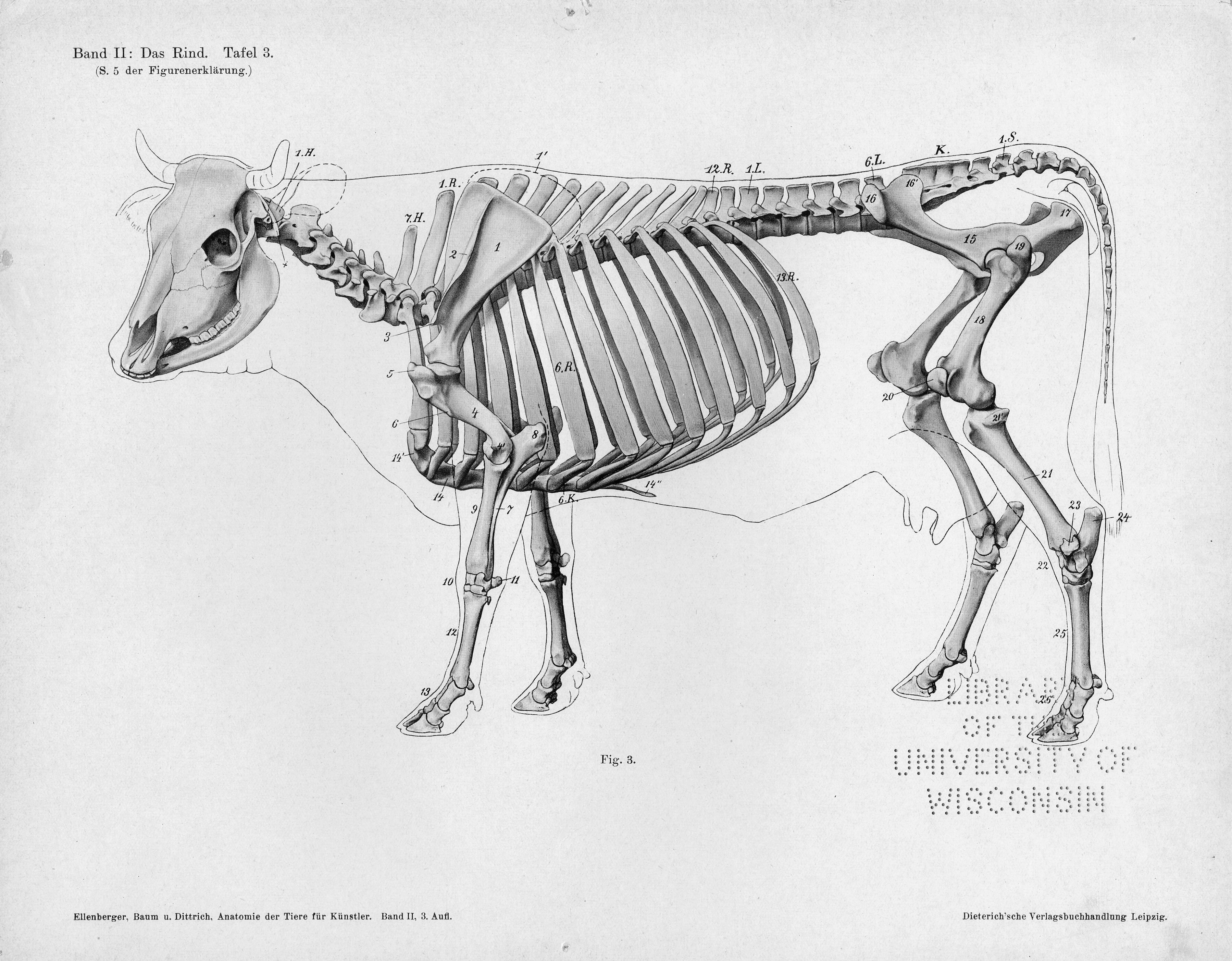
Il s'agit d'une vue latérale gauche du squelette de Bos taurus entière, mettant en évidence des repères palpables et certains os.

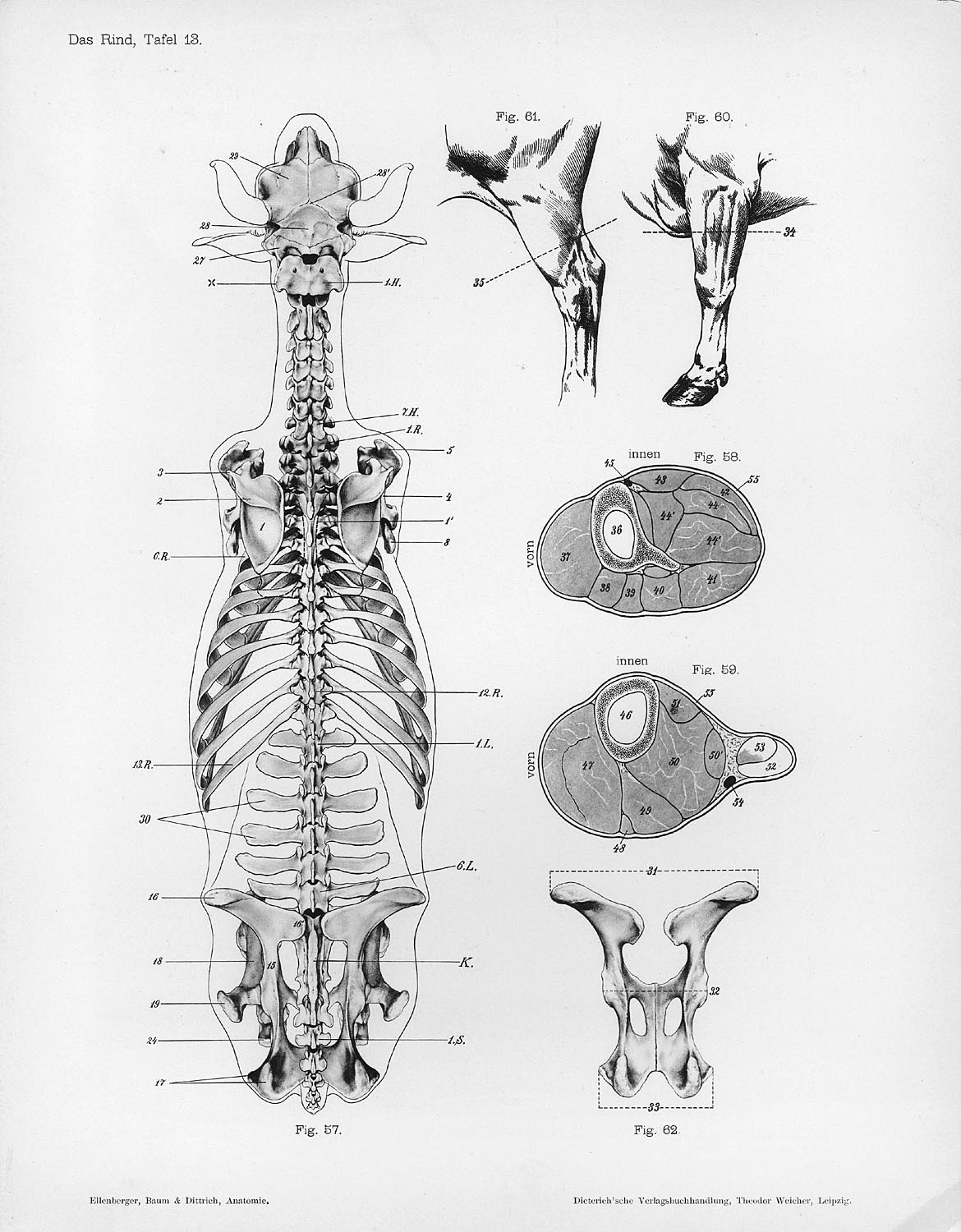
Les vues suivantes sont affichées: une vue dorsale du squelette de l'animal entier; une section transversale des crus (partie inférieure de la jambe) de la patte arrière, figure 59, et l'emplacement à partir duquel la section a été prise, la ligne pointillée 35 sur la figure 61; une coupe transversale de l'antébrachium (avant-bras) de la patte avant, figure 58, et l'emplacement à partir duquel la coupe a été prise, la ligne pointillée 34 sur la figure 60; et une vue dorsale des os du bassin.

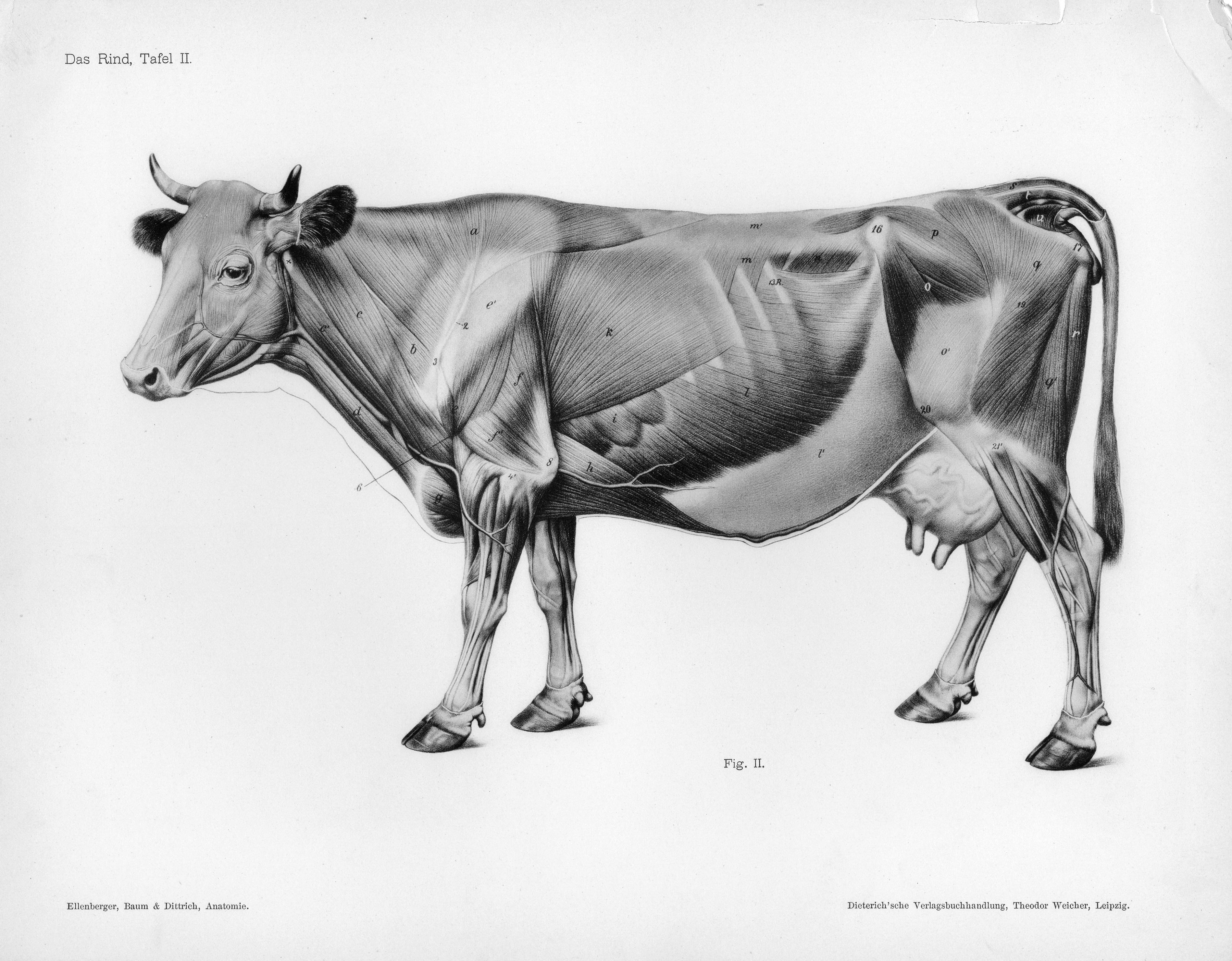
Il s'agit d'une vue latérale gauche montrant principalement les muscles superficiels de Bos taurus. Sont également affichés certains repères osseux palpables et certains vaisseaux sanguins.

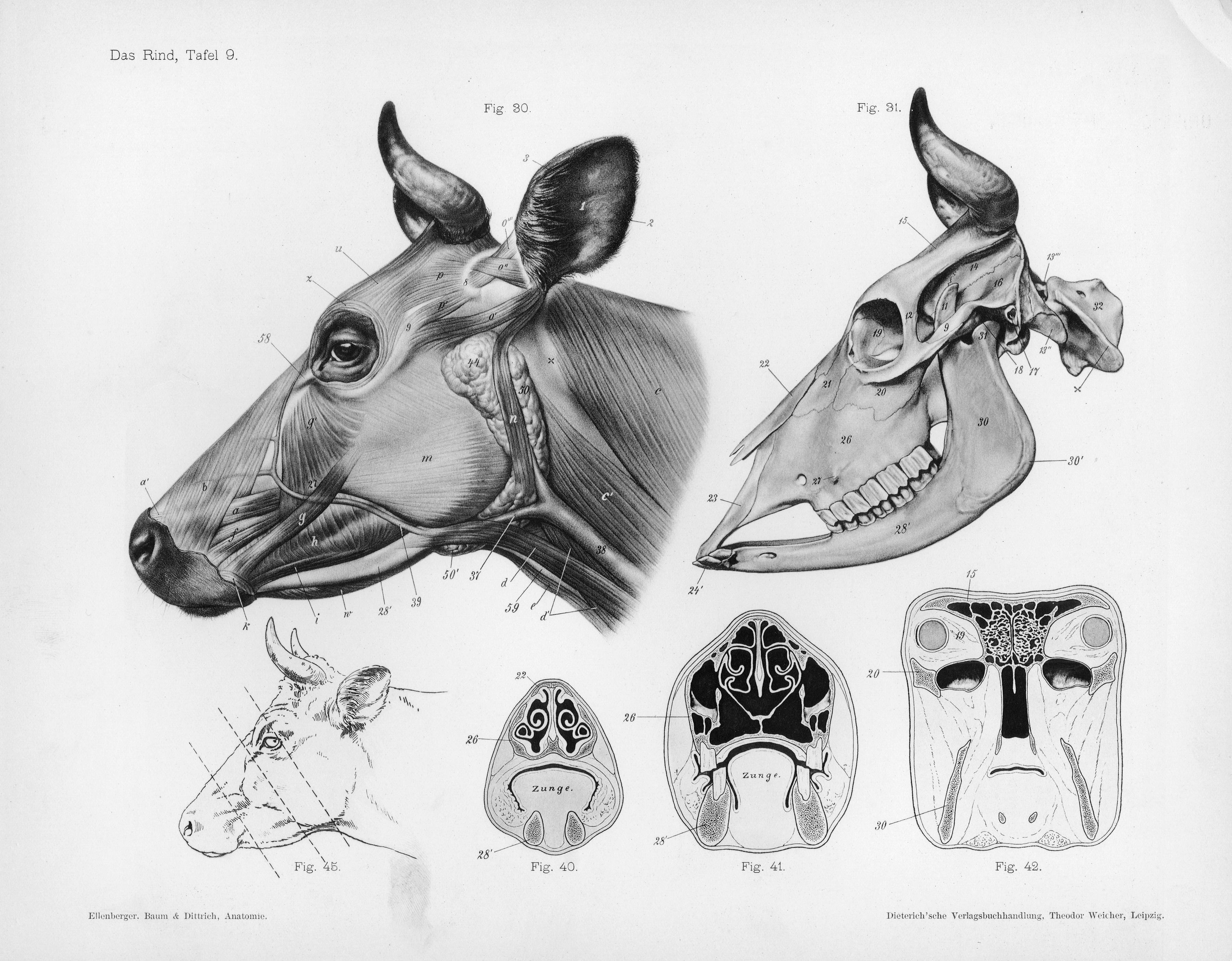
Les vues suivantes sont affichées: une vue latérale gauche des structures superficielles de la tête sans peau; une vue latérale gauche des os du crâne; et trois coupes transversales de la tête à trois niveaux différents (du rostre au caudal) comme indiqué par les lignes en pointillés sur la Fig.45.

Bos taurus est un grand animal robuste, qui pèse en moyenne 750 kg, avec de larges variations (entre 150  et   1 350 kg), pour une taille au garrot variant entre 120  et   150 cm suivant la race et l'individu.
Sa denture est adaptée à la nourriture fourragère. Elle est composée de 32 dents chez l'adulte: trois prémolaires et trois molaires par demi-mâchoire, plus huit incisives inférieures. Les incisives sont coupantes et orientées vers l'avant. Elles permettent de couper l'herbe. Les bovins n'ont pas d'incisives supérieures, celles-ci sont remplacées par un bourrelet gingival ou bourrelet corné. La mâchoire est adaptée au mouvement circulaire qui permet à l'animal de brouter l'herbe; mouvement de râpe qui use les molaires de l'animal. Celles-ci lui permettent de broyer les végétaux afin de faciliter la digestion. Sa langue protractile est recouverte de papilles cornées qui la rendent rêche au contact.

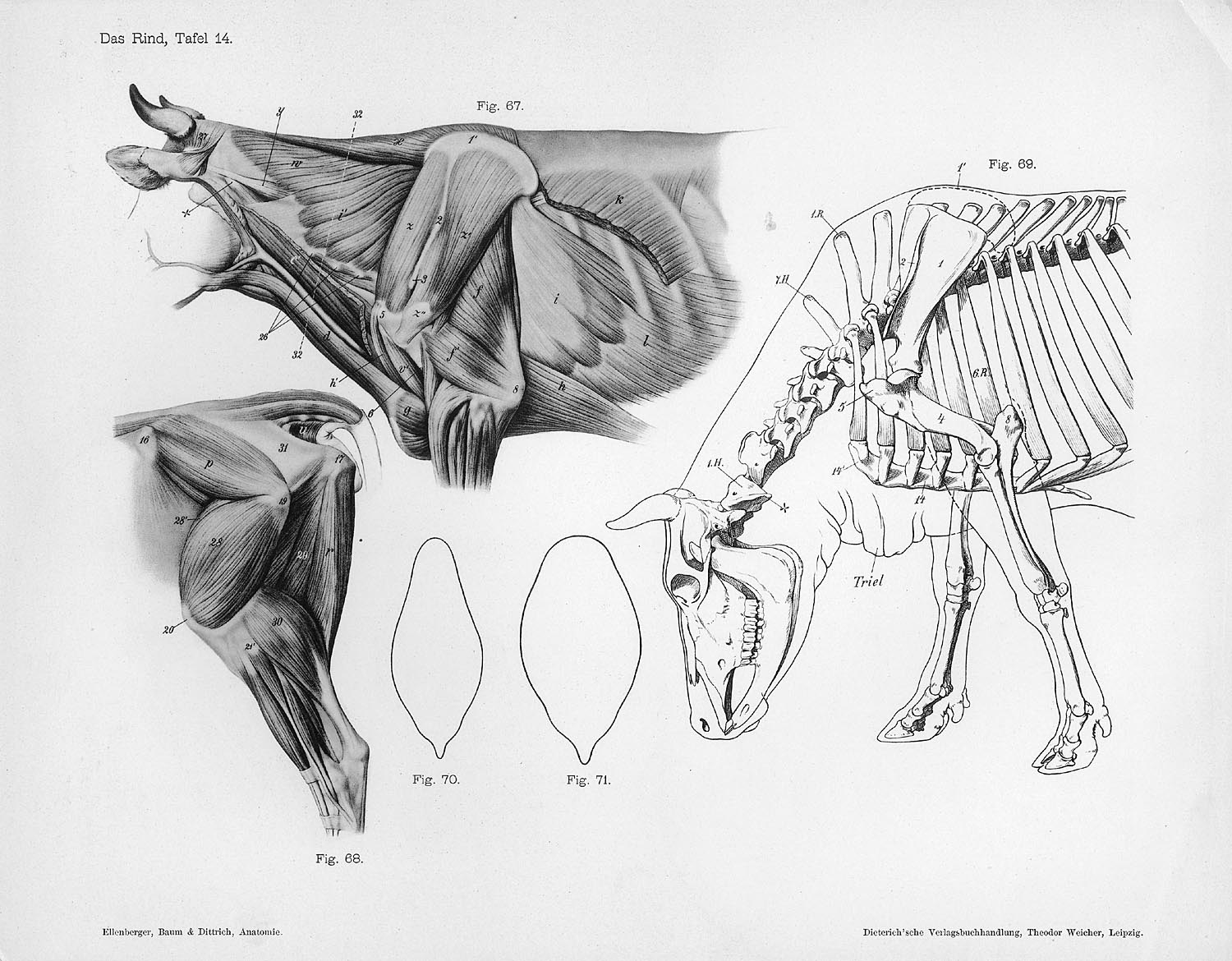
Une vue latérale gauche des muscles profonds du cou et de la patte antérieure proximale; une vue latérale gauche du squelette de la tête, du membre antérieur du cou et du thorax; une vue latérale gauche des muscles profonds de la patte arrière; et le contour d'une coupe transversale du cou d'une vache et d'un taureau montrant les différences entre les sexes.

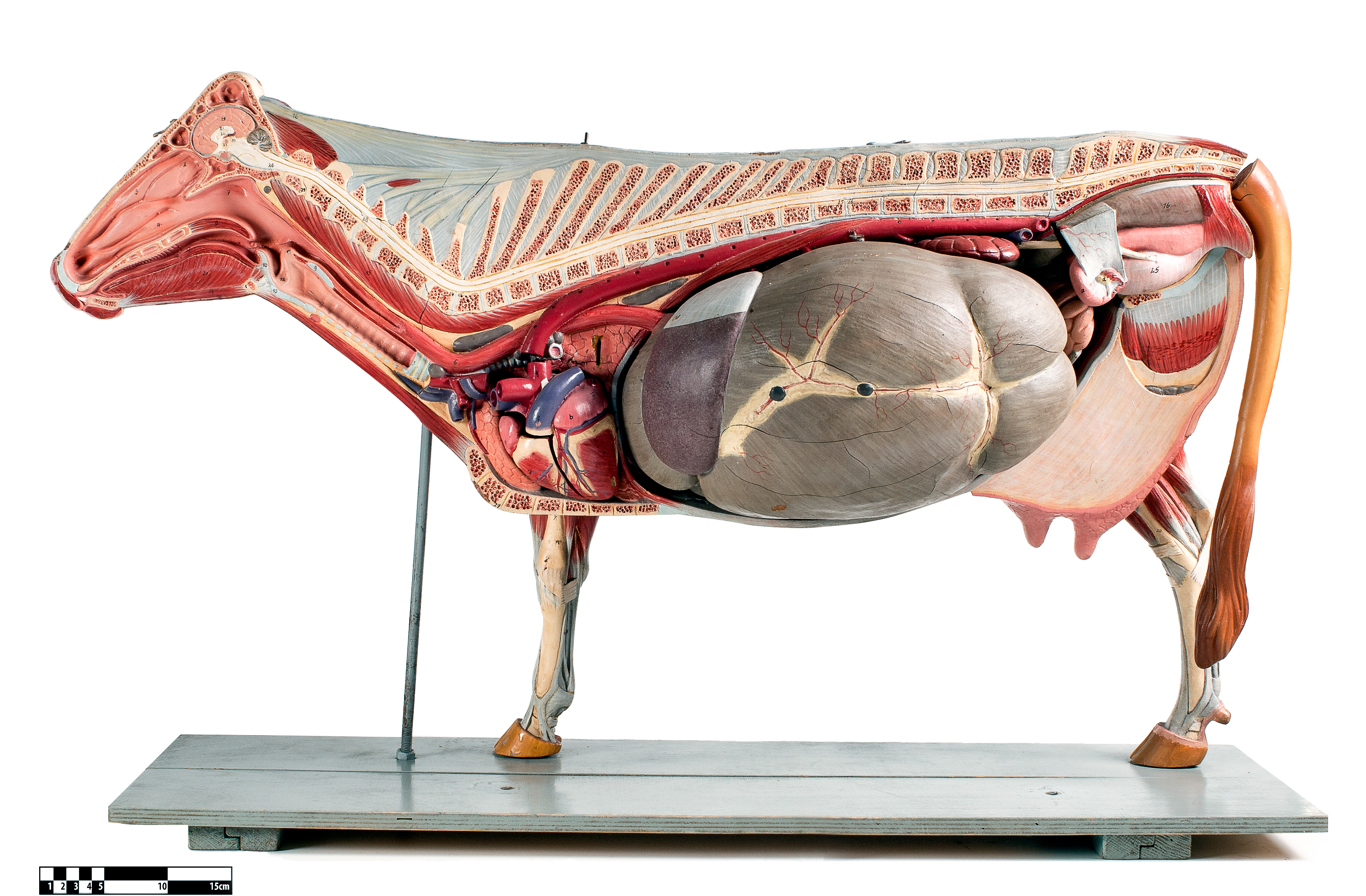
Modèle anatomique

Le mufle est large et épais. Le front est assez vaste, plat, et porte des poils crépus et épais à son sommet : le chignon. Entre la ligne des yeux et le mufle, le front se prolonge par le chanfrein. L'animal possède deux cornes creuses, dont la taille varie suivant les animaux, de chaque côté de son crâne. Les cornes sont généralement orientées vers le haut, ou latéralement, et leur forme rappelle les branches d'une lyre. Les oreilles sont basses et en forme de cornets, pendantes chez les zébus. Elles sont couvertes de poils fins à l'extérieur et de poils longs à l'intérieur des pavillons. Les yeux sont légèrement globuleux.
Bos taurus a une encolure courte et large, et un fanon qui pend au-dessous de la poitrine. Sa queue est longue et touffue à son extrémité appelée toupillon. Elle s'attache très haut, dans un renfoncement situé entre les os du bassin. Le dos est légèrement creux. Les zébus possèdent une bosse juste après l'encolure. Le bassin est saillant et les hanches larges et plates. Les femelles possèdent un pis attaché sous le ventre à l'arrière de l'animal et maintenu par des ligaments de suspension. Il comporte quatre mamelles qui se terminent par un trayon long de 5 à 10 cm pour 2 à 3 cm de diamètre.
Son corps est recouvert de poils courts dont la gamme de couleur s'étale du blanc au noir en passant par diverses teintes de rouge et de marron. Les motifs de la robe sont également variés, pouvant être unie, pie, bringée. Comme les autres ongulés, il marche sur les doigts, au nombre de deux. Ceux-ci sont recouverts d'une enveloppe cornée qui forme un sabot.
La température moyenne (anale) est de 39 °C, variant entre 38,5 °C et 39,2 °C.

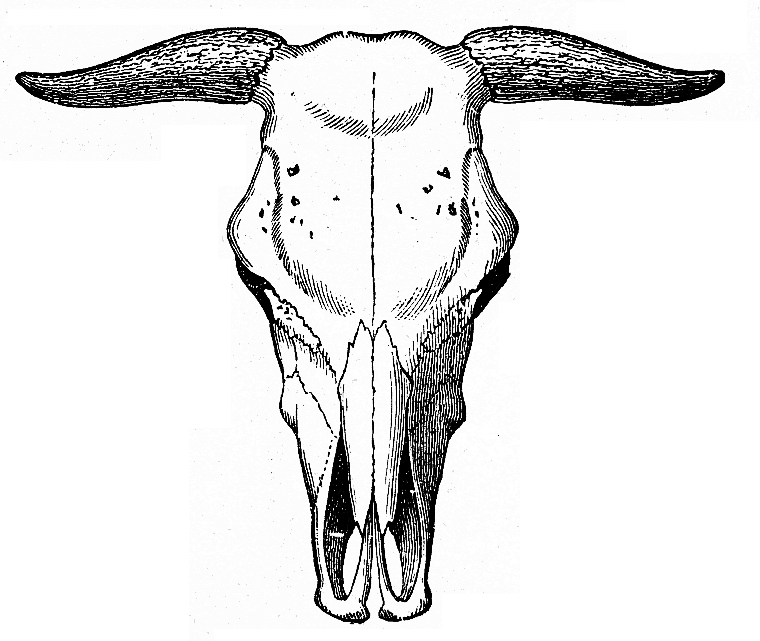
Crâne de l'espèce.
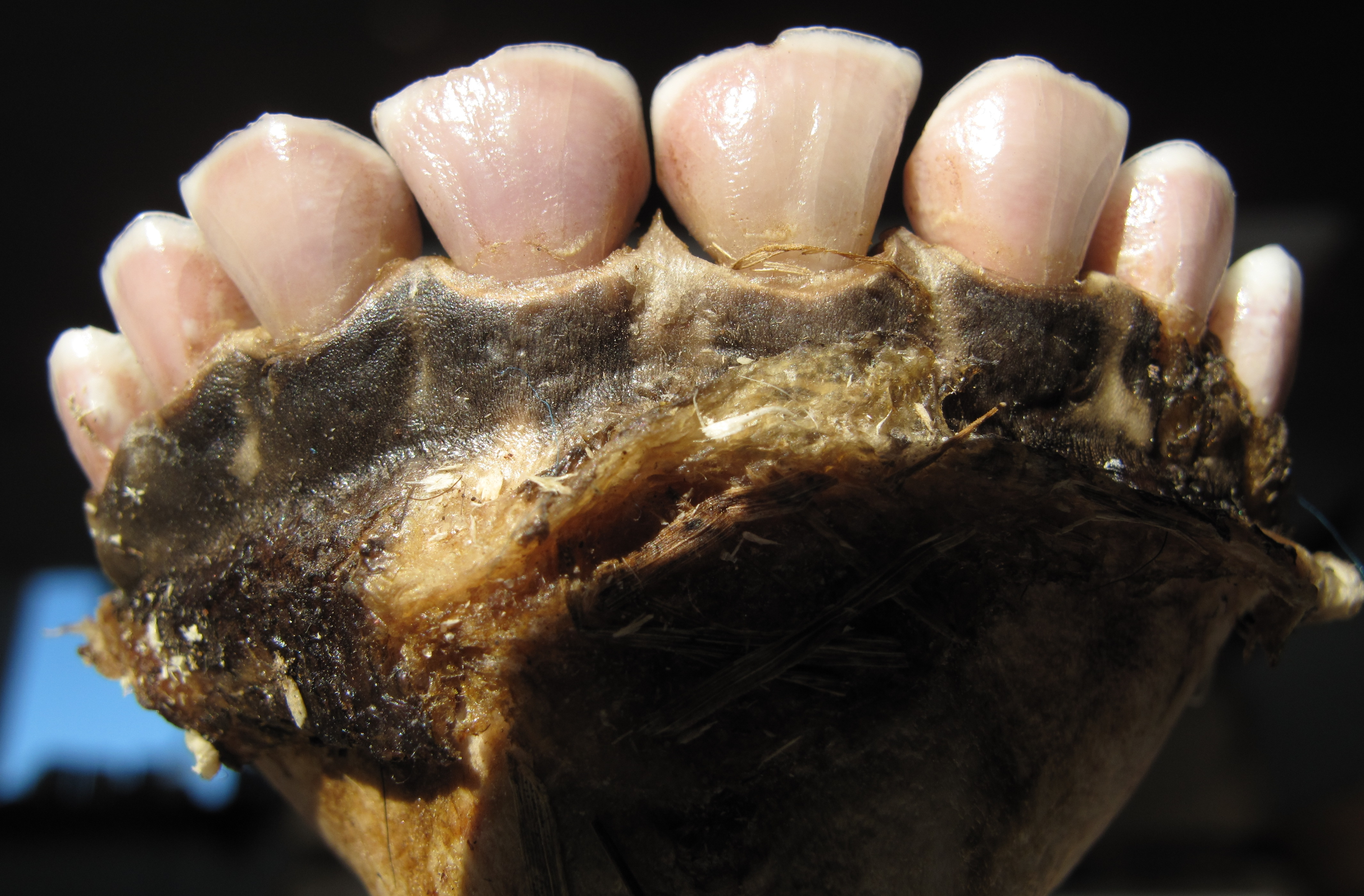
Incisives de veau.
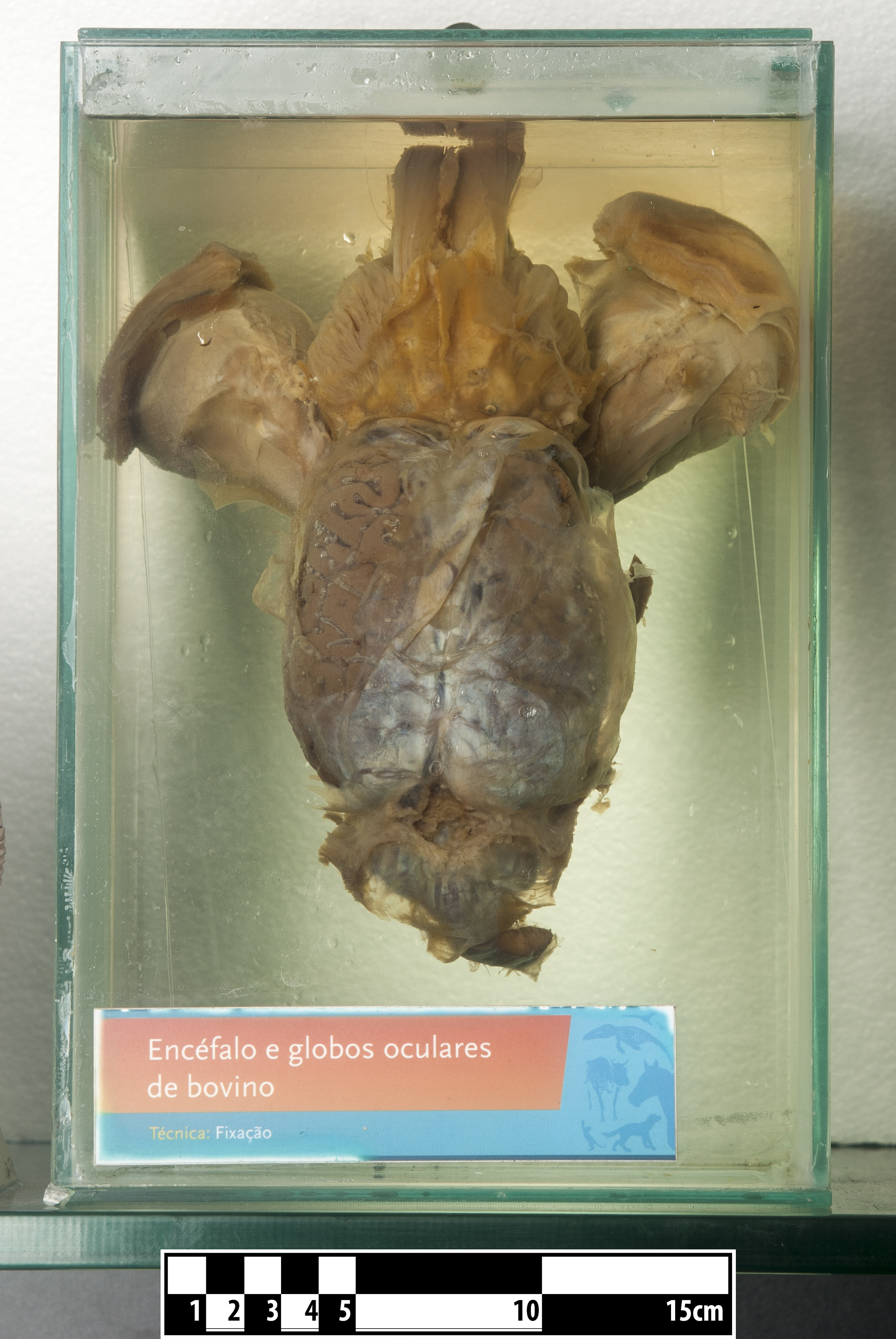
Yeux et cerveau, Museum of Veterinary Anatomy FMVZ USP.

#### Appareil reproducteur

##### Mâle
Les testicules du jeune sont d'abord localisées en position abdominale avant de migrer vers le sac scrotal. Ils pèsent généralement 800 g à eux deux. Ils sont recouverts d'une membrane fibreuse non élastique, l'albuginée, reliée au muscle cremaster qui peut faire varier leur hauteur. Au testicule est accolé l'épididyme, constitué des canaux afférents. Sa tête est très appliquée au testicule et communique avec celui-ci par plusieurs conduits, et sa queue, plus fine, débouche sur le canal déférent. C'est dans l'épididyme que les spermatozoïdes finissent leur maturation. Le canal déférent se connecte à l'urètre au même endroit que les vésicules séminales. Ces dernières sont des glandes lobulées qui mesurent entre 8  et   15 cm de long, pour 3  à   5 cm de largeur et 1  à   2 cm d'épaisseur. Elles forment avec la prostate et les glandes de Cowper les glandes annexes, qui sécrètent divers composants du sperme. La prostate du taureau est de petite taille et dispersée autour de l'urètre. Les glandes de Cowper, de la taille d'une châtaigne, sont localisées dans la portion postérieure de l'urètre. Le pénis mesure entre 80  et   110 cm[à vérifier]. Il est composé de tissus faiblement érectiles, mais cela est compensé par son inflexion en forme de S, appelée S pénien ou inflexion sigmoïde, qui est capable de se déplier et permettre l'allongement de l'organe en dehors du fourreau au moment de l'accouplement. Le fourreau, d'une longueur de 35  à   40 cm pour un diamètre de 3 cm, se situe quelques centimètres en arrière de l'ombilic.

1. Rectum 2. Prostate 3. Glandes de Cowper 4. Muscle ischio-caverneux 5. Muscle bulbo-caverneux 6. Cremaster 7. Épididyme 8. Testicule 9. Vésicule séminale 10. Canal déférent 11. Vessie 12. Panse 13. Flexure sigmoïde 14. Pénis 15. Gland 16. Bourse

##### Femelle
Les ovaires de la vache sont localisés à mi-hauteur du corps de l'ilium, à 40 cm de la vulve. Ils sont de petite taille (10  à   20 g) et en forme d'amande. Les ovaires sont contenus dans des bourses ovariques qui s'ouvrent sur les oviductes. C'est dans l'oviducte que se déroule la fécondation et les premiers stades de développement de l'embryon. L'oviducte est composé d'un infundibulum ouvert sur la bourse ovarique, d'une ampoule et d'un isthme rétréci qui débouche dans la corne utérine. L'utérus, organe de la gestation, est séparé en deux cornes utérines de 35 à 40 cm légèrement circonvolutionnées. Le col de l'utérus mesure une dizaine de centimètres. Ses plis en collerette lui donnent la forme d'une fleur épanouie lorsqu'elle est observée de face. Le vagin est relativement long : 30 cm de long pour 5  à   6 cm de diamètre. Il s'arrête au niveau du méat urétral et des vestiges de l'hymen. La vulve mesure seulement 10 cm. Elle débouche sur les deux lèvres et le clitoris.

1. Rectum 2. Vulve 3. Clitoris 4. Vagin 5. Os 6. Glande mammaire 7. Trayon 8. Col de l'utérus 9. Vessie 10. Pavillon 11. Ovaire 12. Corne utérine 13. Oviducte 14. Pis

#### Appareil digestif

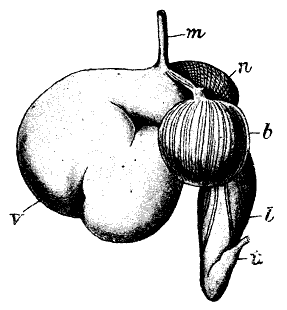
Système digestif de l'espèce.
m. œsophage, v. rumen ou panse, n. réticulum ou bonnet ou réseau, b. omasum ou feuillet, l. abomasum ou caillette, t. début des intestins.

Herbivores prégastriques, les bovins passent environ huit heures par jour à l'ingestion de leur alimentation par pâturage. Ils n'ont pas d'incisives supérieures et ne peuvent pas très bien mordre l'herbe. Leurs dents servent principalement à broyer la nourriture. Pour se nourrir, les bovins attrapent leurs aliments avec leur langue agile et rêche, puis ils les pincent entre leurs incisives inférieures et leur bourrelet gingival. Un léger mouvement de la tête vers l'arrière facilite la coupe de l'herbe. En procédant de cette façon, les bovins peuvent sélectionner les aliments qu'ils consomment, et cela est d'autant plus flagrant au pâturage où ils laissent beaucoup de refus, zones où l'herbe drue, très verte (trop acide ou trop amère en raison des tanins) n'est pas broutée. Outre ces « refus d'herbe », le broutage sélectif offre de l'espace aux espèces les moins compétitives, ce qui maximise la densité végétale et favorise la formation de « niche de broutage ».
L'appareil digestif des bovins est représentatif des ruminants, herbivores prégastriques qui appartiennent tous aux Cétartiodactyles (comme les cerfs, les moutons, les girafes, les hippopotames, les Camélidés mais aussi les baleines à fanons qui possèdent une poche fermentaire occupant 2 % de leur volume corporel) dont l'ancêtre commun était peut-être déjà prégastrique. Cet appareil se caractérise par la présence de trois pré-estomacs, la panse, le bonnet et le feuillet, et de l'estomac proprement dit, permettant par la rumination, la digestion microbienne prégastrique réalisée essentiellement par des bactéries et des champignons. Le premier compartiment par lequel passent les aliments est la panse ou rumen. À son entrée se tient un repli de peau, la gouttière œsophagienne, qui permet au lait chez le jeune et à l'eau chez l'adulte de passer directement de l'œsophage au feuillet.
La panse est la partie la plus importante et représente environ 80 % du volume total, et occupant presque la totalité de son flanc gauche. Sa paroi est tapissée de papilles ruminales. Elle possède des conditions très particulières : une température de 40°, un pH de 6 et l'absence de dioxygène. Ces conditions spécifiques permettent d'abriter plusieurs milliards de micro-organismes, qui vivent en symbiose avec la vache. Ces micro-organismes dégradent partiellement la cellulose et la lignine des herbes, et les glucides contenus dans l'alimentation des animaux pour former des acides gras volatils (butyrate, propionate, acétate) qui sont absorbés par la paroi de la panse, donnant l'odeur caractéristique de la vache et du lait fraîchement trait. Il s'agit là de la principale source d'énergie pour les bovins, ces acides gras couvrant 80 % des besoins énergétiques de l'animal dont le rendement énergétique élevé explique sa sélection (10 % : 10 kg de matière sèche fourragère peut donner 1 kg de viande). Les acides gras formés sont principalement de l'acide acétique, de l'acide propionique et de l'acide butyrique, qui représentent respectivement 60 %, 20 % et 15 % des acides gras volatils ingérés pour une alimentation classique à base de fourrages, mais les proportions varient fortement suivant la ration. La digestion microbienne des fibres végétales est loin d'être complète : la matière sèche de la bouse est constituée à 90 % de lignine et de cellulose non digérés qui se retrouvent sous forme de paillettes d'herbes pâles.
C'est également dans la panse que se joue la nutrition azotée des ruminants. La majorité de cet apport protéique ne vient pas de la ration alimentaire, pas assez riche en protéines mais de la digestion microbienne assurée par le microbiote prégastrique dont les protéases transforment les matières azotées ingérées en peptides, acides aminés et ammoniac. Les microbes utilisent ces produits azotés pour leur croissance. Les vaches ingèrent des herbes mais ne les digèrent pas : elles « ne mangent pas » de bactéries et champignons mais se nourrissent des protéines bactériennes et fongiques (2,5 kg qui ont été synthétisées quotidiennement dans le rumen, soit 400 g d'azote journalier, peuvent atteindre le petit intestin chaque jour). La digestion de ces protéines bactériennes et fongiques grâce aux protéases de l'estomac fournit la majorité (plus de 60 %) des acides aminés requis par la vache. Le pH dans le rumen peut varier entre 7 et 5,5 suivant l'alimentation en conditions normales. La salive excrétée durant la rumination a un bon pouvoir tampon et permet de maintenir le pH à ces valeurs.
En aval du rumen, l'estomac est fait de poches successives qui entament la digestion par l'animal lui-même. Le bonnet et le feuillet, qui suivent le rumen, recueillent des sels minéraux et de l'eau, qui passent dans le sang, et filtrent le jus du rumen. Le réticulum ou réseau ou bonnet a pour fonction de trier les particules alimentaires. Les plus grosses sont refoulées dans la panse avant d'être mastiquées une nouvelle fois dans le processus de rumination. Les plus fines peuvent passer dans le feuillet.
Le feuillet assure l'essentiel de l'absorption de l'eau contenu dans le jus concentré du rumen. Ainsi la panse, le réticulum et le feuillet sont l'équivalent d'une extension de l’œsophage chez l’Homme - avec leurs propriétés spécifiques, qui diffèrent de l'Homme.
Dans l'estomac, appelé caillette, l'activité microbienne cesse complètement à cause de la forte acidité. Les particules inférieures à 2 millimètres, végétales ou microbiennes, du jus y sont décomposées : la digestion des lipides, de l'ADN et des protéines des cellules microbiennes est assurée par les enzymes du suc gastrique qui est équivalent à celui de l'estomac humain. La digestion protéique y est particulièrement importante grâce notamment à deux hydrolases : la pepsine et le lysozyme, enzyme catalysant la dégradation de constituants des parois bactériennes.

### Perceptions sensorielles

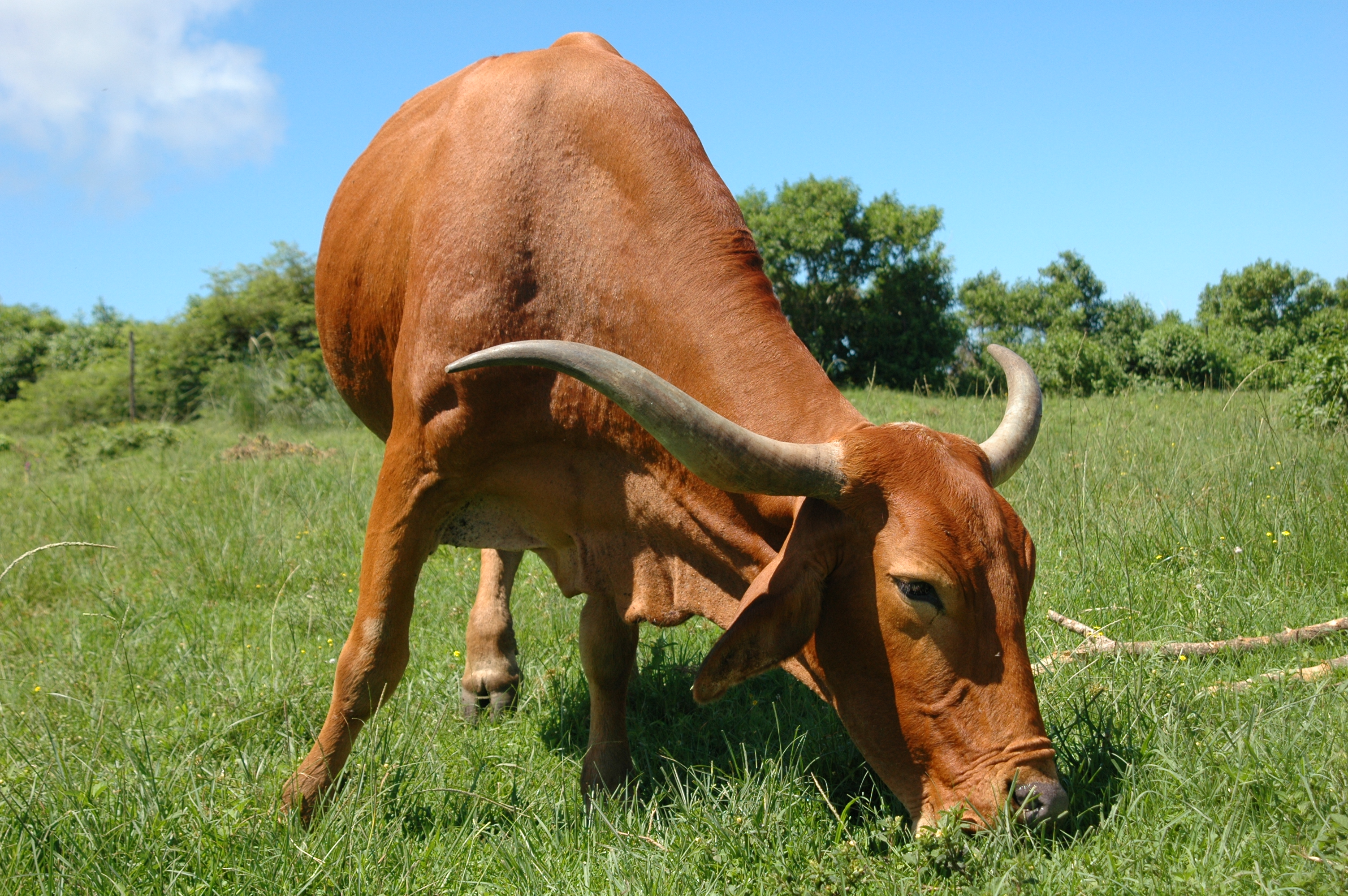
Les bovins ont une bonne vue de près leur permettant de bien voir l'herbe qu'ils broutent

#### Vision
Les bovins ont un champ visuel très large, accru par la forme allongée de leur pupille qui leur permet d'avoir une vision panoramique à 330 ° sans bouger la tête. Ce champ visuel comprend une zone de vision binoculaire devant l'animal, où la vision est nette et la perception du relief possible, permettant à l'animal d'évaluer les distances, et une zone de vision monoculaire sur les côtés de l'animal, où la vision est un peu moins nette et l'appréciation du relief moins bonne. Sans tourner la tête, les bovins ne voient pas derrière eux. Il y a également une zone d'ombre entre 0  et   20 cm de leur mufle où ils voient très mal. Leur cristallin est globuleux, ce qui leur permet de voir très nettement les objets très proches d'eux, comme l'herbe qu'ils pâturent. En revanche, leur vision de loin ne leur permet pas de distinguer des détails, et elle nécessite un temps de mise au point important.
Les bovins arrivent à distinguer des mouvements infimes, imperceptibles pour l'homme. Ils ont besoin d'un temps important pour s'adapter à un changement de lumière, et perçoivent parfois des zones trop lumineuses ou des alternances entre zones d'ombre et zones de lumière comme des obstacles. La perception des couleurs des bovins est peu connue, mais il est généralement considéré qu'ils sont surtout réactifs aux couleurs ayant une longueur d'onde proche du rouge, alors qu'ils distinguent mal le vert, le bleu ou le gris.
De plus, un réflexe nerveux tire les globes oculaires du bovin vers l'arrière dans une situation de danger ou de stress : chaque œil obtient alors une vision monoculaire de presque 180°, mais la zone devant le mufle devient invisible sur plusieurs mètres. Un taureau qui charge ne voit pas ce qu'il charge.

#### Goût
Les bovins peuvent distinguer les quatre goûts primaires : le sucré, le salé, l'amer et l'acide. Les récepteurs pour chacun de ces goûts sont localisés sur des parties différentes de la langue. Ils préfèrent tout particulièrement le sucré, puis l'amer, le salé, et enfin l'acide.

#### Ouïe
Les bovins ont une perception auditive fine, qui leur permet notamment d'entendre des sons à des fréquences très hautes, correspondant aux sons aigus et aux ultrasons. Ils détectent également des sons de très basse intensité, à partir de 11 dB, ce qui correspond au bruissement d'une feuille chutant d'un arbre. Ils sont capables de localiser des sons dans une zone de 30°, une précision moindre que celle de l'être l'humain (1°). Le pavillon mobile de leurs oreilles peut se diriger vers la source de son. Certains bruits aigus, forts (supérieurs à 70 dB) ou inhabituels peuvent engendrer une surexcitation des animaux génératrice de stress,.

#### Odorat

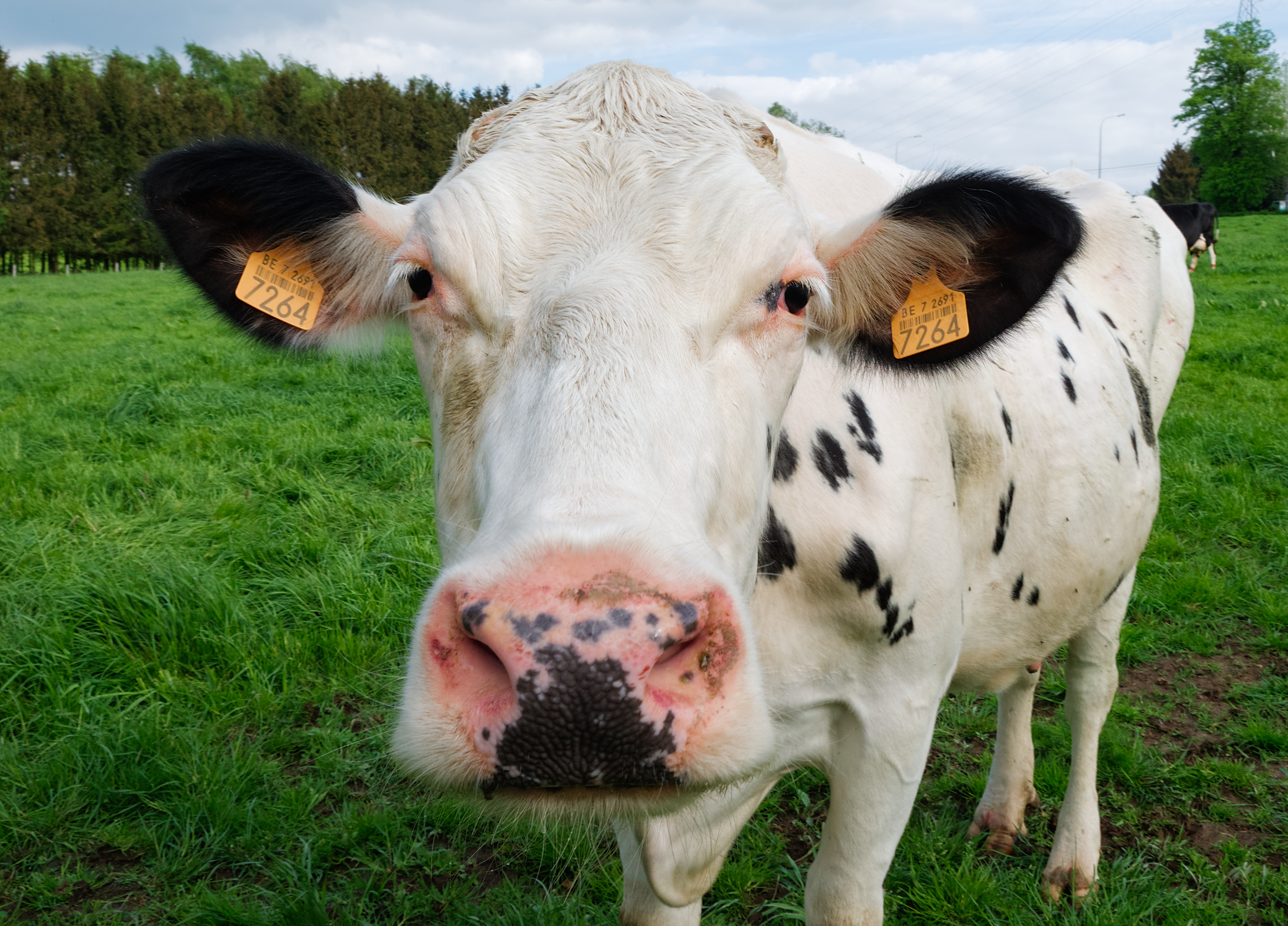
Les bovins ont un odorat bien développé

Le sens de l'olfaction est très développé chez les bovins. Il joue un rôle dans la communication, les animaux se reconnaissant à l'odeur, mais aussi par le biais des phéromones. Celles-ci sont produites par les glandes anales, urogénitales, buccales ou cutanées, et peuvent véhiculer des informations diverses, généralement liées à la reproduction, qui vont influer sur le comportement des autres animaux qui les captent par l'intermédiaire de leur organe voméro-nasal. Le comportement des mâles lorsqu'ils perçoivent ces signaux est caractéristique (Flehmen) : ils relèvent la tête, retroussent la lèvre supérieure et ont une respiration saccadée, pour que la muqueuse nasale s'imprègne bien des phéromones. Les odeurs peuvent aussi permettre aux animaux de reconnaître un animal stressé.

#### Toucher
Dans le toucher, il existe la sensibilité tactile, la sensibilité douloureuse et la sensibilité thermique. Les zones les plus sensibles au toucher sont celles où la peau est la plus fine : les joues, l'encolure, l'attache de la queue, l'intérieur des cuisses, la mamelle et la vulve. Les récepteurs à la douleur sont eux présents en plus grand nombre à l'intérieur des naseaux et à la base des cornes. La sensibilité thermique des animaux les renseigne sur la température ambiante, l'humidité et la vitesse du vent.

#### Autres perceptions
Les bovins sont plus sensibles aux champs électriques que les humains. Par ailleurs, ils peuvent être perturbés par les champs électromagnétiques comme les ondes radios.

### Génome

#### Caractéristiques
L'espèce possède 30 paires de chromosomes,. Une ébauche du séquençage du génome de l'espèce a été rendue publique le 6 octobre 2004 dans le cadre du « Projet international de séquençage du génome bovin » menée par différents instituts de recherche du Canada, des États-Unis, d'Australie et de Nouvelle-Zélande. Les travaux ont été conduits sur le cas d'une vache de lignée hereford nommée L1 Dominette 01449. Le génome de l'espèce comporte environ trois milliards de paires de bases, taille voisine de celle du génome humain.
Des études sur ce séquençage ont montré, en comparaison avec d'autres animaux et du fait du poids relatif, de la complexité et de l'originalité des séquences de génome en jeu, que les humains ont indubitablement sélectionné ces animaux au moins pour la quantité de lait et de viande produite par animal.
Un séquençage complet du génome de la vache a été effectué en 2009, après le chien et la poule.

## Écologie et comportement
L'espèce est grégaire. Au sein du groupe, il existe des relations de dominance entre animaux, qui s'établissent au cours de combats lors de la formation du troupeau, et qui aboutissent sur la constitution d'une hiérarchie de dominance. Une fois cette hiérarchie établie, elle ne sera plus remise en cause. Les animaux peuvent également développer des relations d'affinité entre eux. Celles-ci se traduisent souvent par des léchages et une proximité des animaux. Dans le groupe, l'apparition d'un leadership chez certains animaux, sans lien avec la hiérarchie, est également observée. Le leader (exemple : vache « meneuse » différente de la vache dominante) initie généralement les déplacements du troupeau. Il a une meilleure vision de l'espace et une bonne mémoire de l'environnement.
Alors que la docilité est généralement une qualité recherchée pour les animaux d'élevage, il est recherché chez certaines races une certaine agressivité liée à des usages spécifiques : tauromachie, combats de reines en Suisse.
Les bovins communiquent entre eux par le biais des odeurs et des phéromones. Ils sont capables de se reconnaître individuellement par leurs odeurs dans un groupe d'une taille raisonnable. Leur odorat permet également de percevoir les émotions de leurs congénères, et notamment les situations de peur ou de stress. La posture de la tête est également un moyen de communication. Elle exprime les principales humeurs et comportements que les bovins peuvent adopter (soumission, alerte, fuite ou menace). En moyenne, ils broutent un tiers du temps, ruminent un autre tiers du temps et se reposent le dernier tiers.
Le cri de l'espèce est le meuglement ou le beuglement. Il peut exprimer diverses situations : souffrance, faim, soif, appel d'un veau ou d'un congénère.

### Reproduction

#### Physiologie

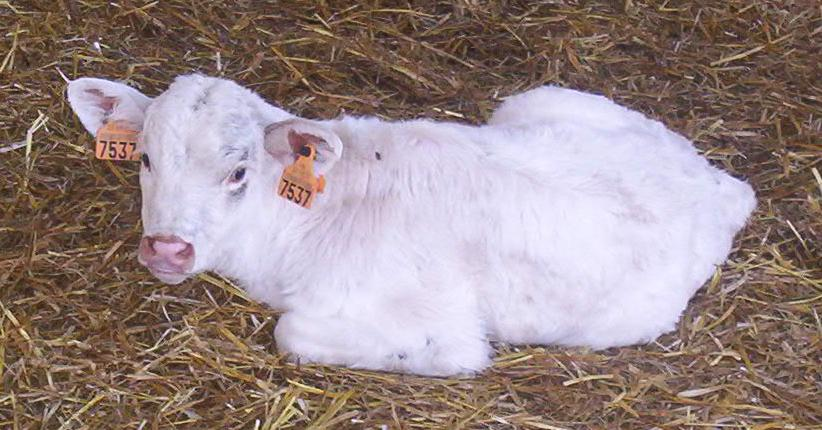
Veau couché dans la paille

L'âge à la puberté varie fortement suivant la race, de 10 à 12 mois pour certaines races laitières jusqu'à 24 mois chez certaines races locales africaines. Plus qu'à l'âge, la puberté est liée au poids de l'animal. Il est généralement considéré qu'un animal atteint la puberté lorsqu'il approche 50 à 60 % de son poids adulte. Il n'y a pas de saison de reproduction chez les bovins : ils peuvent se reproduire tout au long de l'année.
Le cycle sexuel a une durée de 21 jours en moyenne. Il peut être divisé en quatre parties distinctes. Tout d'abord, l'œstrus qui dure une dizaine d'heures et correspond à la période d'acceptation du mâle, également appelé chaleurs. Les chaleurs sont marquées par un comportement particulier de la vache, qui est particulièrement agitée, beugle fréquemment, renifle ses congénères, tente de les chevaucher et s'immobilise lorsqu'elle est elle-même chevauchée. Suit ensuite le métœstrus, d'une durée de 6 jours, au cours duquel se déroule l'ovulation, environ 15 heures après la fin de l'œstrus, et la formation du corps jaune. L'étape suivante est le diœstrus qui dure 12 jours et correspond au développement maximal du corps jaune. La progestérone que celui-ci synthétise empêche toute ovulation. La quatrième et dernière étape du cycle est le proœstrus, 3 jours qui voient le corps jaune se résorber progressivement avant un nouvel œstrus et le début d'un nouveau cycle.
Au cours du cycle sexuel, les follicules croissent par vagues successives appelées vagues folliculaires. Ces vagues correspondent au développement synchrone tous les 7  à   9 jours de follicules d'une taille comprise entre 3  et   5 mm de diamètre. La phase de début de développement des follicules est appelée recrutement. Il est initié par une synthèse croissante de FSH à la suite de la forte diminution de la concentration en Estradiol qui suit l'œstrus. La phase qui suit est la sélection au cours de laquelle la plupart des follicules produisent de l'œstradiol et de l'inhibine. L'action conjuguée de ces deux hormones provoque une diminution de la concentration en FSH et l'atrésie d'un certain nombre de follicules, laissant 3  à   6 d'entre eux se développer. Finalement, un seul follicule, d'une taille supérieure aux autres, devient dominant et provoque la régression des autres follicules. Il éjecte ensuite son ovule si le contexte hormonal est favorable. Au cours d'un même cycle, il peut y avoir entre une et quatre vagues folliculaires successives, mais généralement il en existe deux voire trois.

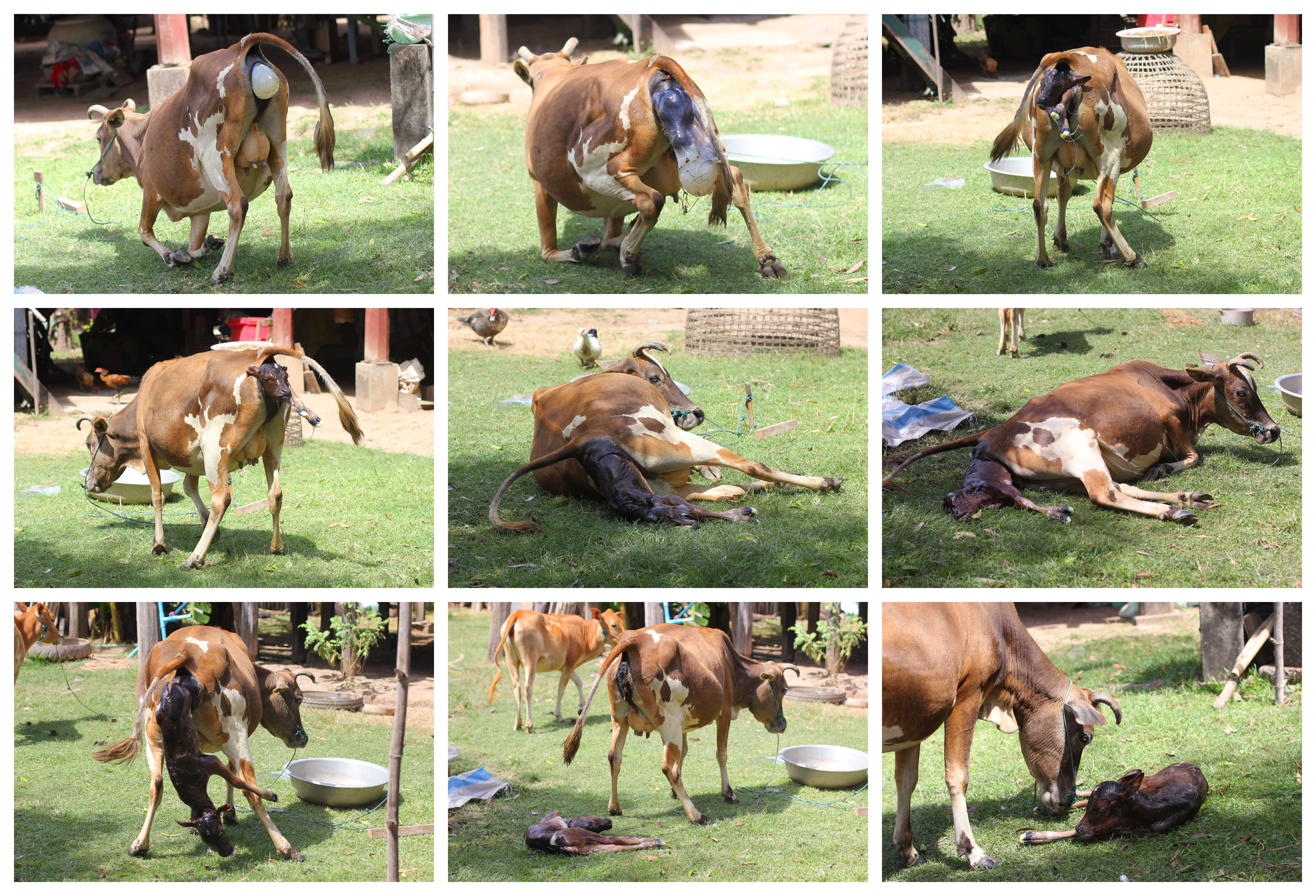
Vêlage : la naissance d'un veau, pas à pas

La gestation dure environ neuf mois. Le vêlage est suivi d'une période d'absence de chaleurs : l'anœstrus post-partum, qui peut être plus ou moins long (de 30  à   80 jours). L'involution utérine dure 30 jours en moyenne.

#### Intervention humaine

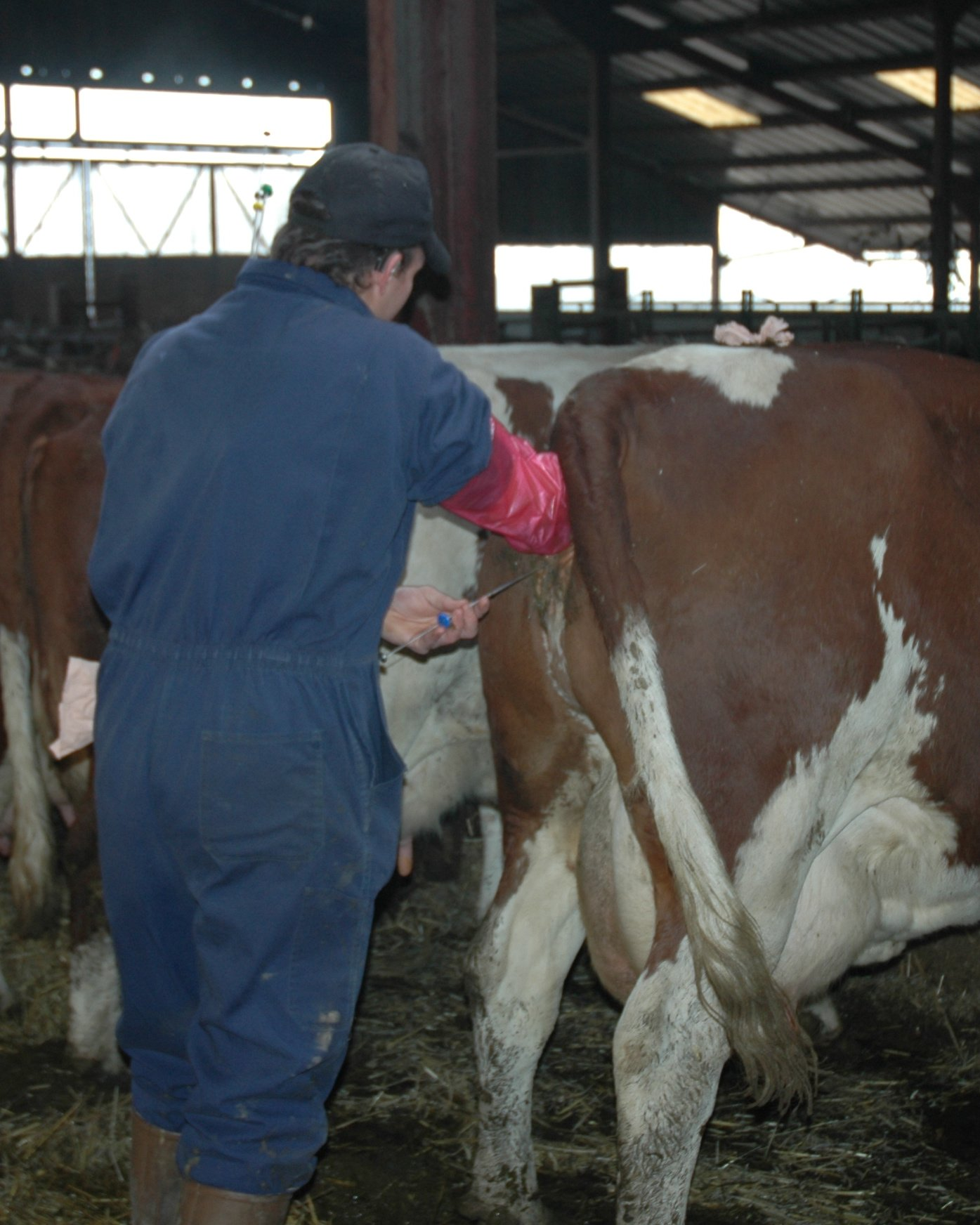
Insémination artificielle d'une vache montbéliarde.

L'homme intervient énormément dans la reproduction des bovins.
L'insémination artificielle est utilisée chez les bovins depuis les années 1940. L’inséminateur se substitue au taureau en introduisant une paillette de sperme dans les voies génitales de la femelle. Le sperme est conservé dans l’azote liquide avant d’être employé. Cette technique permet d’obtenir un nombre de descendants beaucoup plus important pour un taureau que par reproduction naturelle. Les taureaux utilisés en insémination sont donc des taureaux qui ont des qualités particulièrement intéressantes pour l’éleveur, qui favorise par l’emploi de cette méthode l’amélioration de la génétique de son troupeau.
La synchronisation des chaleurs par voie hormonale permet de rationaliser le travail des éleveurs au moment de la détection des chaleurs et des vélages et partant d'améliorer la fécondité du troupeau. D'efficacité discutable et véhiculant une mauvaise image, elle est peu et de moins en moins utilisée.
Le transfert d'embryon est une technique consistant à faire produire un nombre important d’embryons à une même vache par le biais de traitements hormonaux, puis de transférer ces embryons dans l’utérus d’autres vaches pour qu’ils se développent. Cela permet notamment de faire faire un nombre de veaux plus élevé à des vaches de qualité. Cela implique les traitements hormonaux de synchronisation des cycles sexuels des donneuses mais aussi des receveuses, car l’utérus doit être dans une phase particulière au moment du transfert après 7 jours.
Le clonage correspond à la création artificielle d’individus identiques. Il existe deux types de clonage. Tout d'abord, le clonage embryonnaire, utilisé chez les bovins depuis les années 1980 consiste à une scission de l'embryon de manière à obtenir des animaux identiques. Cette méthode trouve principalement son intérêt dans le domaine de l’expérimentation puisqu’elle permet d'avoir des individus identiques sur le plan génétique et de comparer leurs réactions respectives à certaines situations. Mais il est actuellement question de clonage[Quand ?], surtout de « clonage somatique », qui consiste à recréer un animal à partir d’une cellule somatique d’un individu vivant. Le premier bovin issu de cette méthode était la vache Marguerite clonée par l’Inra en 1998. Le clonage somatique pourrait permettre par exemple de recréer un animal d’exception pour la reproduction et ainsi améliorer la sélection des animaux d’élevage, ou de créer des animaux transgéniques. Toutefois de nombreux problèmes apparaissent en pratique, comme la naissance de veaux trop gros ou la non-viabilité des animaux obtenus, ce qui limite les retombées du clonage.

### Alimentation
« En moyenne, la vache marche et broute un tiers du temps, rumine dans un état de somnolence un autre tiers du temps et se repose le dernier tiers, ventre au sol, pattes antérieures repliées ».

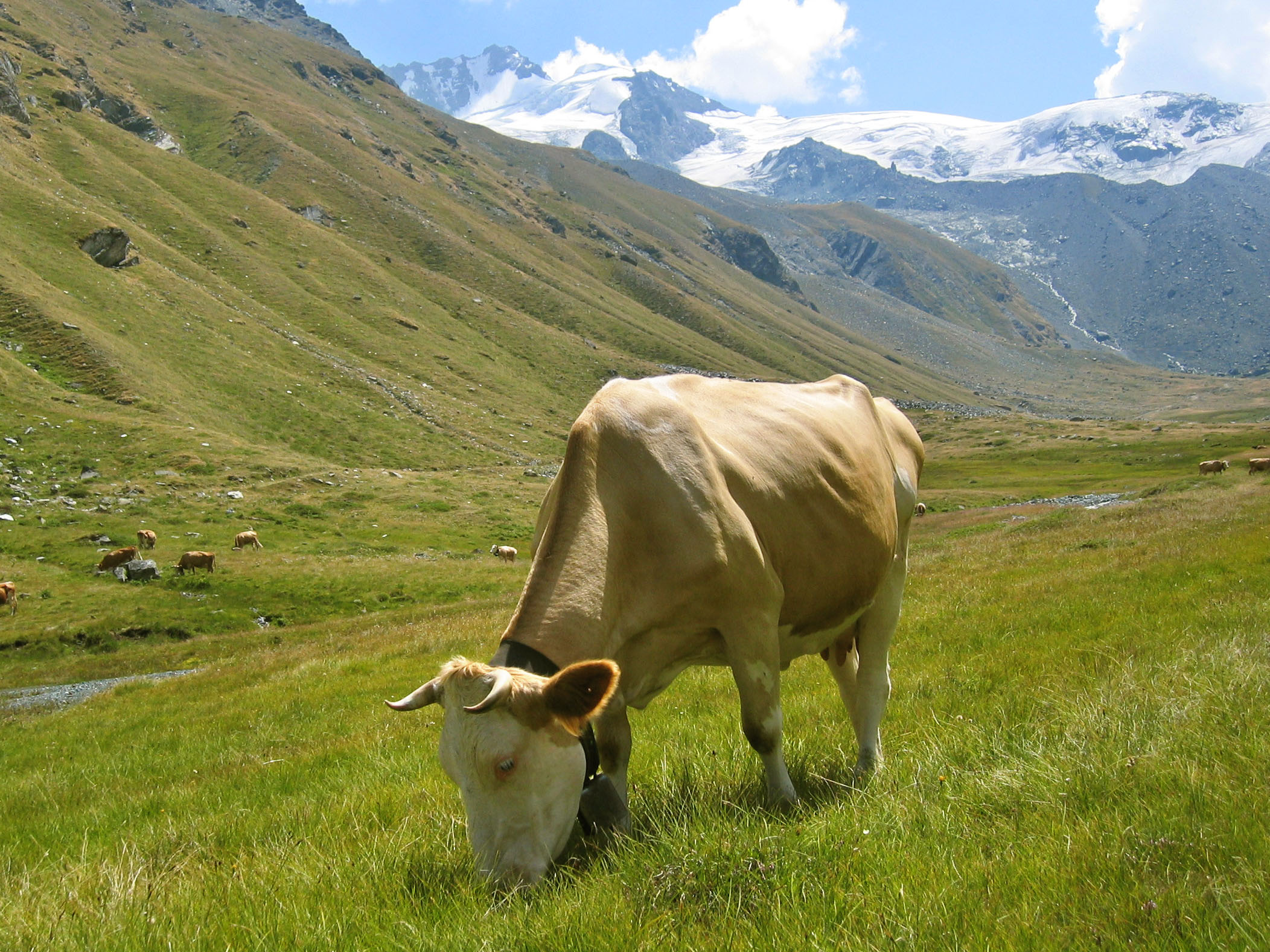
La première source d'alimentation des bovins peut être l'herbe au pâturage.

L'alimentation est constituée de tiges, feuilles, graines et racines de nombreuses plantes. Certaines substances comme les lignines et les tanins ne sont pas digestibles. Au pâturage, les plantes consommées préférentiellement par les bovins sont les poacées. Certaines ont été privilégiées dans les prairies artificielles du fait de leur appétence ou leur rendement, comme le ray-grass anglais, le ray-grass d'Italie, le dactyle, la fétuque ou le brome. Les fabacées sont également des plantes appréciées des bovins, et une source importante d'azote lorsque ceux-ci sont au pâturage. Parmi les plus fréquentes, le trèfle blanc, le trèfle violet, le lotier et la luzerne.

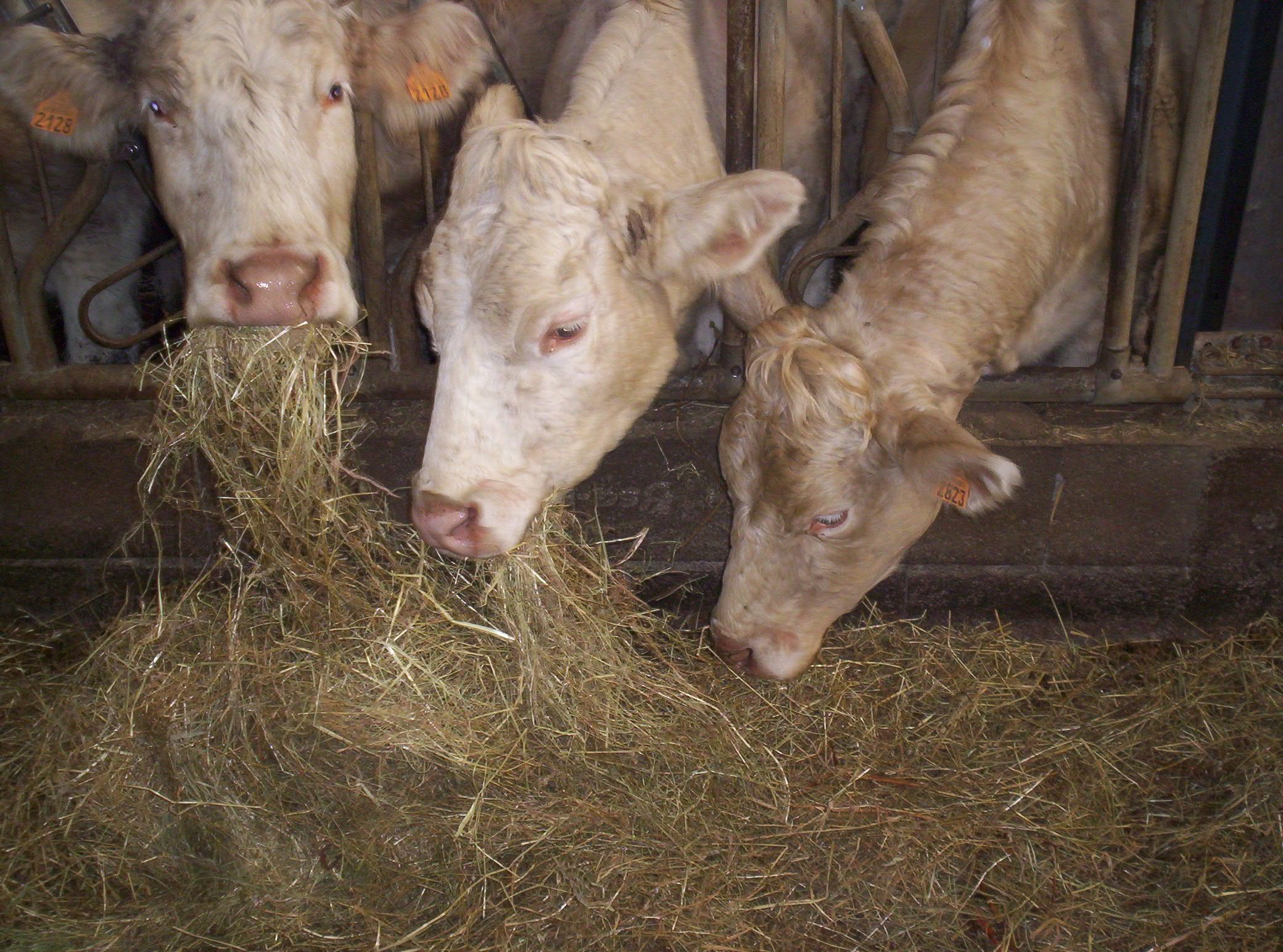
Vaches mangeant du foin.

Pour nourrir leurs animaux lorsque la pousse de l'herbe n'est plus suffisante, les éleveurs utilisent des fourrages récoltés durant le printemps ou l'été qui ont été conservés. Il existe plusieurs types de fourrages conservés suivant la méthode employée pour leur conservation. Le foin en est un parfait exemple. Il s'agit d'herbages issus des fenaisons estivales. Une autre méthode de conservation utilisée est celle qui conduit à la formation d'ensilage. Elle s'appuie sur la fermentation des glucides solubles contenus dans les fourrages par des bactéries lactiques pour faire diminuer le pH du fourrage et empêcher l'action des bactéries putréfiantes. Les ensilages sont conservés en milieu anaérobie (généralement couverts par une bâche en plastique) pour empêcher sa détérioration par des bactéries aérobies. Ils peuvent être produits à base d'herbe ou de maïs, ce dernier étant particulièrement riche et ayant permis de fortes augmentations de production des animaux lors de son introduction en France dans les années 1980. Les ensilages sont interdits par le cahier des charges de certains fromages AOC comme le gruyère et l'emmental car ils contiennent de fortes teneurs en germes butyriques qui affectent la qualité de la transformation fromagère. Les animaux peuvent également être nourris avec de la paille, mais cet aliment qui a une forte teneur en lignine indigestible n'est pas très nourrissant. Elle peut être traitée avec de l'ammoniac ou de la soude afin d'améliorer sa digestibilité par les ruminants.

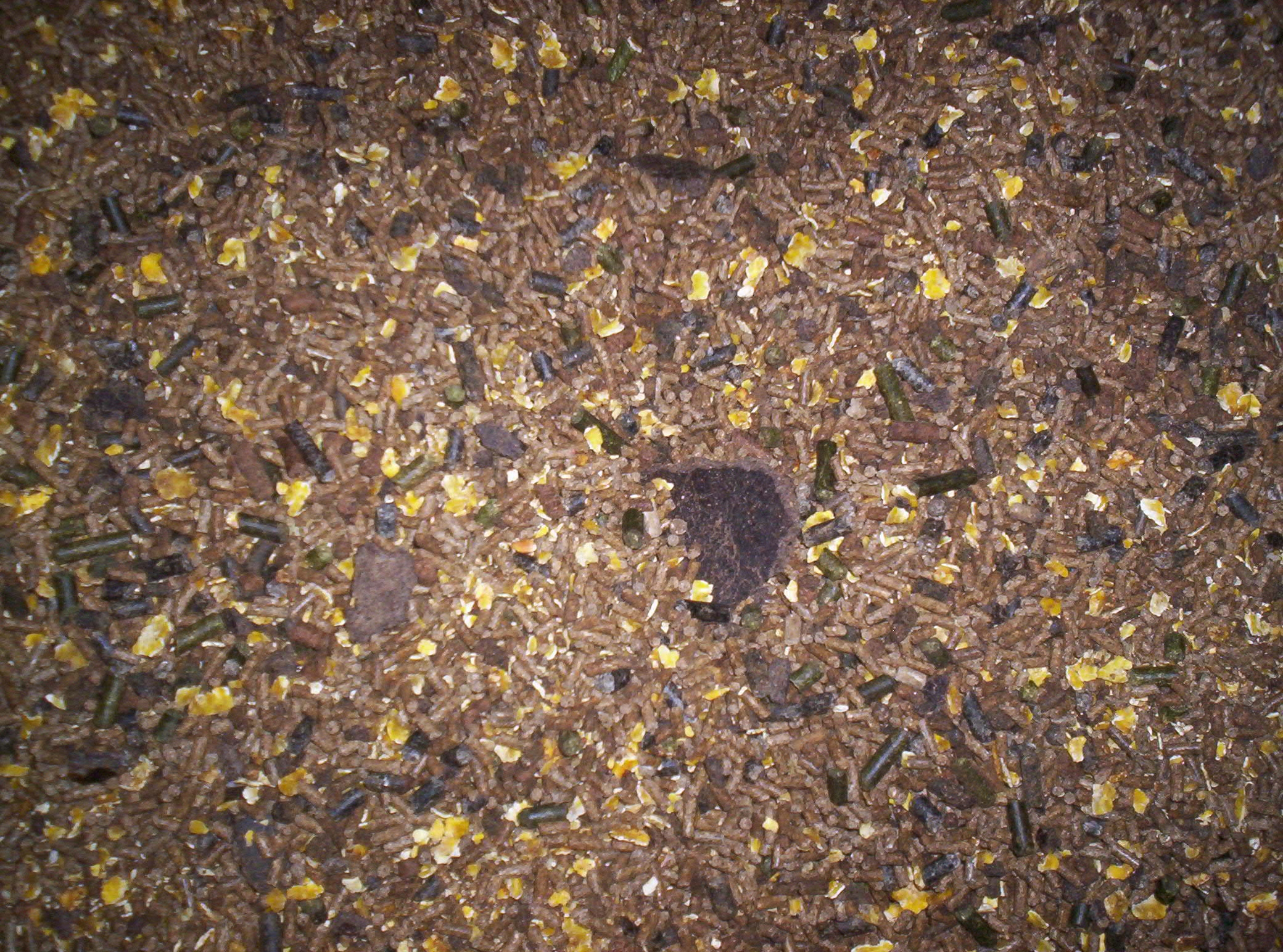
Les éleveurs complémentent parfois leurs animaux avec des produits agricoles transformés et concentrés du commerce.

Pour des raisons de production laitière ou de vitesse de croissance, les élevages intensifs modernes, outre le fourrage traditionnel, fournissent à leurs animaux des compléments concentrés énergétiques ou protéiques mais aussi des compléments minéraux et vitaminés. Ces compléments peuvent être apportés sous différentes formes. En premier lieu, ce sont les céréales qui permettent d'apporter de l'énergie aux bêtes. Parmi elles, sont notamment recensés : le blé, le triticale, l'orge, l'avoine, le millet, le sorgo et le maïs. Les racines et les tubercules sont un exemple de compléments énergétiques utilisés. Les betteraves, riches en sucres solubles, les pommes de terre et le manioc, riches en amidon, sont des aliments particulièrement riches en énergie. Ce sont souvent leurs sous-produits de l'industrie agroalimentaire qui sont utilisés, comme la mélasse et la pulpe de betterave sucrière, résidus de la cristallisation des sucres de la betterave.
Les sources de protéines les plus courantes sont les tourteaux, résidus du pressage de graines d'oléagineux pour en extraire leur huile. Les principaux tourteaux utilisés sont les tourteaux de soja, de colza, de tournesol et de lin. Comme concentrés protéiques, des farines animales ont longtemps été utilisées. Les farines et huiles de poisson le sont encore (elles ne doivent pas dépasser une certaine proportion sinon, elles donnent un goût de poisson au lait). Au début des années 1970, au Royaume-Uni, certaines règles d'hygiène permettant d'éviter la transmission de maladies n'ont plus été respectées. Une épizootie d'encéphalopathie spongiforme bovine s'est déclenchée. Celle-ci a été découverte en 1986 et plusieurs milliers de bovins ont dû être abattus.
Chez les bovins, les neuf vitamines hydrosolubles (B1, B2, B3, B5, B6, B8, B9, B12 et C) ne sont en général pas nécessaires parce que les bactéries de la panse les synthétisent.

### Pathologie des bovins

#### Maladies infectieuses

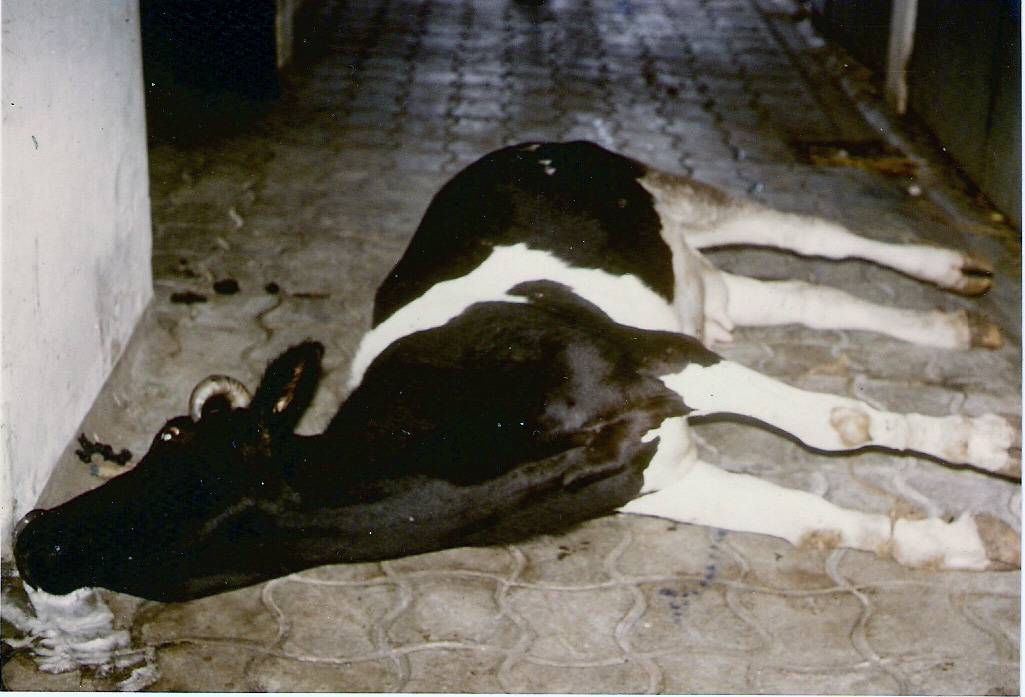
Vache atteinte de tétanos.

Les bactéries sont impliquées dans une large gamme de maladies bovines. Dans l'appareil digestif elles causent des entérotoxémies, des diarrhées à colibacilles et des salmonelloses. Diverses bactéries sont impliquées dans l'apparition de mammites chez les bovins. La pasteurellose, la brucellose, et la kératite contagieuse sont également des maladies bactériennes. Les mycobactéries les plus dangereuses pour les bovins sont celles responsables de la tuberculose et de la paratuberculose.
Les virus affectent les bovins de diverses manières. Un certain nombre d'entre eux sont responsables de maladies respiratoires comme la rhinotrachéite infectieuse bovine (IBR), le virus respiratoire syncytial (RSV) ou le PI3.
Les rotavirus et coronavirus sont impliqués dans les diarrhées chez les jeunes veaux. La maladie des muqueuses (BVD) cause diarrhées et avortement.
Le virus de la leucose bovine, faiblement contagieux, affecte le système immunitaire.
Au niveau des trayons, les virus peuvent provoquer des herpès, des papillomes et des tumeurs induites par des parapox. Les maladies virales peuvent parfois être très contagieuses et poser des problèmes dans les élevages. C'est le cas de la rage, une maladie du système nerveux enrayée dans de nombreux pays, de la fièvre aphteuse et de la fièvre catarrhale. En Afrique, des maladies telles que la fièvre de la vallée du Rift peuvent également se développer au cours d'épidémies importantes. Les bovins font partie des animaux sauvages dont la protéine-cible du nouveau coronavirus pandémique de 2019 (l' ACE2), est adapté à ce nouveau virus (SARS-CoV-2) (virus responsable en 2019 de la pandémie de COVID-19). Cette affirmation (mai 2020) est théorique ; elle découle d'études de modélisations de protéines et reste à confirmer in vivo.
Les rickettsies et les mycoplasmes sont responsables de la chlamydiose et de la fièvre Q, deux maladies pouvant provoquer des avortements, ainsi que la péripneumonie contagieuse, une maladie pulmonaire.
L'encéphalopathie spongiforme bovine, ou « maladie de la vache folle », qui est à l'origine d'une crise socio-économique importante dans les années 1990, est due à un agent pathogène particulier : le prion, une protéine.
Certaines maladies bovines posent particulièrement problème car elles sont suspectées de se transmettre à l'homme. C'est le cas de la listériose, le charbon, le tétanos, le botulisme, la leptospirose bovine, la brucellose, la tuberculose, la salmonellose, la chlamydiose, la rage, la fièvre de la vallée du Rift, l'ecthyma et la maladie de Creutzfeldt-Jakob(encéphalopathie spongiforme bovine).

#### Parasitisme

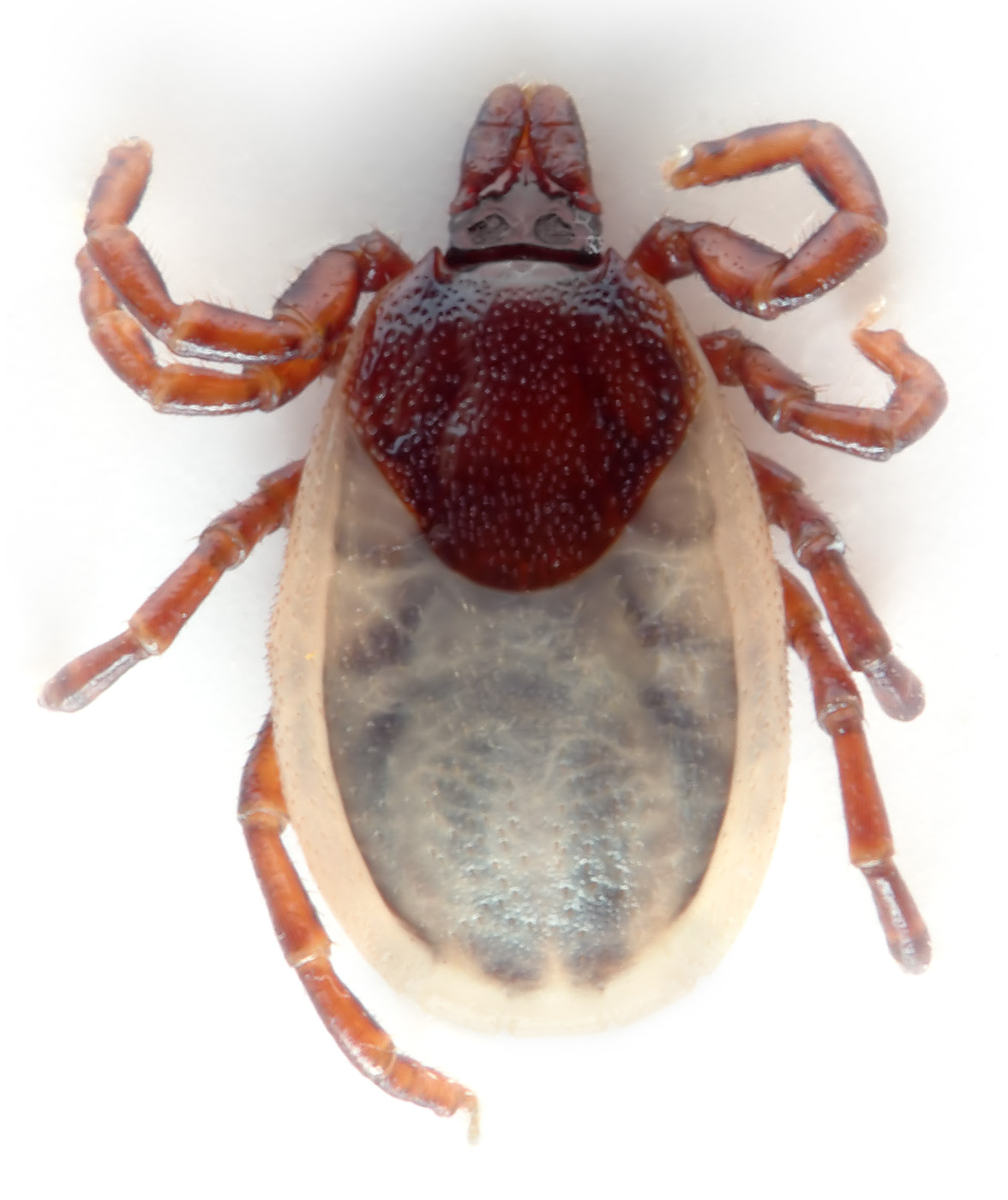
Les tiques sont des ectoparasites communs des bovins.

Divers insectes (mouches, moucherons, taons) importunent les bovins sans se comporter comme de véritables parasites. Les parasites externes des bovins sont principalement les tiques, vecteurs de nombreuses maladies comme la brucellose ou la piroplasmose, ainsi que les poux, les gales, les teignes et les larves de certaines mouches. Les principaux parasites internes les strongles pulmonaires et intestinaux et les douves. À l'instar de la tique, l'hippobosque est suspectée d'être vectrice des protozoaires de la babésiose.
En Afrique, les bovins peuvent être affectés par de petits parasites du genre des trypanosomes. Les bovins locaux ont développé une résistance à l'infection et à la maladie causée par les trypanosomes. Les zébus, très peu résistants à la maladie, ont souvent été croisés avec les races locales pour voir améliorer leur résistance.

#### Troubles de l'alimentation

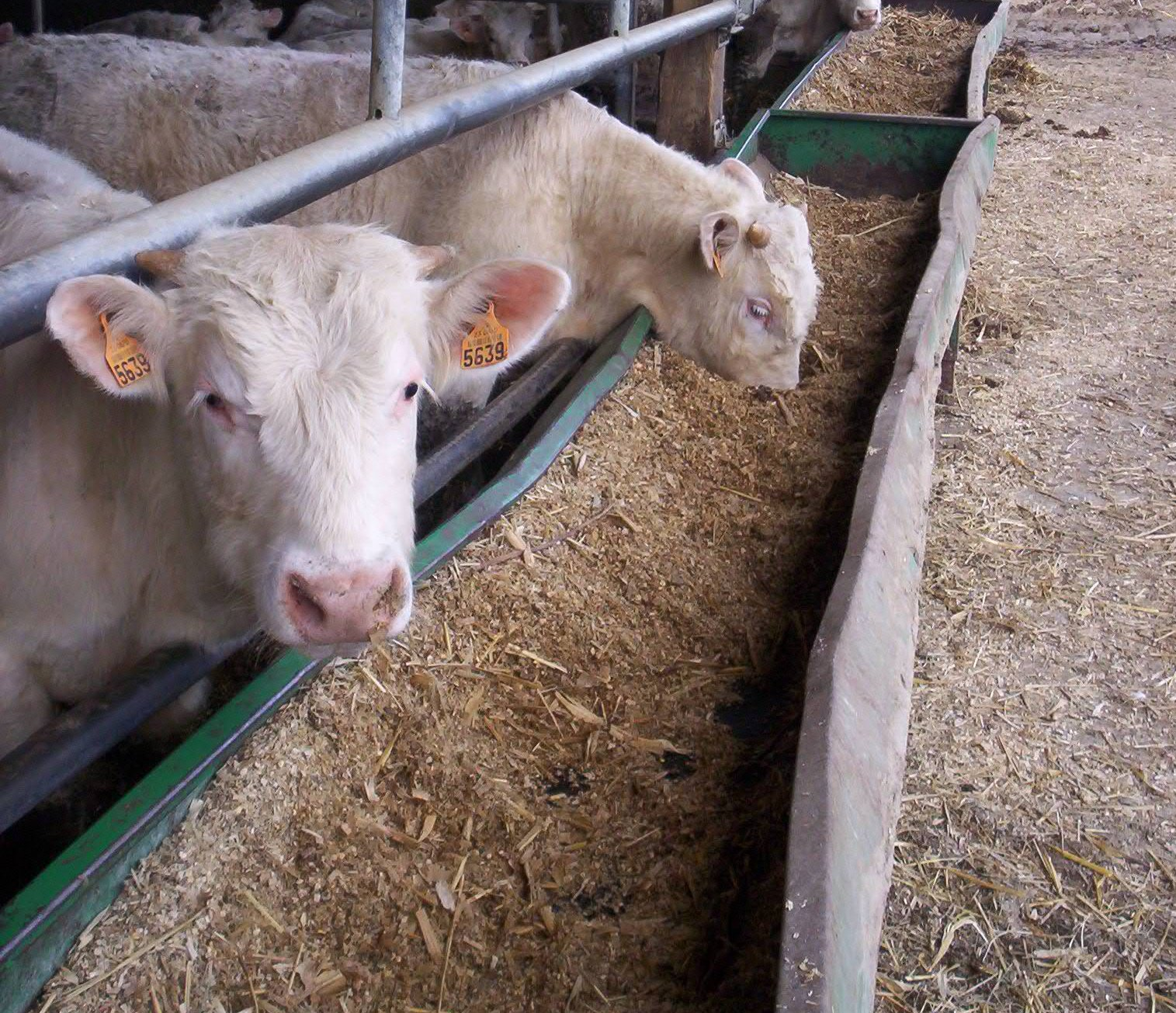
Les rations à base d'ensilage de maïs peuvent poser des problèmes d'acidose

Le bon fonctionnement de la digestion dans la panse peut être troublé par des variations de l'acidité engendrant une perturbation de la flore ruminale, certaines bactéries pouvant proliférer anormalement. Le problème le plus fréquent est l'acidose, qui se caractérise par un pH trop acide dans la panse et est liée à une consommation excessive d'aliments riches en amidon comme les céréales. Elle peut être aiguë et alors potentiellement fatale pour l'animal ou chronique et donc moins impressionnante. Des aliments broyés comme l'ensilage de maïs comportent également un risque d'acidose car leur temps de mastication est faible et ils ne permettent donc pas une salivation suffisante pour réguler le pH de la panse. Les aliments grossiers sont donc à préconiser pour limiter ce risque. L'alcalose est au contraire liée à une augmentation du pH. Elle est provoquée par une augmentation rapide de la teneur en ammoniac dans le rumen à la suite de la dégradation de la matière azotée de la ration. L'alcalose provoque parfois un arrêt de la rumination pouvant se compliquer par une météorisation. L'animal court alors le risque de mourir asphyxié. L'alcalose se produit généralement lors du pâturage de prairies de légumineuses jeunes.
En cas de surcharge alimentaire au niveau du rumen, le problème se reporte fréquemment sur les intestins. Ceux-ci peuvent réagir en évacuant le trop plein par le biais d'une diarrhée. Mais s'il y a un ralentissement du transit intestinal, certaines bactéries, les clostridies, peuvent proliférer dans les intestins et la toxine qu'elles synthétisent met en péril l'animal : c'est l'entérotoxémie. Des transitions alimentaires trop brutales sont des causes fréquentes de troubles intestinaux.
Les bovins peuvent également être victimes d'intoxications alimentaires. Celles-ci peuvent trouver leur origine dans des aliments mal conservés : la présence de terre favorise l'apparition de listériose et les moisissures sont responsables entre autres de nécroses du cortex et d'avortements. Au pâturage, les intoxications les plus fréquentes sont liées à la consommation de glands, de colchique, de mercuriale et d'ossifrage, qui provoquent généralement des diarrhées. La consommation de pousses ou de branches d'if tombées au sol est plus préoccupante car elles contiennent un poison nerveux violent.
Les bovins peuvent souffrir de carence en différents minéraux. Les cas les plus fréquents sont la carence en calcium, également appelée fièvre de lait, après le vêlage, et la carence en magnésium ou tétanie d'herbage à la mise à l'herbe. Des carences en vitamines liposolubles (A, D, E et K) sont également possibles. En revanche, les autres vitamines (B et C), dites hydrosolubles, sont synthétisées par les micro-organismes de la panse.

#### Anomalies génétiques

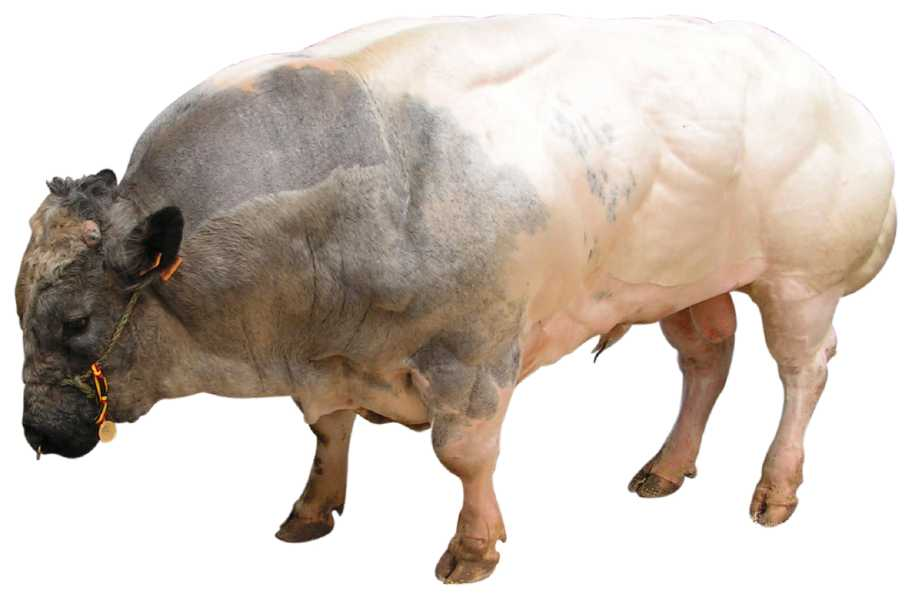
Les animaux blanc bleu belges possèdent le gène culard responsable de l'hypertrophie musculaire.

Environ 400 anomalies génétiques sont recensées chez l'espèce bovine.
Certaines races ont été sélectionnées pour une anomalie génétique recherchée. Ces animaux, mâles et femelles, sont appelés cul-de-poulain ou culards. Ils se distinguent par une hypertrophie musculaire de l'arrière-train, une viande extrêmement maigre et, parfois, une faiblesse des membres antérieurs. Le vêlage d'un veau culard exige presque toujours une césarienne.
Certaines races bovines n'ont naturellement pas de cornes, comme l'Angus par exemple. Cette anomalie est parfois développée chez d'autres races pour des raisons de facilité d'élevage.
Mais la plupart des anomalies portent préjudice au nouveau-né porteur. Ainsi, le BLAD (bovine leucocyte adhesion deficiency), qui se caractérise par un système immunitaire non fonctionnel, et le CVM (complex vertebral malformation), une déformation de la colonne vertébrale, deux maladies fréquentes dans la race Prim'Holstein, sont létales, de la même façon que l'anomalie du palais fendu en Charolais. D'autres, comme l'achondroplasie, une forme de nanisme également courante en Prim'Holstein, sont fortement handicapantes.
L'utilisation excessive de certains reproducteurs dans les élevages, permise notamment par l'utilisation de l'insémination artificielle, est responsable d'une augmentation croissante de la consanguinité dans certaines races et est un facteur de risque pour l'apparition de maladies génétiques. Les nombreuses anomalies concernant la race Prim'Holstein peuvent en témoigner.

### Longévité
Les vaches peuvent facilement atteindre l'âge de 20 ans ou plus, mais la longévité des animaux est bien souvent réduite artificiellement par l'homme pour des raisons d'élevage. La plus vieille vache connue était une vache irlandaise de race Dremon qui mourut en 1993, 3 mois avant ses 49 ans, après avoir élevé pas moins de 39 veaux.

## Systématique

### Liste des sous-espèces
Selon Mammal Species of the World (version 3, 2005)  (9 mars 2011) :
- sous-espèce Bos taurus indicus - zébu ;
- sous-espèce Bos taurus primigenius - Aurochs (éteint) ;
- sous-espèce Bos taurus taurus - Vache domestique d'Europe.

### Évolution de la classification

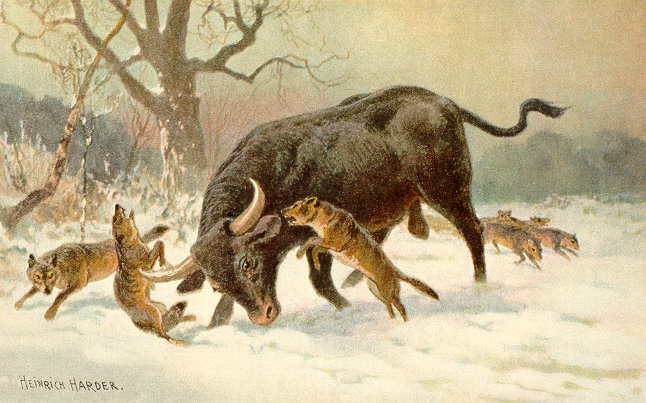
Représentation artistique d'un aurochs (Bos primigenus).

Le nom scientifique de Bos taurus est donné aux bovins domestiques au XVIIIe siècle, avant le développement de la biologie évolutive. Avec le développement de celle-ci, l'étroite relation entre races domestiques et sauvages a été reconnue. À ce titre, le statut scientifique des « espèces » domestiques a été remis en cause, et beaucoup de biologistes ne les considèrent plus désormais que comme des formes domestiquées des espèces sauvages originelles.
Une espèce est en effet constituée de « groupes de populations naturelles, effectivement ou potentiellement interfécondes, qui sont génétiquement isolées d’autres groupes similaires ». Or, les « espèces » domestiques se croisent avec leur espèce parente quand elles en ont l'occasion. « Vu que, du moins en ce qui concerne les races d'animaux domestiques primitives, celles-ci constitueraient, en règle générale, une entité de reproduction avec leur espèce ancestrale, si elles en avaient la possibilité, la classification d'animaux domestiques en tant qu'espèces propres n'est pas acceptable. C'est la raison pour laquelle elles ont été définies comme sous-espèces. »
La nouvelle sous-espèce adopte le nom de l'espèce d'origine, complété par le nom de sous-espèce (qui reprend l'ancienne épithète spécifique), ici Bos primigenius taurus.
Certains biologistes sont même réticents à utiliser la notion de sous-espèce pour un groupe domestiqué. D'un point de vue évolutif, l'idée d'espèce ou de sous-espèce est en effet liée à l'idée de sélection naturelle, et non de sélection artificielle. Du fait de cette réticence, et « depuis 1960 environ, la désignation « forma », en abrégé f., de plus en plus utilisée, exprime clairement qu'il s'agit d'une forme d'animal domestique qui peut éventuellement remonter jusqu'à diverses sous-espèces sauvages : Bovin domestique - Bos primigenius f. taurus ».
La version 2005 de Mammal Species of the World utilise pour désigner l'aurochs et ses variantes domestiques le nom de Bos taurus et non celui de Bos primigenius. Le nom unique est cohérent avec l'idée selon laquelle il n'y a qu'une seule espèce. Mais le nom retenu n'est pas conforme à la décision 2027 de la International Commission on Zoological Nomenclature, laquelle a décidé en 2003 d'utiliser Bos primigenius comme nom de l'espèce sauvage. Concernant le regroupement des formes domestiques et sauvages sous une seule espèce, la commission n’a pas souhaité trancher de façon définitive. Elle autorise en effet l'usage de Bos primigenius taurus pour les scientifiques défendant l'unité d'espèce entre formes sauvages et domestiquées et de Bos taurus pour les autres.

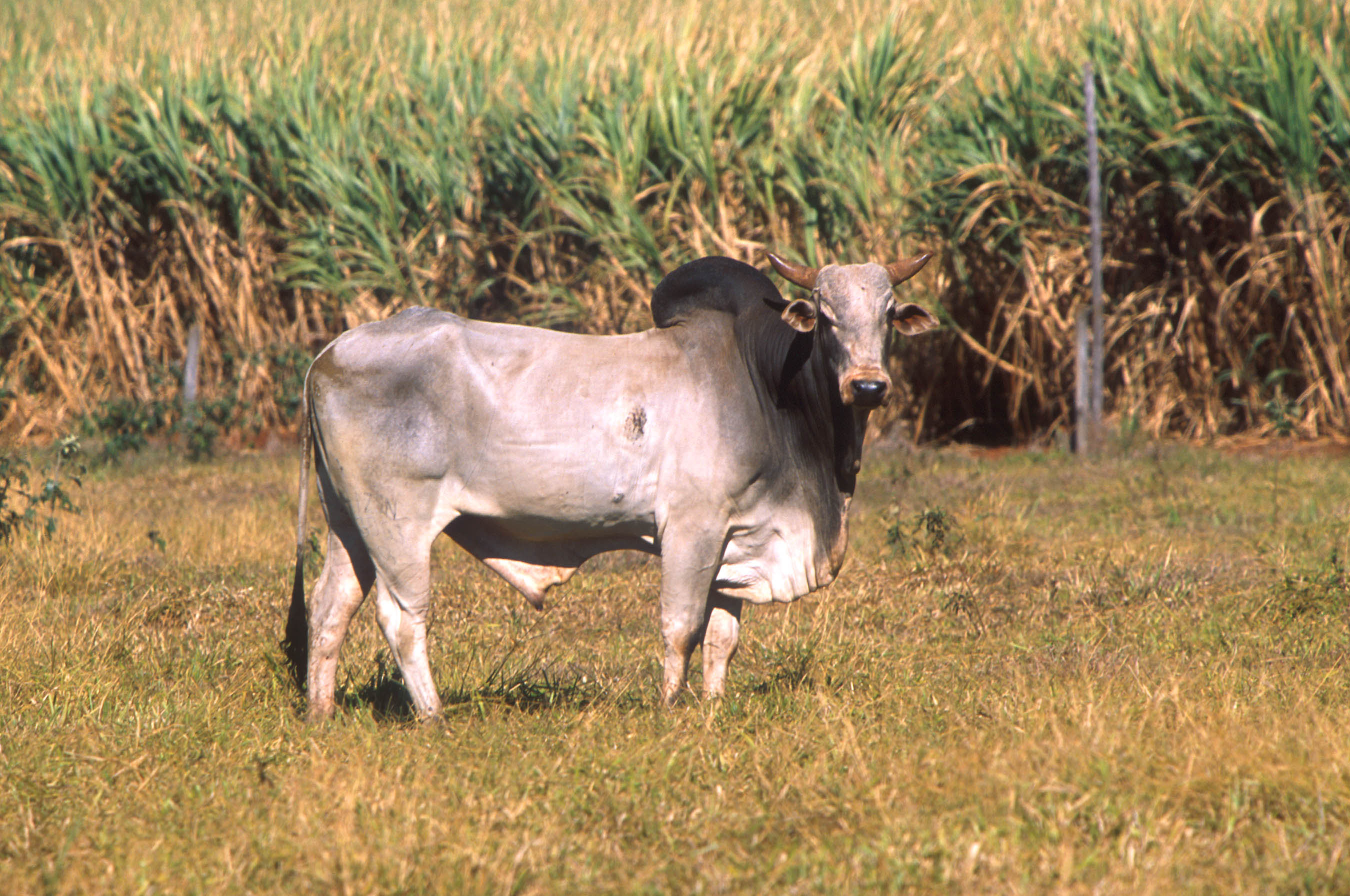
Le zébu (Bos taurus indicus), une sous-espèce de Bos taurus

En contradiction avec les conceptions dominantes actuelles, un rapport datant du XVIe siècle affirme que le produit d'une hybridation entre aurochs sauvage et bovin domestique est stérile, ce qui indiquerait que les deux groupes sont devenus des espèces différentes. Ce rapport n'est généralement pas repris par les scientifiques actuels pour deux raisons. La première est que toutes les espèces sauvages qui ont été domestiquées et qui existent encore se croisent sans problèmes avec leur cousin domestique, y compris le chien et le loup (le chien semble l'animal le plus anciennement domestiqué). D'autre part, les études génétiques ont montré que des croisements entre aurochs et bovins domestiques ont été réalisés bien après la domestication : « nous avons aussi pu montrer l'existence sporadique de croisements spontanés ou souhaités par l'homme entre l'aurochs européen mâle et la vache domestique proche-orientale»,.
Bien que le débat ne soit pas totalement clos, la tendance actuelle des auteurs est de considérer Bos taurus comme une espèce invalide, et d'en faire une simple variété domestiquée de Bos primigenus. Mais quel que soit le nom scientifique retenu (Bos primigenus taurus, Bos primigenius f. taurus ou Bos taurus), les bovins domestiques ont une forte spécificité par rapport à leur ancêtre sauvage.
Originellement, les bovins à bosses ou zébus étaient considérés comme une espèce à part entière : Bos indicus. Ce statut a été revu et ils sont considérés actuellement comme la sous-espèce Bos taurus indicus.

## Espèce et homme

### Domestication

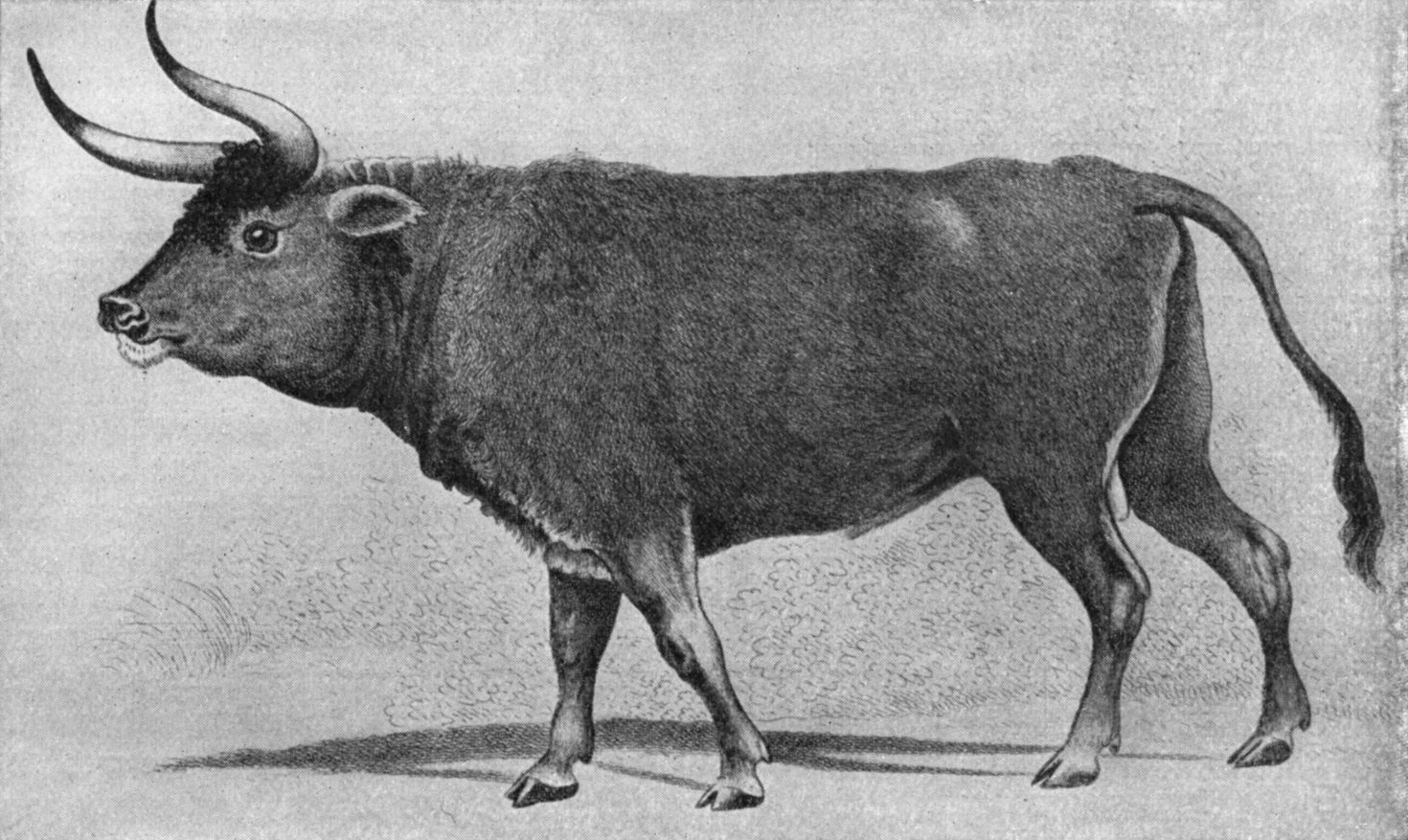
Dessin d'un bovin primitif.

L'espèce sauvage ayant donné naissance à Bos taurus est l'aurochs sauvage, Bos primigenius. Sa domestication remonterait au VIIIe millénaire av. J.-C., au Moyen-Orient et en Inde. Selon une analyse ADN, tous les bovins seraient issus d'un groupe de 80 aurochs sauvages. Ils auraient été domestiqués il y a 10 500 ans en Iran, et amenés par les troupeaux des agriculteurs anatoliens.
Plus précisément, beaucoup d'auteurs identifient trois sous-espèces :
- l'aurochs européen (Bos primigenius primigenius), parfois considéré comme l'ancêtre des bétails sans bosse domestiques (Bos primigenius f. taurus) ;
- l'aurochs asiatique ou indien (Bos primigenius namadicus), qui a vraisemblablement donné le bétail domestique à bosse, ou zébu (Bos primigenius f. taurus = Bos primigenius f. indicus) ;
- l'aurochs nord-africain (Bos primigenius africanus = Bos primigenius opisthonomous), dont les gènes pourraient être inclus dans les bétails domestiques africains[75]).

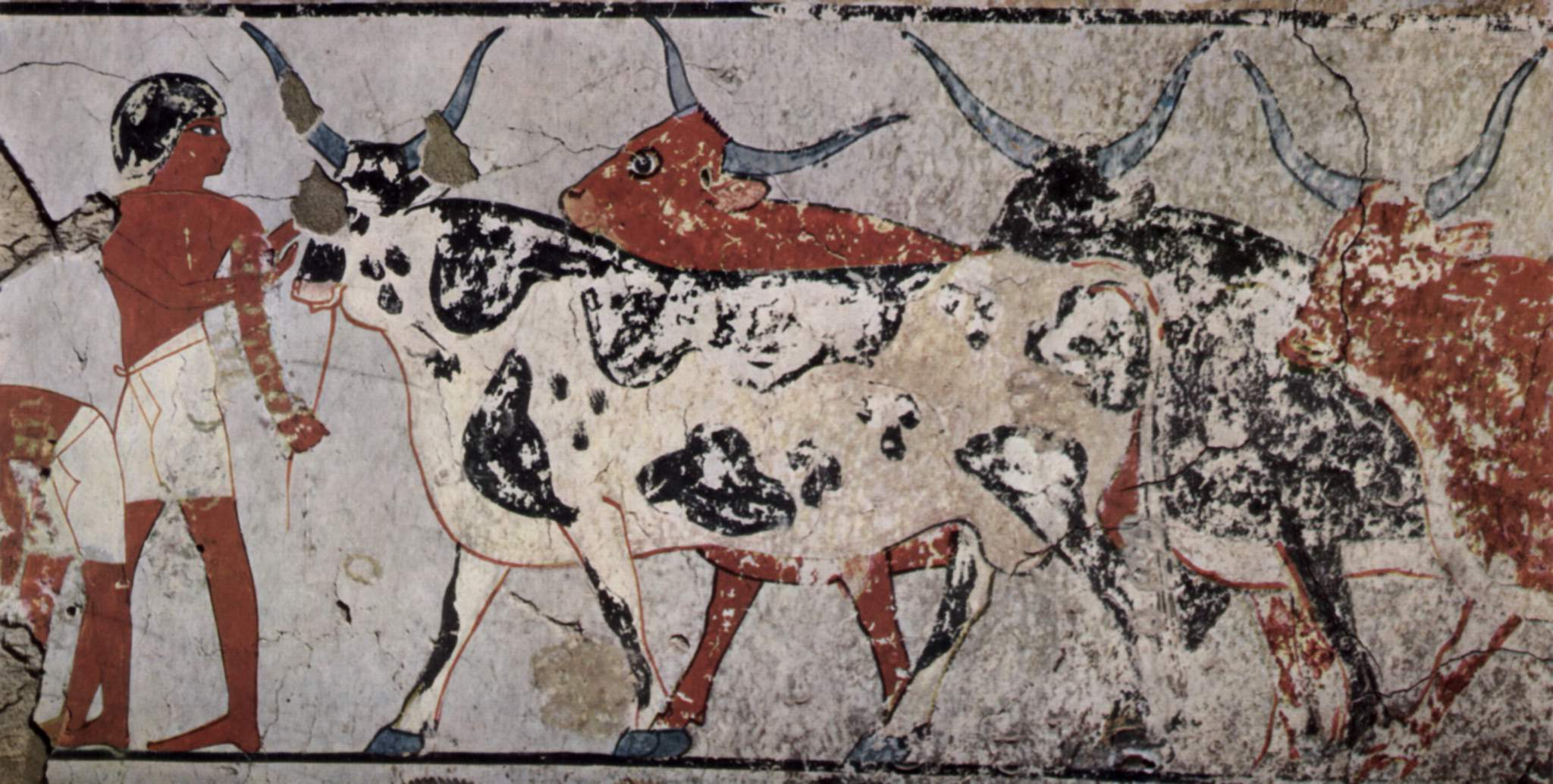
Bovins en Égypte antique

Certains chercheurs émettent l'hypothèse que le bétail européen ne soit pas issu d'une domestication de l'aurochs européen mais des bovins domestiqués en Asie. Il aurait suivi les migrations des populations proche-orientales vers l'Europe via la vallée du Danube ou les côtes méditerranéennes, comme ont été introduits la chèvre, le mouton ou la culture de céréales. Cette hypothèse a été soulevée par des études sur l'ADN d'aurochs et de races domestiques. Il ne faut tout de même pas exclure l'éventualité de croisements avec les aurochs locaux par la suite,.
Le bétail a circulé avec les mouvements de population, chaque peuple étant lié à une race particulière. C'est ainsi que les bovins domestiques se sont imposés dans l'ensemble de l'Europe, de l'Afrique et de l'Asie. Plus tard, ils s'exporteront vers l'Amérique du Nord et l'Océanie, introduits par les explorateurs. Aujourd'hui les bovins domestiques et leur élevage sont présents sur tous les continents et sur une majeure partie de la surface terrestre.
Dans les premières sociétés agricoles, la fonction économique des bovins domestiques en fait un capital (dérivé de caput, « tête de bétail », ce terme a donné celui de cheptel, « troupeau »), source de matières premières (cuir, lait, viande), d'énergie animale (culture attelée, transport) et de richesse matérielle (le latin pecus, « troupeau », donnant pecunia — pécule, pécuniaire — qui signifie d'abord « troupeau » puis « fortune, argent » et « monnaie pécuniaire », rappelant qu'après l'économie de troc, s'est développé la monnaie marchandise, les têtes de bétail étant des instruments de paiement ou d'évaluation des biens, jusqu'à l'invention de la monnaie fiduciaire). La richesse d'un individu, d'une cité, ou d'une région s'est ainsi longtemps évaluée au nombre de têtes de bétail qu'elle possède,.

### Élevage
L'espèce, très anciennement domestiquée, a une grande importance économique pour la production de lait, de viande (bœuf, vache, veau, taurillon), de cuir et autres sous-produits, et parfois pour son travail comme animal de trait (bœuf, vache) ainsi que pour la tauromachie.

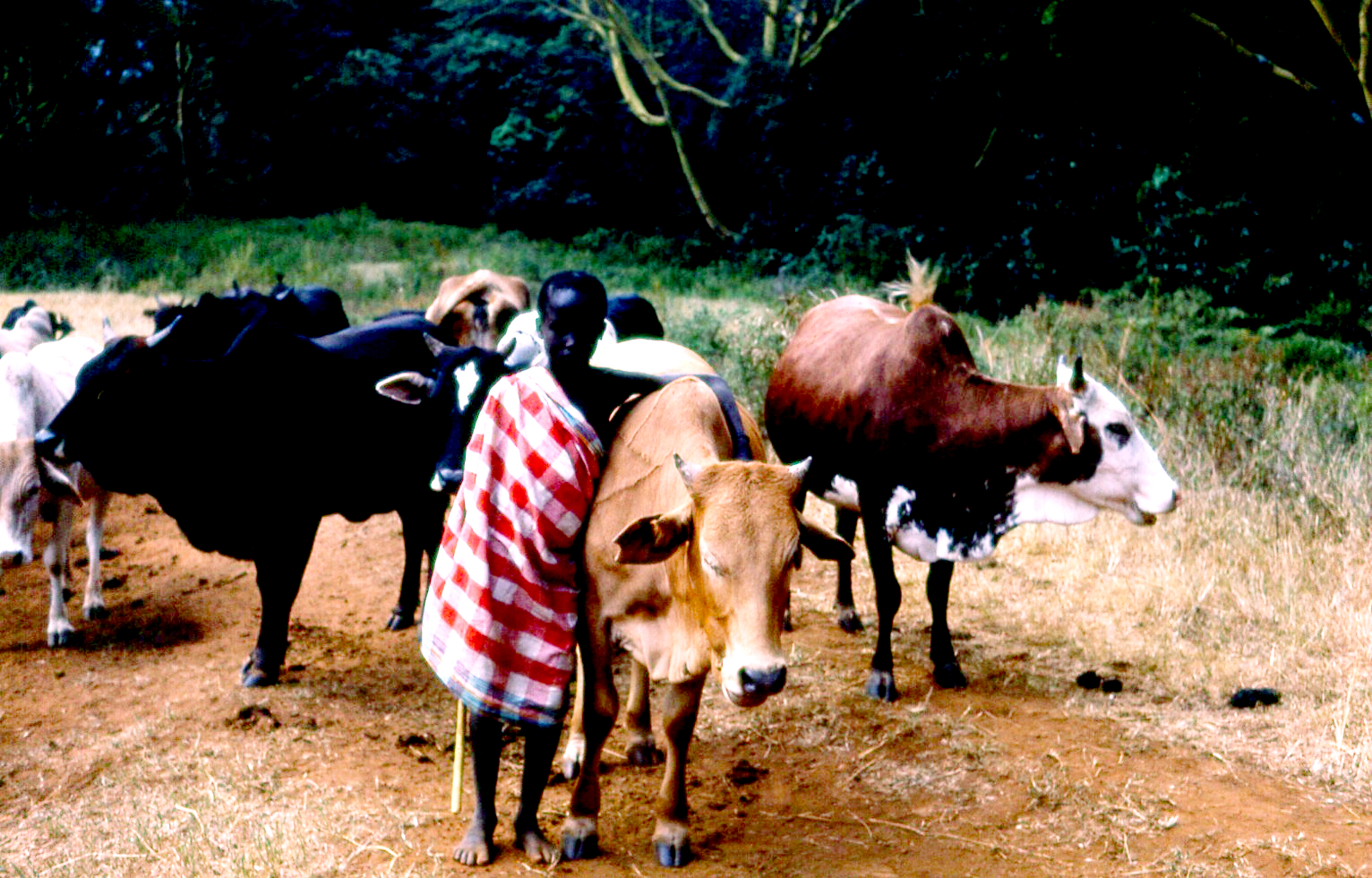
Les Maasaïs entretiennent une tradition d'élevage très ancienne

Parmi les plus anciennes formes d'élevage figure le nomadisme. Il consiste en le déplacement incessant de la population et des troupeaux, afin de trouver toujours de la ressource fourragère pour nourrir les animaux. Il est particulièrement employé dans des régions arides ou semi-arides d'Asie, d'Arabie ou d'Afrique, mais tend à décliner pour des raisons politiques. Les Bédouins, les Peuls ou les Maasaï sont autant de peuples nomades éleveurs de bovins. Par la suite, avec l'invention de l'agriculture en Mésopotamie, les peuples d'éleveurs se sédentarisent. D'abord uniquement source de nourriture, les bovins vont petit à petit à devenir bête de somme pour réaliser les travaux des champs ou tirer des charrettes et ainsi participer au commerce.
L'homme a développé des variétés (appelée races) spécialisées. Les lignées sont donc dites laitières, soit à viande ou « allaitantes », soit mixtes c'est-à-dire aptes à produire du lait ou à servir en boucherie.
Sauf pour certaines espèces utilisées dans la tauromachie, les mâles sont plus destinés à la boucherie, les femelles sont le plus souvent destinées à assurer le renouvellement du troupeau ou la production de lait de vache.
Le cheptel mondial bovin atteignait 1 360 millions de têtes en 2002.

### Lignées de bovins

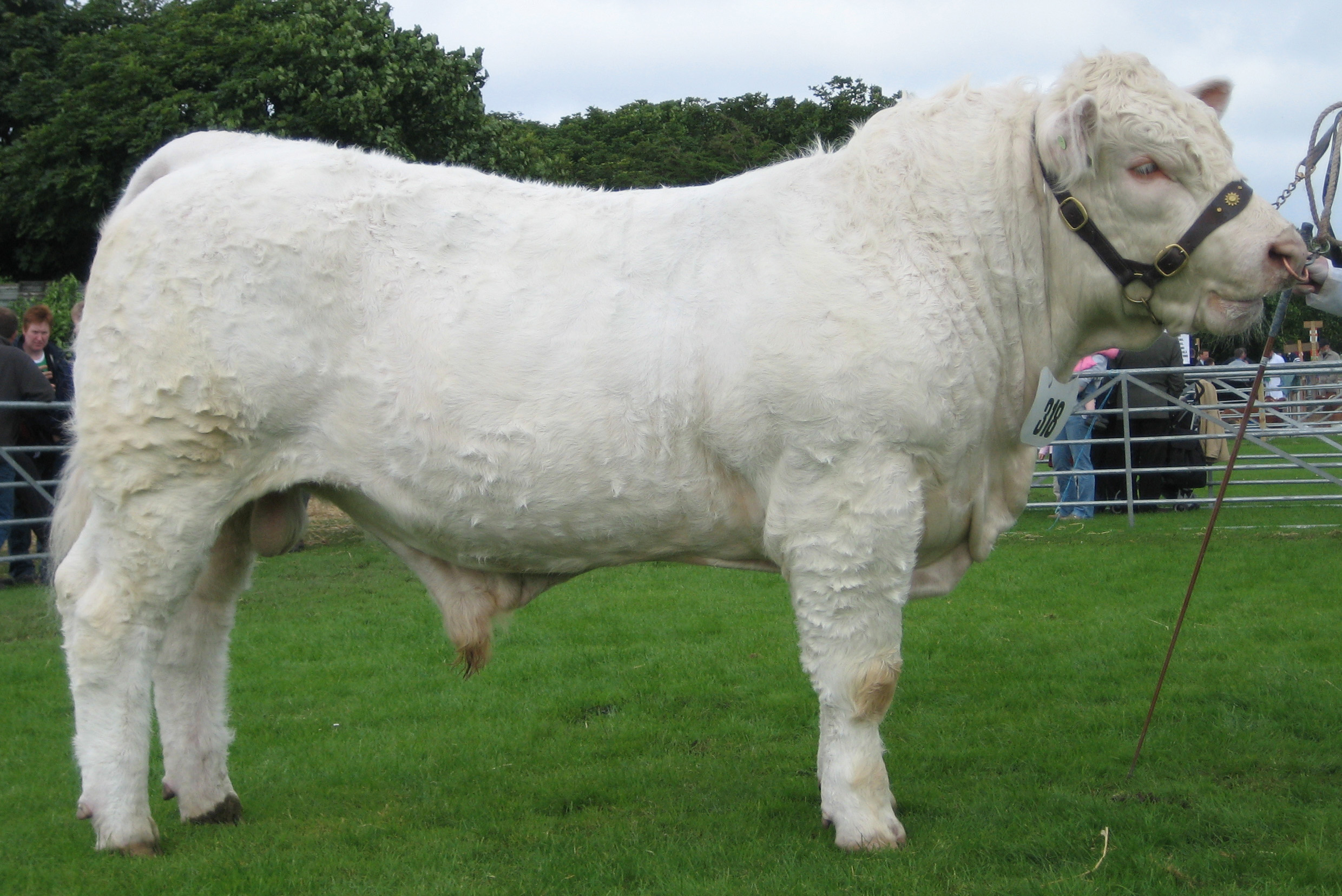
Taureau de race charolaise.

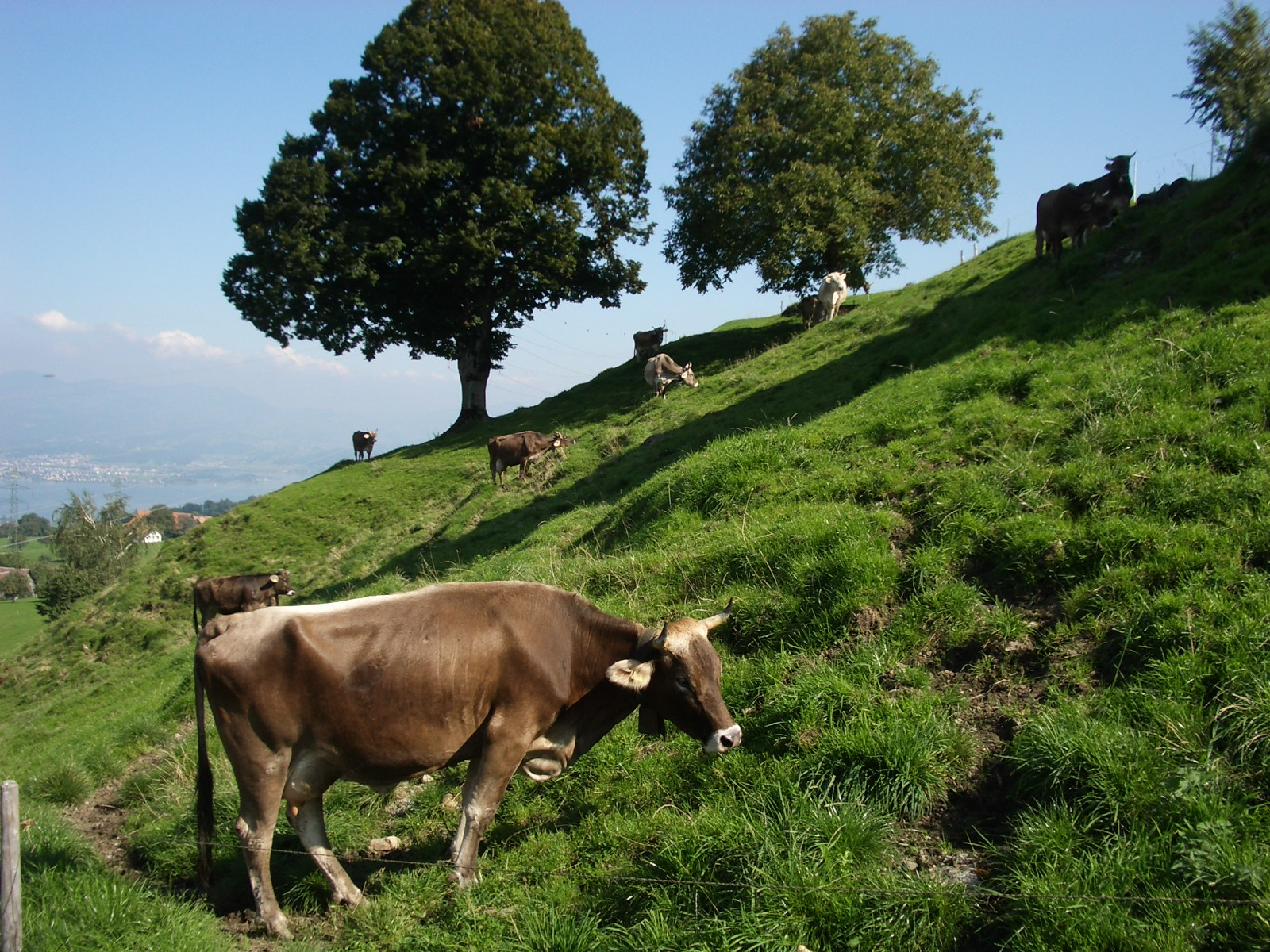
Vache en Suisse.

En près de 10 000 années de domestication à travers l'Europe, l'Asie et l'Afrique, les bovins domestiques ont connu une grande variété de sélections artificielles. Celles-ci ont donné de nombreuses formes (zébu en Inde, vache européenne, taureau de combat espagnol), de nombreuses tailles et de nombreuses couleurs.
Les variétés (appelées races) sont très nombreuses en Europe où la tradition de sélection est ancienne. La plupart ont été individualisées à partir de la fin du XVIIIe siècle. C'est au XIXe siècle que la notion de race s'affina, avec le développement des concours agricoles. Les éleveurs commencèrent réellement à sélectionner leurs animaux à cette époque, qui verra le développement des races autochtones mais également l'apparition de nouvelles races issues de divers croisements comme la maine-anjou ou la normande. À la fin du XIXe siècle se mettent en place les premiers livres généalogiques, également appelés herd-books en Angleterre puis dans le reste de l'Europe occidentale. Le XXe siècle a ensuite vu la disparition de bon nombre de ces races, principalement pour des raisons économiques car moins productives et moins spécialisées que leurs congénères.
Elles peuvent être classées en grandes catégories d'après les caractéristiques de la robe ou de leur destination.

### Hybridation

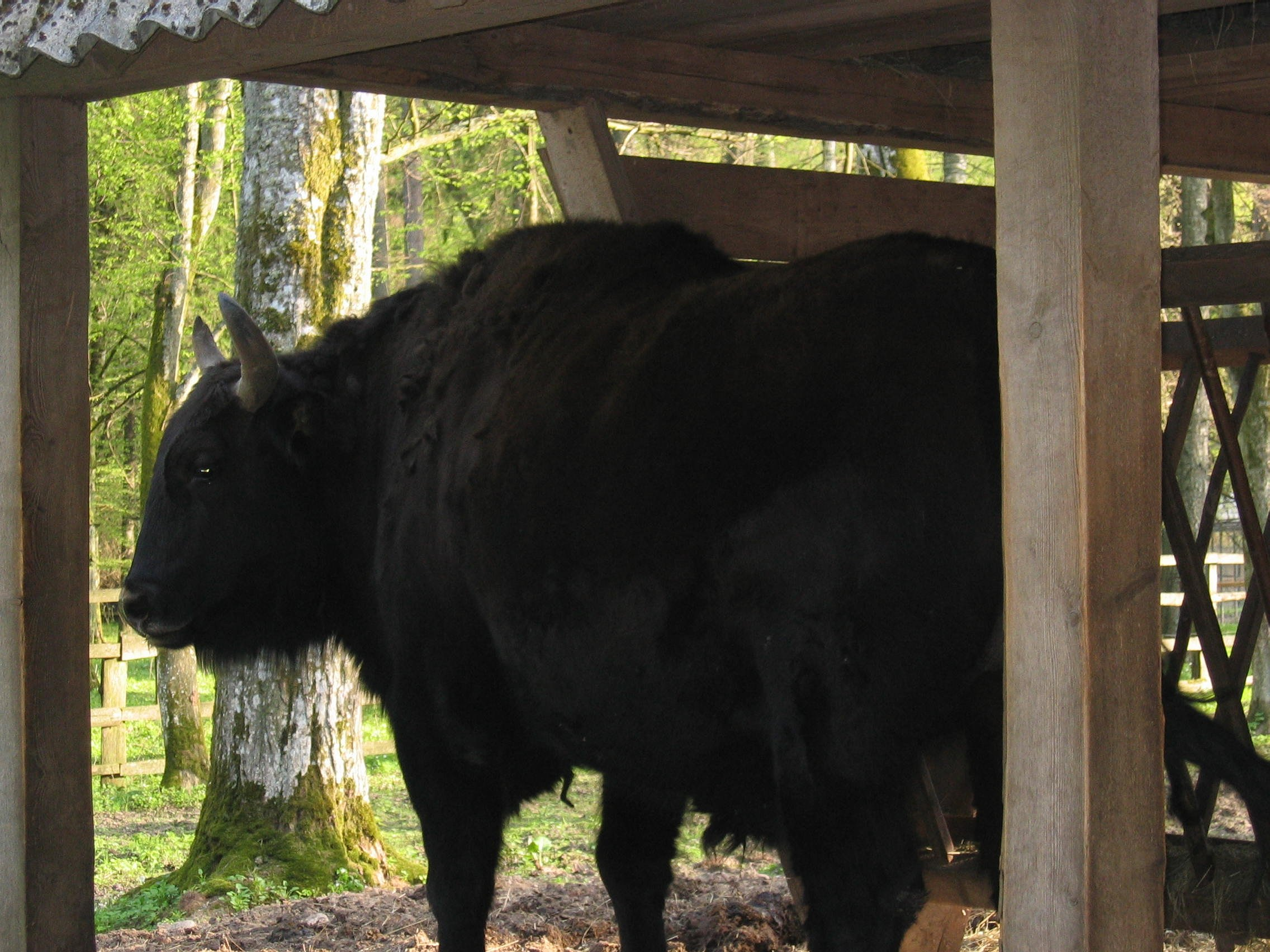
Un Żubroń en Pologne

Plusieurs espèces de bovidés peuvent s'hybrider avec Bos taurus, par exemple les yacks, bantengs, gaurs, bisons mais pas avec les buffles africains. Certains de ces hybrides ne sont pas stériles.
Hybride femelle fertile à la première génération, mâle stérile :
- Dzo, yack et vache[81] ;
- Żubroń, bison européen et vache.

Race hybride pérennisée :
- Beefalo, bison américain et bovin ;
- Dwarf Lulu, yack et bovin.

Fertilité inconnue (faute de sources) :
- Zobo, yack et zébu.

#### Production de lait

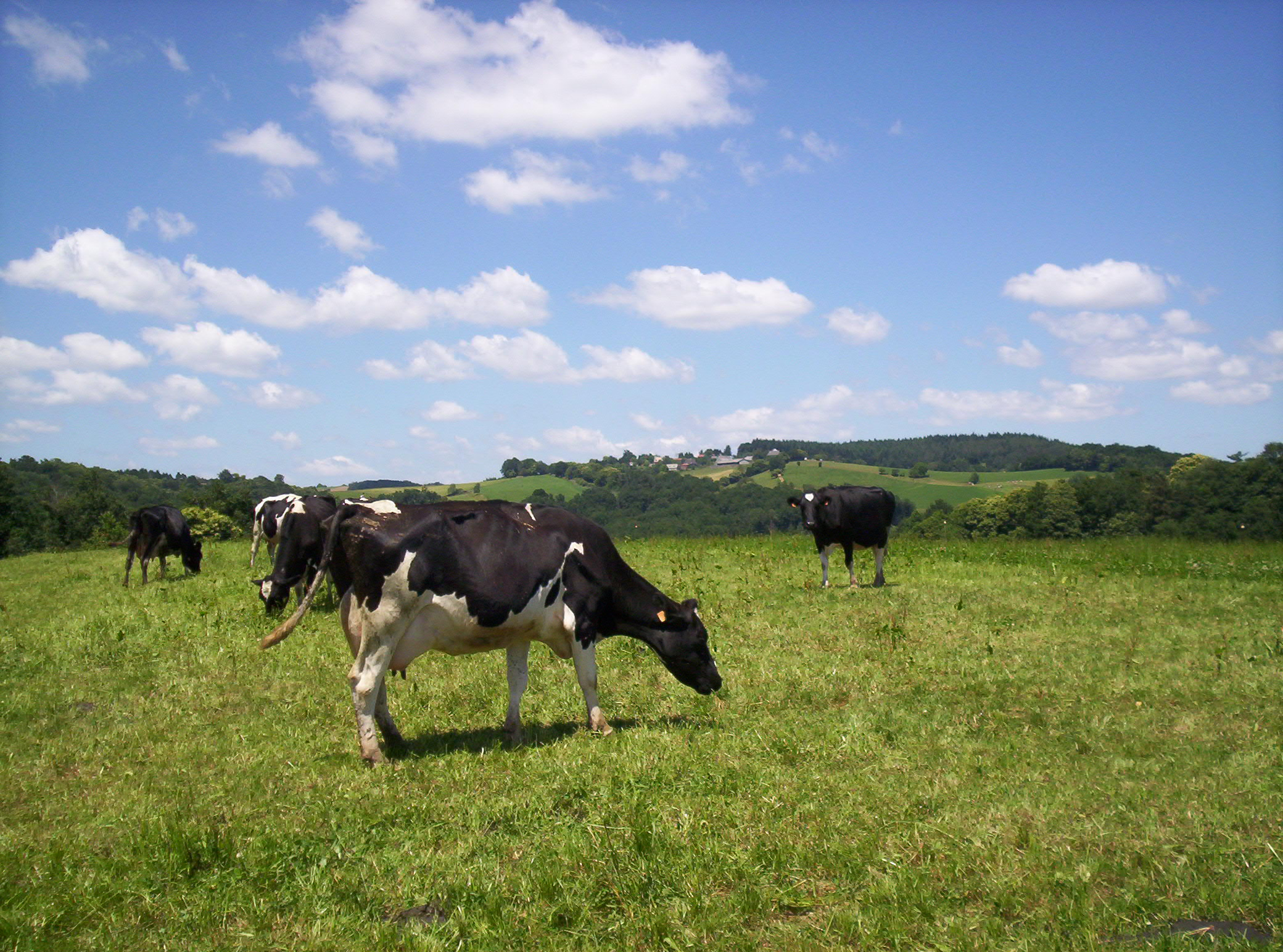
La race Prim'Holstein est la plus répandue des vaches laitières de nos jours

Les vaches sont traites pour extraire du lait. Cette pratique a commencé tôt après la domestication, 8500 av. J.-C. au Moyen-Orient. C'est une production qui devient vite essentielle à la survie de certains peuples. Ainsi, les Peuls, peuple nomade d'Afrique centrale, voyagent sans cesse avec leurs troupeaux de vaches qui les approvisionnent constamment en lait qu'ils consomment tous les jours sous diverses formes. En Europe, le lait est absent de la cuisine antique, mais prend petit à petit de l'importance, d'abord dans le monde paysan pour lequel il est une source de nourriture incontournable, puis pour le reste de la société, avec le développement de produits transformés comme le beurre. Au cours du XXe siècle, le lait devient un produit de consommation courant au fur et à mesure que la production s'industrialise. Les fermes laitières deviennent de plus en plus productives, et améliorent l'hygiène du lait. Les grands progrès générés par l'invention du système de conservation UHT vont également permettre la vulgarisation de la consommation de lait.
La consommation de lait pose toutefois certains problèmes. Si les bébés sont bien pourvus en lactase, l'enzyme qui permet la digestion du lactose du lait, ce n'est pas le cas de tous les adultes. En fait, les populations dans lesquelles la consommation de lait est traditionnelle sont mieux pourvues en enzymes. C'est notamment le cas des pays du Nord de l'Europe.
| Composition moyenne du lait en gramme par litre |             |                |                  |                  |                  |         |                    |
| Eau                                             | Extrait sec | Matière grasse | Matières azotées | Matières azotées | Matières azotées | Lactose | Matières minérales |
| Eau                                             | Extrait sec | Matière grasse | Totales          | caséine          | albumine         | Lactose | Matières minérales |
| 900                                             | 130         | 35-40          | 30-35            | 27-30            | 3-4              | 45-50   | 8-10               |

En 2006, 550 millions de litres de lait de vache ont été produits dans le monde, soit 87 % de la production totale de lait. Les principaux producteurs sont l'Union européenne, l'Asie et plus particulièrement l'Inde et le continent américain. Suivant les pays, de très larges variations en matière de rendement par vache sont observées, ceux-ci étant particulièrement élevés dans les pays d'Amérique du Nord et d'Europe où l'élevage est très intensif. Au contraire l'Afrique possède la majeure partie du cheptel mondial alors que sa production totale est peu importante. Les pays où la consommation de lait et de ses produits dérivés est la plus importante sont les pays de l'Union européenne et d'Amérique du Nord, et dans une moindre mesure l'Argentine, l'Australie et la Nouvelle-Zélande.
Ce lait peut-être transformé en produits laitiers très divers tels que le fromage, le beurre, la crème ou le yaourt. Une industrie s'est développée autour de la récolte du lait, de sa transformation et de sa distribution.

#### Animal à viande

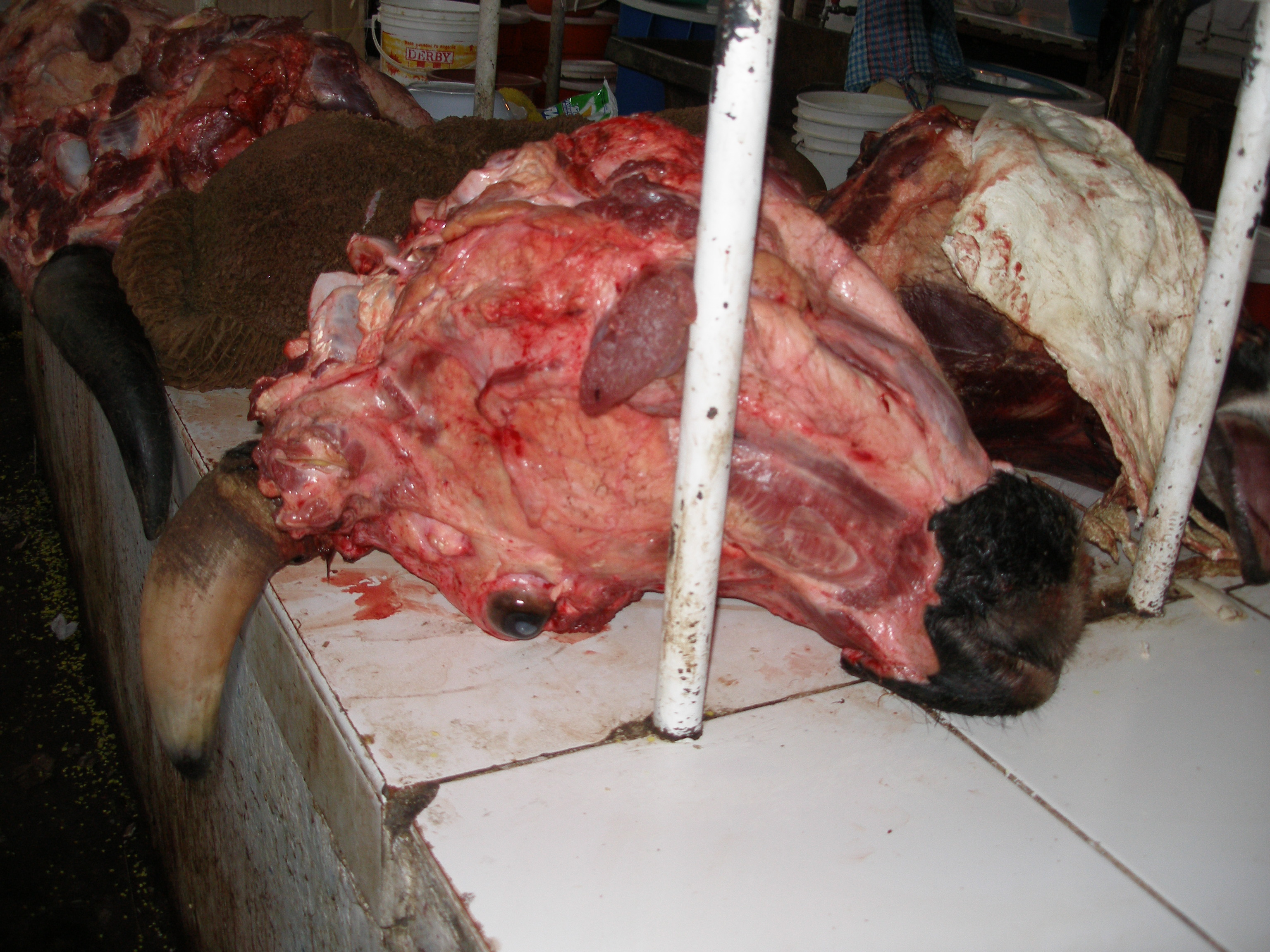
Une tête de Bos taurus en vente sur un marché péruvien pour la viande.

La viande de bœuf peut avoir deux origines principales. Il peut s'agir d'un sous-produit de l'activité laitière, les femelles ayant fini leur carrière étant destinées à la boucherie. Mais l'élevage de bovins pour la viande elle-même est également répandu. Environ 6,5 millions de bovins sont abattus chaque année en France et 296 millions de bovins sont abattus dans le monde,. En 2002, la production de viande bovine représentait 25,2 % de la production mondiale de viande, soit 61 millions de tonnes équivalent carcasse, ce qui fait de la viande bovine la troisième en termes de volume produit après le porc et la volaille.

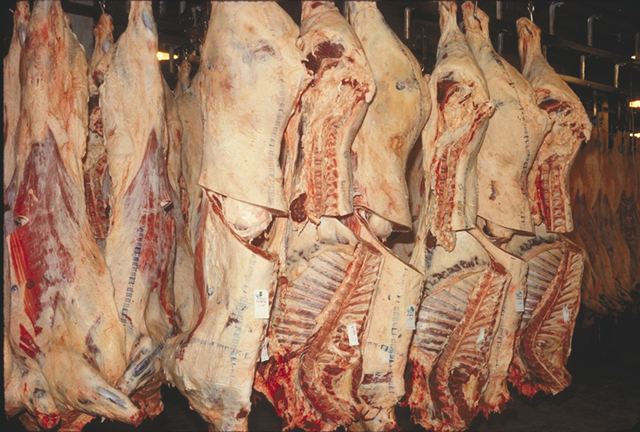
Bœuf

En France, l'appellation « viande de bœuf » inclut les viandes de tous les gros bovins : vache, taureau, bœuf, taurillon ou génisse. C'est le plus souvent de la viande de vaches de réforme (vaches laitières qui ont terminé leur carrière de productrice de lait) ou de taurillons, qui est consommée en France.
Les mâles sont abattus à trois stades différents : veaux (« de lait », « sous la mère » ou « à l'engrais »), taurillons âgés de 20  à   24 mois préalablement passés à l'engraissement, bœufs pour les mâles castrés. Les femelles sont le plus souvent destinées à assurer le renouvellement du troupeau et à la production de lait. Les femelles ne produisent du lait que si elles ont vêlé et qu'elles ont été traites régulièrement.
La viande bovine fait l'objet de diverses certifications. On compte quatre appellations d'origine contrôlée (AOC) concernant cette viande en France : le taureau de Camargue, la Maine-Anjou, le fin gras du Mézenc et le Bœuf de Charolles, ainsi que de très nombreux labels rouges. Le schéma de découpe est propre à chaque culture, les Canadiens francophones utilisent le schéma anglosaxon.

Découpe française d’une carcasse bovine : 1. Basses côtes, 2. Côtes, entrecôtes, 3. Faux-filet, 4. Filet, 5. Rumsteck, 6. Rond de gîte, 7. Tende de tranche ; poire, merlan, 8. Gîte à la noix, 9. Araignée, 10. Plat de tranche, rond de tranche, mouvant, 11. Bavette d'aloyau, 12. Hampe, 13. Onglet, 14. Aiguillette baronne, 15. Bavette de flanchet, 16. Plat de côtes, 17. Macreuse à bifteck, 18. Paleron, 19. Jumeau à bifteck, 20. Jumeau à pot-au-feu, 21. Macreuse à pot-au-feu, 22. Queue, 23. Gîte, 24. Flanchet, 25. Tendron, milieu de poitrine, 26. Gros bout de poitrine, 27. Collier, 28. Plat de joue, 29. Langue.

Le marché mondial de la viande est complexe, puisque faisant apparaître deux zones : une zone Pacifique comprenant les États-Unis, l'Océanie et l'est de l'Asie et une zone Atlantique comprenant notamment l'Europe et l'Amérique du Sud. La zone Pacifique, qui est indemne de la fièvre aphteuse, n'importe pas d'animaux issus de la zone contaminée. De l'autre côté, l'Europe interdit l'utilisation d'hormones pour améliorer la croissance des animaux et n'importe donc pas de viande d'Amérique du Nord où elles sont largement utilisées.
| Rang | Pays       | Production (Milliers de tonnes) | Rang | pays             | Production |
| ---- | ---------- | ------------------------------- | ---- | ---------------- | ---------- |
| 1    | États-Unis | 11 207                          | 10   | Canada           | 1 425      |
| 2    | Brésil     | 7 774                           | 11   | Allemagne        | 1 258      |
| 3    | Chine      | 6 267                           | 12   | Italie           | 1 142      |
| 4    | Argentine  | 2 700                           | 13   | Ukraine          | 730        |
| 5    | Russie     | 2 100                           | 14   | Espagne          | 721        |
| 6    | Australie  | 2 033                           | 15   | Nouvelle-Zélande | 700        |
| 7    | France     | 1 590                           | 16   | Royaume-Uni      | 700        |
| 8    | Mexique    | 1 496                           | 17   | Colombie         | 690        |
| 9    | Inde       | 1 483                           | -    |                  |            |

La consommation de viande bovine est bien ancrée dans les traditions, comme en témoigne la grande diversité des méthodes de conservation de la viande et des recettes qui lui sont liées comme le bourguignon, le carpaccio, le steak tartare, la tête de veau.

#### Travail

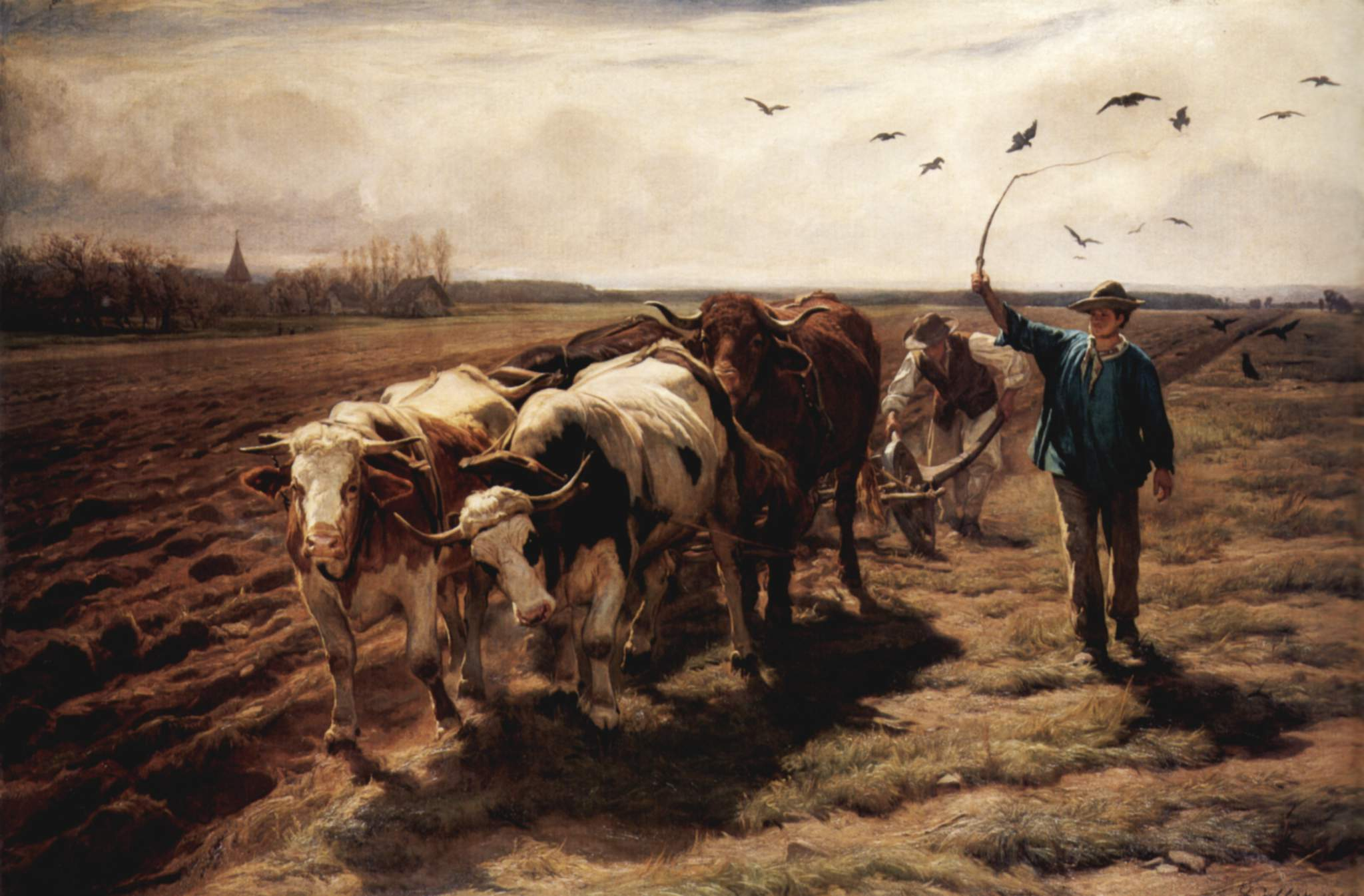
Labour à quatre avec un joug de garrot, de Rudolf Koller (1868)

Les bovins peuvent être utilisés comme animaux de trait car ils développent une bonne puissance de travail et sont résistants à l'effort. Des mâles castrés, ou bœufs, sont généralement utilisés, mais aussi des vaches, bien que leur force de traction soit moindre, car elles fournissent lait et veau pour le renouvellement. Il est estimé que l'homme a commencé à atteler des bovins à des araires ou à des véhicules à roues au cours du IVe millénaire av. J.-C. Ces techniques, inventées dans l'ancien croissant fertile ou en Ukraine, ont par la suite connu un développement mondial. Ainsi, les bœufs ont été utilisés pour tirer des charrettes ou travailler les sols dans une vaste partie de l'Europe, mais également en Asie et en Égypte. En Europe le bœuf demeurait au Moyen Âge le principal animal de trait, même si l'utilisation du cheval était en développement. Ensuite la mécanisation a progressivement remplacé la traction bovine et celle-ci n'est pratiquement plus utilisée dans les pays industrialisés depuis le milieu du XXe siècle.

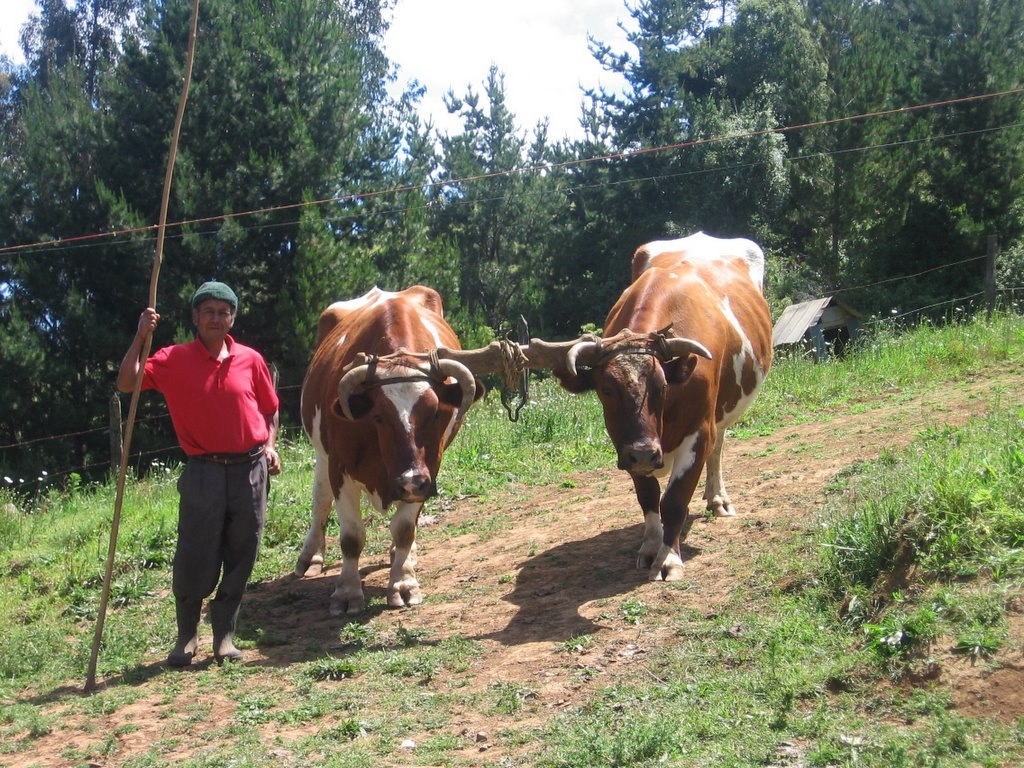
Deux bœufs attelés avec un joug de cornes

Les bovins sont la plupart du temps attelés par paires pour leur permettre d'avancer sur le même rang et ainsi de manière synchrone. Pour les atteler le système le plus ancien serait le joug à cornes, également appelé joug de nuque, dont l'utilisation remonterait à l'Égypte antique. Sous sa forme primitive c'est une simple barre en bois placée entre les cornes de deux bovidés. Un autre système est le joug de garrot qui s'adapte sur l'encolure des animaux.
Les attelages de bovins sont encore largement utilisés dans certains pays africains. Par exemple, au Cameroun, au Tchad et en Centrafrique, où la traction bovine a été introduite dans les années 1950 parallèlement à la culture du coton, on compte environ 230 000 paires de bovins. Ils sont utilisés pour le labour, et dans une moindre mesure pour le sarclage, le buttage et le transport par charrettes. La traction par les bovins se développe dans une vaste partie de l'Afrique subsaharienne où elle se substitue au travail manuel. Ainsi, les bovins sont utilisés pour le transport dans les zones arides et pour la préparation sommaire des terres dans les zones semi-arides. La traction bovine est également implantée dans les zones subhumides où les cultures annuelles telles que le coton, le manioc, le riz et le maïs sont possibles et enfin dans les zones montagneuses, comme dans les montagnes éthiopiennes où elle est millénaire. À Madagascar, où les charrettes à bœuf sont omniprésentes, la race Rénitello a été développée pour satisfaire la demande en animaux de trait.

#### Autres utilisations

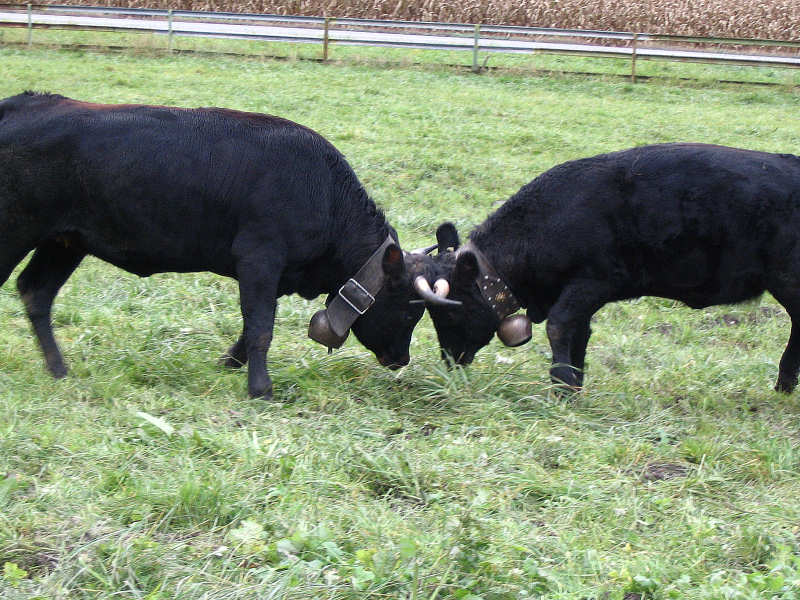
Combat de reines entre deux vaches d'Hérens

Les bovins peuvent avoir des utilisations autres que les trois principales évoquées ci-dessus. Par exemple, les sous-produits de leur élevage peuvent être intéressants. Ainsi, leurs déjections ont un fort pouvoir fertilisant. Les bouses sont également utilisées dans certains pays comme moyen de chauffage, ou comme élément de construction. Certains peuples d'éleveurs nomades ou semi-nomades d'Afrique, dont notamment les Maasaï, récoltent le sang de leurs animaux au niveau de la veine jugulaire avant de le consommer. Cela permet de tirer un complément alimentaire sans tuer leurs animaux. Ce sang a également un rôle important dans les cérémonies et les cultes de ces ethnies. Il est aujourd'hui envisagé d'utiliser l'hémoglobine bovine comme substitut du sang humain. Les cornes ont longtemps été utilisées pour la fabrication de boutons ou de peignes, mais c'est dans la coutellerie que son utilisation est la plus remarquée, notamment avec le couteau de Laguiole. Les cuirs sont quant à eux utilisés en maroquinerie.
Les bovins peuvent également être voués à des activités de loisirs. C'est par exemple le cas pour la tauromachie et ses diverses variantes, très populaires dans le sud de la France et en Espagne. Aux États-Unis, le taureau est un animal de rodéo. Dans certaines vallées suisses, des combats de vache sont organisés lors de la mise au pâturage des animaux, tradition nommée combats de reines.

#### Perspectives
D’après les estimations de la FAO, la production mondiale de viande devrait plus que doubler, passant de 229 millions de tonnes en 1999/2001 à 465 millions de tonnes en 2050, tandis que celle de lait devrait grimper de 580 à 1 043 millions de tonnes.

#### Génome au service de la sélection
La connaissance du génome des bovins peut s'avérer déterminante dans la sélection des animaux. En effet, elle permet le développement de la sélection assistée par marqueurs (SAM), une méthode qui consiste à repérer dans le génome des gènes ayant une influence importante dans les caractères quantitatifs comme la production de lait ou de viande, qui ont souvent un déterminisme polygénique. Ces gènes d'intérêts, nommés locus de caractères quantitatifs (LCQ) peuvent être révélés par simple génotypage et donner un bon aperçu de la qualité génétique d'un individu sans employer de méthodes longues et coûteuses comme le testage sur descendance.
En France, cette méthode a été intégrée dans les programmes de sélection des trois grandes races laitières (Prim'Holstein, montbéliarde, normande) dès 2001. En 2008 a été lancé le second programme de sélection par SAM, toujours pour ces trois races, qui se veut plus précis et plus complet du point de vue des marqueurs utilisés.

#### Conséquence écologique de l'élevage
Lors de leur rumination, les bovins dégagent du méthane, et par ce biais sont responsables de 18 % des gaz à effet de serre émis à l'échelle de la planète. La quantité de bovins élevés n'est pas sans incidence sur le réchauffement climatique. « L'élevage est un des premiers responsables des problèmes d'environnement mondiaux aujourd'hui et il faudrait y remédier rapidement », selon Henning Steinfeld, porte-parole de la FAO et coauteur d'un rapport sur le sujet. Les dégâts occasionnés par les déjections sur les ressources en eau, la destruction de zones naturelles pour établir des pâturages, la non-adéquation de certaines zones avec la présence de bovins (raisons climatiques, zoologiques, ou fragilité des sols), la concurrence de production avec des zones agricoles conduisant à une surexploitation de ces dernières, font de la gestion de la quantité de bovins une problématique importante dans la gestion de l'environnement. L'exemple de l'introduction des bovins en Australie révèle bien les problèmes qu'ils peuvent poser. En effet, la faune locale ne comportait pas les insectes nécessaires, notamment des coléoptères de la famille des Scarabaeidae, adaptés à ce type d'excréments. Or l'absence de recyclage efficace provoquait une dégradation des sols, une croissance d'espèces herbacées indésirables et le pullulement de deux espèces de mouches (Haematobia irritans et surtout de Musca vetustissima, deux espèces nuisibles pour les troupeaux). Face à ces contraintes, les autorités australiennes n'ont pas vu d'autres alternatives que l'introduction d'espèces étrangères.

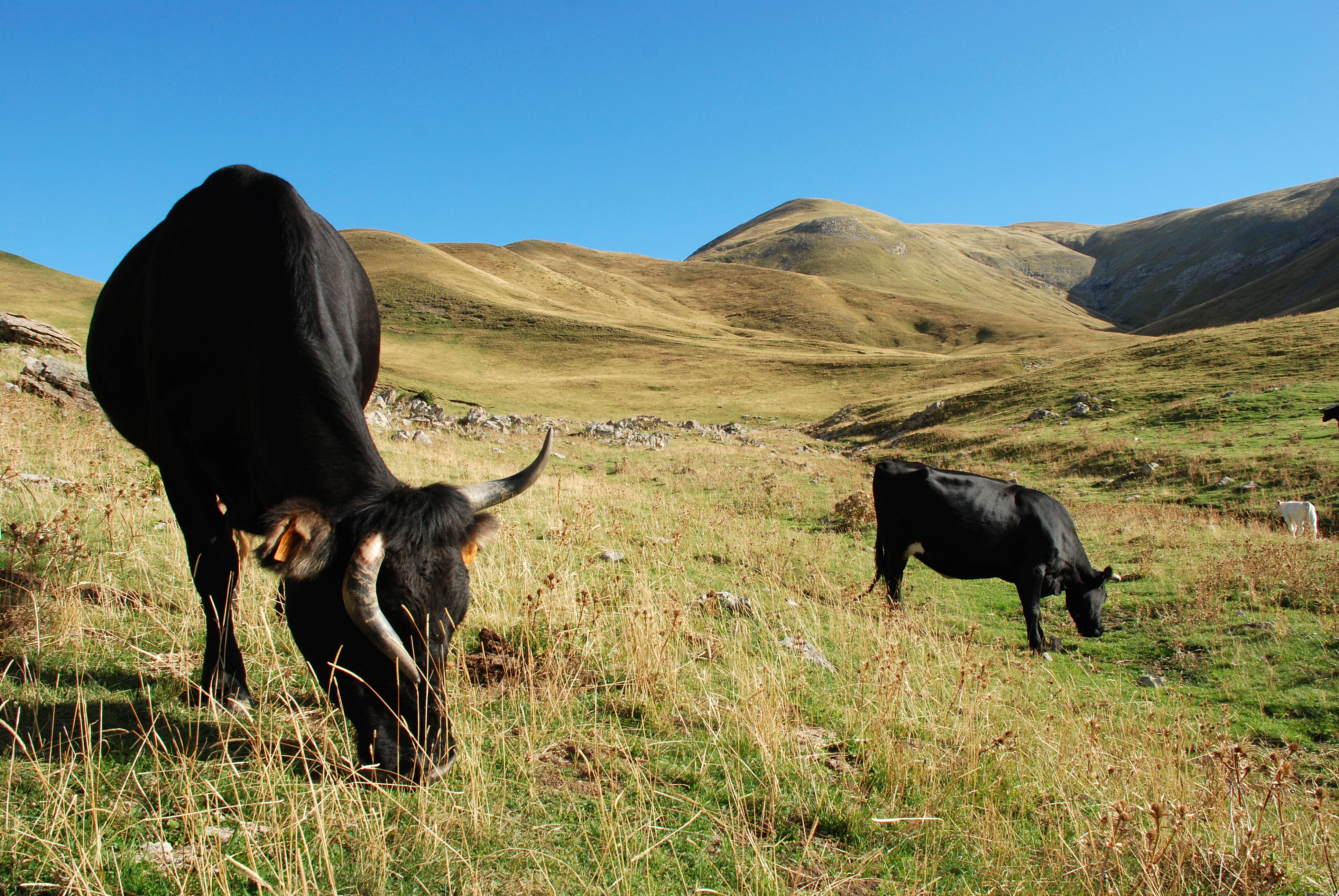
Par le pâturage, les vaches valorisent et entretiennent certains paysages.

Toutefois, les bovins peuvent également avoir un intérêt dans la gestion de l'environnement. En effet, le pâturage en zone de montagne permet de limiter les risques d'avalanches qui sont maximum sur des zones non entretenues par la pâture. Les vaches sont également utilisées dans certains massifs comme celui des Maures pour réduire les risques d'incendies en consommant les graminées dans lesquelles peut se développer le feu. En Gironde, des animaux de race Aure-et-saint-girons permettent d'entraver la prolifération de plantes aquatiques envahissantes comme le myriophylle du Brésil tandis que des bovins Highland veillent à empêcher l'enfrichement des prairies humides du parc naturel régional des Boucles de la Seine normande. Les vaches permettent de maintenir les paysages typiques de nos campagnes et contribuent à l'ouverture du paysage. De nombreuses plantes, telles que la jonquille et la cardamine des prés dans le Morvan, ou le panicaut dans le Morbihan et bon nombre d'orchidées de prairies humides doivent en partie leur présence à celle des bovins. Certains ornithologues ont par ailleurs démontré que sur la réserve naturelle de Chérine dans la Brenne la présence de bovins pour limiter la prolifération des roseaux était favorable au maintien d'une biodiversité végétale comme animale en bord d'étangs.

## Dans la culture

### Religion et symbolisme
Les bovins interviennent dans de nombreuses croyances et religion. Ils symbolisent généralement la force, la virilité, l’énergie, la vigueur ou encore la fertilité. Ils sont trouvés sous la forme du taureau dans les signes du zodiaque et sous la forme du bœuf en astrologie chinoise. Le bœuf était un animal de sacrifice largement utilisé par les civilisations gauloises, romaines et grecs. Les bovins apparaissent dans les mythologies égyptiennes et greco-romaines, et dans les religions abrahamiques, mais également dans des cultes mineurs comme le culte de Mithra dans l’empire perse. Le culte du dieu-taureau est également redondant dans les civilisations mésopotamiennes : les Sumériens, les Assyriens, les Babyloniens et les Hittites le pratiquaient sous diverses formes.

#### Mythologie égyptienne

Hathor, déesse égyptienne représentée sous la forme d'une vache

Dans la mythologie égyptienne la symbolique de la vache apparaît à travers la déesse Hathor. Cette déesse, fille de Nout et de Rê, est représentée soit sous la forme d’une vache, soit sous la forme d’une femme avec des cornes de vache. Hathor est la déesse de l’amour, de la joie et de la danse, et la protectrice des nouveau-nés. C’est la mère de Pharaon et la protectrice d’Horus. La vache, symbole de fécondité, était également associée aux crues du Nil qui fécondait la terre. Il existait également plusieurs taureaux sacrés, et des cultes voués au taureau dont notamment le culte d’Apis.

#### Mythologie gréco-romaine
Les bovins sont très présents dans la mythologie greco-romaine. L’exemple le plus connu est certainement celui du Minotaure, créature mi-homme mi-taureau issu de la reine Pasiphae et du taureau de Crète que Poséidon avait offert à Minos. Ce monstre, enfermé dans un labyrinthe créé par Dédale, se nourrissait de chair humaine. Thésée le vainquit et sortit du labyrinthe en suivant le fil qu’Ariane lui avait laissé. Hercule a lui aussi affaire à un taureau au cours de son périple. Lors du 7e travail commandé par Eurysthée il capture le taureau de Crète, et le ramène en Grèce.
Mais les bovins ne sont pas toujours des monstres à combattre. Ainsi, Zeus se métamorphose en taureau blanc pour séduire Europe, la fille d’Agénor, roi de Phénicie. Par ailleurs, à la suite d'une autre de ses nombreuses aventures amoureuses, il transforme Io en génisse pour la soustraire à la jalousie de sa femme Héra. Le taureau était également le symbole de Bacchus, dieu du vin.

#### Mythologie scandinave
Dans la mythologie scandinave, le géant Ymir, premier être vivant, est nourri par la vache Audhumla. Des pis de celle-ci coulaient quatre rivières de lait dont s'abreuvait Ymir. Audhumla est née de la glace et de l'aurore du temps. De la glace qu'elle léchait continuellement apparut un être, Búri, qui enfanta Bor. Ce dernier eut trois enfants avec la fille d'un géant de glace appelée Bestla. Ses fils s'appelaient Odin, Vili et Vé. Ils ne pouvaient supporter Ymir et le tuèrent, et se servirent de sa dépouille pour créer le monde.

#### Religions monothéistes
Dans les religions abrahamiques, l’adoration de bovins est une représentation du polythéisme à travers le récit du culte du veau d’or. Ces religions font tout de même elles aussi référence aux bovins. Ainsi, dans le Coran, la sourate 2 est dite la Vache (Al-Baqarah). Dans la Torah figure le songe de Joseph, qui donne la signification au pharaon des sept vaches grasses et sept vaches maigres sorties du fleuve, et le rite de la Vache rousse. Le taureau est également le symbole de Saint Luc, un des quatre auteurs des Évangiles. Au IVe siècle, le bœuf apparaît dans les représentations de la Nativité comme un symbole de la patience qui réchauffe Jésus de son souffle. Au fil des siècles, de nombreux saints sont vénérés par les paysans pour protéger leurs troupeaux comme saint Goussaud et saint Eutrope en Limousin, saint Cornély en Bretagne ou saint Etton et saint Antoine dans les régions du Nord de la France.

#### Hindouisme

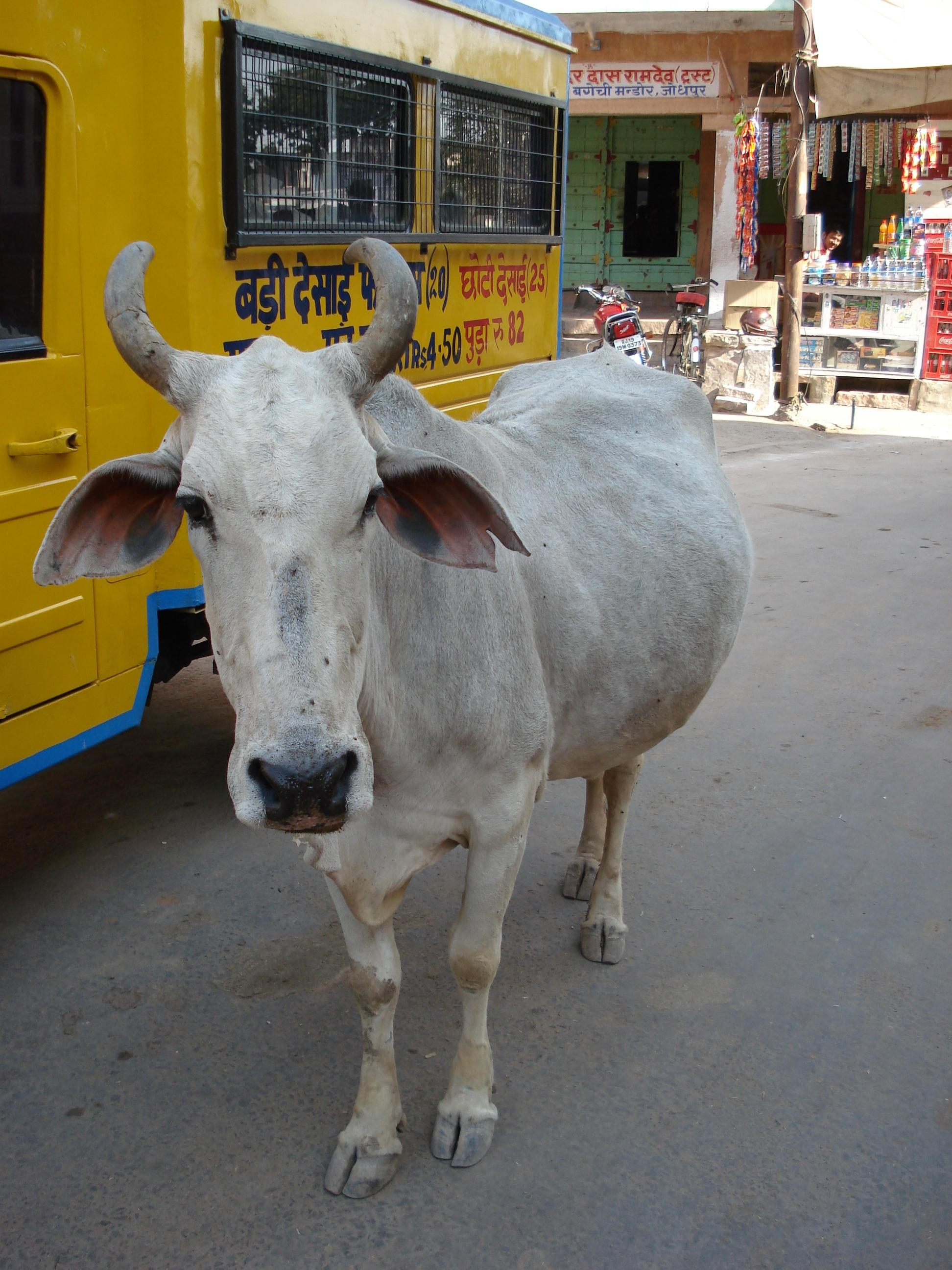
Vache sacrée indienne

C'est sans conteste dans la civilisation indienne que le culte des bovins est le plus poussé. La vache y est sacrée depuis le Ve siècle av. J.-C. En effet, les hindous la considèrent comme l'incarnation de tous les dieux, et interdisent qu'elle soit tuée. Dans la légende hindoue, Krishna, un des dieux les plus vénérés, a été élevée au milieu d'un troupeau de vaches. La vache y est également désignée sous le nom de Go, qui a surgi de la « mer de lait » primordiale. Enfin, Vishnou, en tant que sauveur de la Terre, est également appelé Govinda : le vacher.
Aujourd'hui[Quand ?] encore, une grande partie de la population considère encore les vaches comme des animaux sacrés. Les veaux ont encore droit à une bénédiction religieuse, comme tout nouvel enfant dans la famille. L'abattage des vaches est d'ailleurs strictement interdit en Inde, à l'exception des États du Bengale-Occidental et de Kerala. Les vaches y sont libres de se promener dans les rues et jusque sur les autoroutes. Elles n'ont pas de vocation à être mangées avant leur mort naturelle. Leur lait, le lait caillé (yaourt), le beurre et le ghee (beurre clarifié), leurs bouses et même leur urine étaient utilisés. Une fois morte de vieillesse, accident ou maladie, leur peau peut être utilisée par certaines castes pour faire du cuir et d'autres peuvent en manger la viande.
Des éléments de la cosmogonie hindoue concernant les bovins ressemblent beaucoup à ceux de la mythologie scandinave concernant Audhumla.

#### Héraldique
Voici quelques blasons avec des vaches ou taureaux :

Armes de Turin en Italie[note 4].
Armes de Kaunas en Lituanie
Blason de l'ancienne province du Béarn, en France
Armes de Bielsk Podlaski en Pologne
Armes de Turek en Pologne

### Patrimoine rural

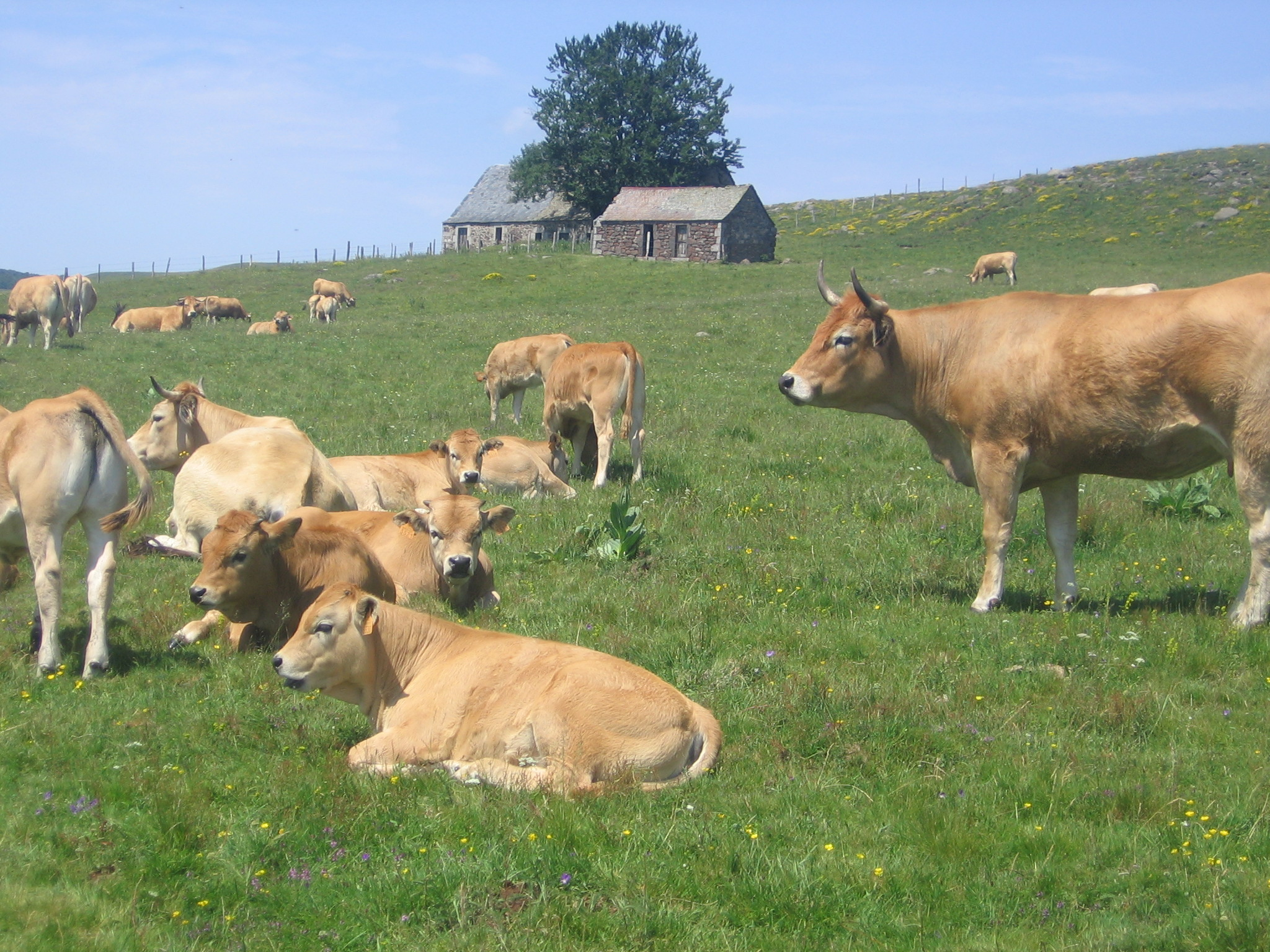
Les burons comme celui-ci situé en Aubrac font partie du patrimoine laissé par l'élevage bovin dans les campagnes.

Les bovins tiennent une place très importante dans les campagnes. En France par exemple, un agriculteur sur deux possèdent des bovins[réf. souhaitée][Quand ?]. Ceux-ci ont fortement influencé l'architecture dans le monde rural, notamment en ce qui concerne les bâtiments qui leur étaient consacrés. Ces étables traditionnelles diffèrent selon la région, variant de la grange-étable du Livradois à l'hofstede flamande en passant par les granges ovales limousines et les maisons-cours d'Île-de-France. Dans le Massif Central, leur élevage a également entraîné la création des burons, où était fabriqué le fromage durant l'été et qui caractérisent aujourd'hui encore le paysage local.
Elle tient une place très importante dans certaines traditions de nos campagnes comme la transhumance, un moment fort de l'élevage en zone de montagne durant lequel les animaux retrouvent les alpages après un hiver passé à l'étable. Cette tradition était originellement riche en rituels divers (cloche portée par la plus vieille vache du troupeau...) qui sont encore perpétués en Aubrac ou dans l'Aveyron par exemple.
Au Texas, la nécessité d'emmener des bovins sur de longues distances pour approvisionner les lointains marchés de New York a donné vie au métier de cow-boy, et avec lui à une partie intégrante de la légende du Far West.
Les diverses races locales ont également une valeur patrimoniale. Elles sont le fruit d'une longue sélection par les éleveurs de leurs contrées d'origine et sont particulièrement bien adaptées à leurs milieux d'origine.

### Représentation des bovins dans les arts

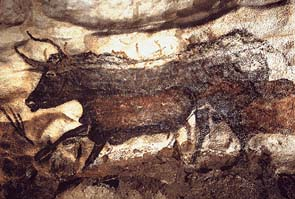
Le grand taureau noir long de 4 m du diverticule axial de la grotte de Lascaux. Il représente un aurochs mesurant 1,80 à 2 mètres au garrot.

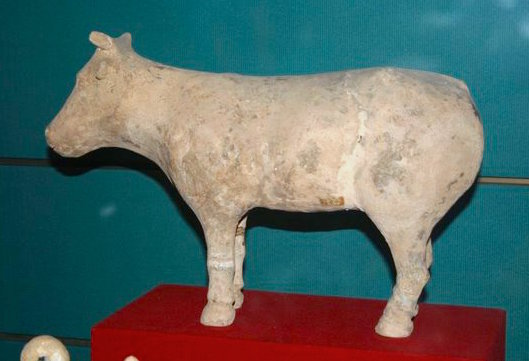
Poterie chinoise datant de la dynastie Han.

Les bovins fascinent l'homme depuis bien longtemps déjà, comme en témoignent les diverses représentations de bovins sauvages qui ont pu être découvertes dans des grottes préhistoriques, dont la célèbre grotte de Lascaux.
Les sculpteurs ont également su mettre en évidence les bovins, et ce n'est pas un phénomène nouveau, comme en témoignent les cinq taureaux ailés provenant du palais de Khorsabad, bâti au Ier siècle av. J.-C., et actuellement visibles au Musée du Louvre. Ces immenses statues de quatre mètres de haut et d'une dizaine de tonnes chacune montrent l'importance que pouvaient avoir les bovins pour les Assyriens.
Les artistes ont commencé à s'intéresser aux bovins dès le IVe siècle avec l'apparition du bœuf auprès de l'âne dans la scène de la Nativité. Il se développe alors sur les bas-reliefs les vitraux et les fresques durant tout le Moyen Âge, puis jusqu'à la Renaissance avec la multiplication des toiles vouées à ce thème. L'Epiphanie de Giotto di Bondone, la Nativité du Tintoret ou l'Adoration des bergers de Hugo van der Goes témoignent de cette époque où le divin prenait le pas sur la nature. Les peintres paysagers des XVIe et XVIIe siècles, notamment les Hollandais, firent des bovins un élément de décoration de leurs œuvres, et plus rarement le sujet principal comme Jacob Jordaens ou Paulus Potter avec Le Taureau. Les paysages campagnards deviennent alors un thème récurrent exploité par Nicolas Poussin à travers Le Dénombrement de Bethléem et L'Enlèvement d'Europe ou Jean-Honoré Fragonard avec L'Etable ou La Charrette embourbée.
Au XIXe et au début du XXe siècle, le flambeau est repris par des peintres animaliers qui consacrent parfois beaucoup de temps à ce sujet comme Julien Dupré, Rosa et Auguste Bonheur ou le peintre suisse Rudolf Koller. De manière plus anecdotique, Eugène Boudin avec Vaches au bord de la Touques, Paul Gauguin avec Les Meules ou le Champ de pomme de terre, Claude Monet avec Cour de Ferme en Normandie et Vincent van Gogh avec Les Vaches se sont essayés à représenter les ruminants. Dans Guernica, Picasso fait apparaître la tête épouvantée d'une vache (ou d'un taureau). Les peintres plus contemporains ne les laisseront pas de côté : en 1966 Andy Warhol démultiplie la tête d'une vache suivant à la façon du pop art, et Henri Cueco et Jacques Dereux y consacrent un peu de leur temps. La vache est également mise à l'honneur dans l'exposition d'art contemporain Vach'Art qui s'est tenu dans diverses grandes villes du monde.

Les peintres réalistes
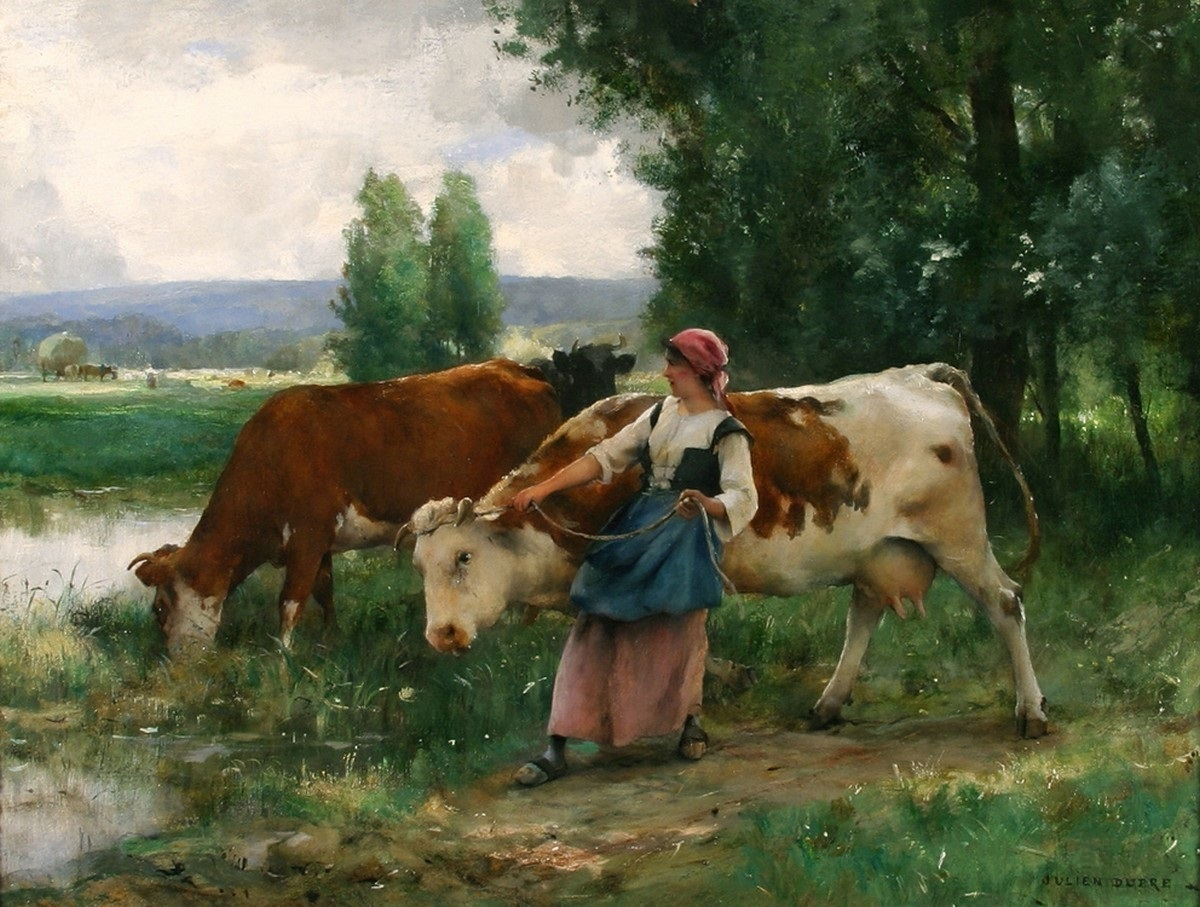
Julien Dupré
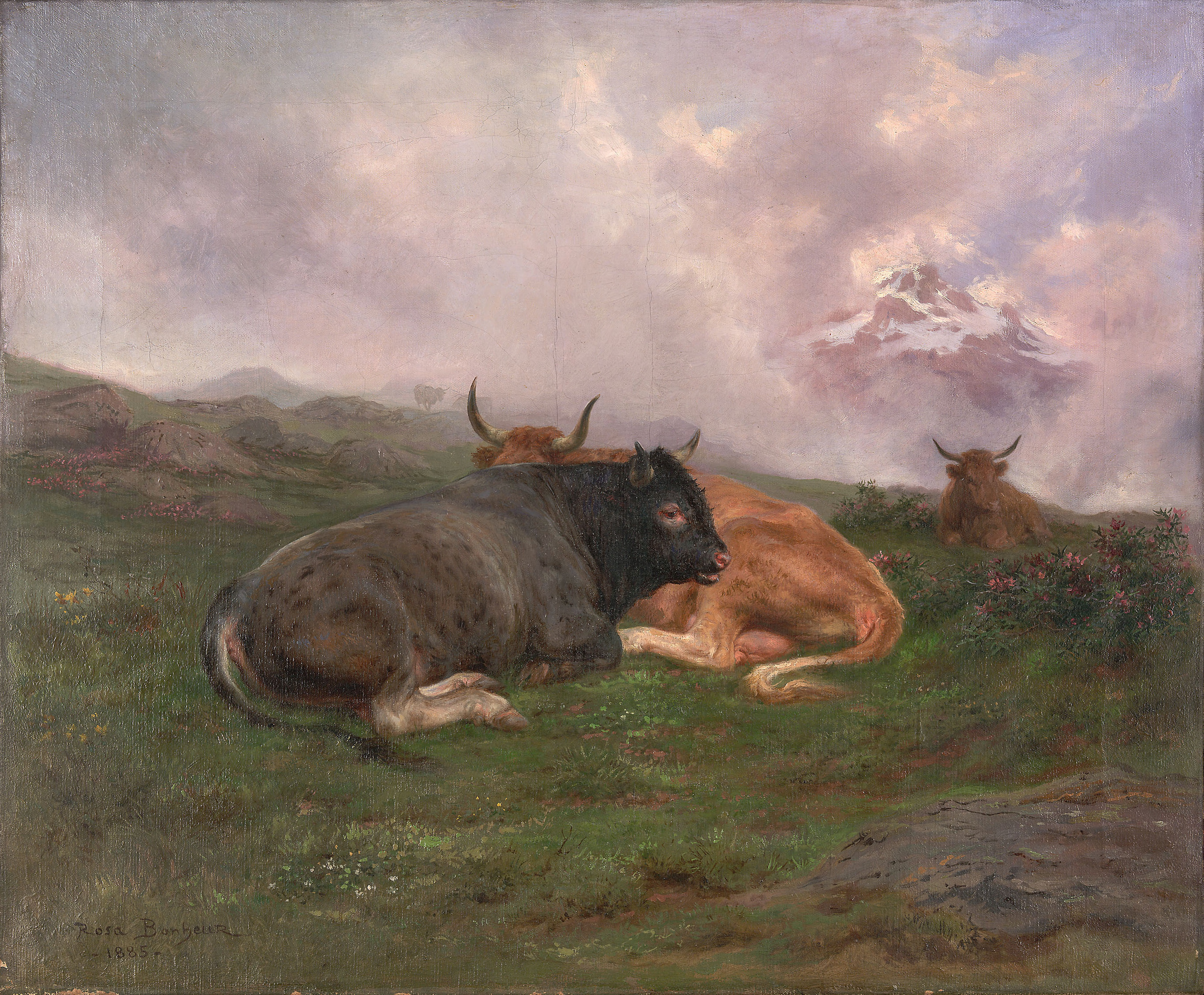
Bovins au repos sur une colline dans les Alpes Rosa Bonheur 1885 Art Institute of Chicago
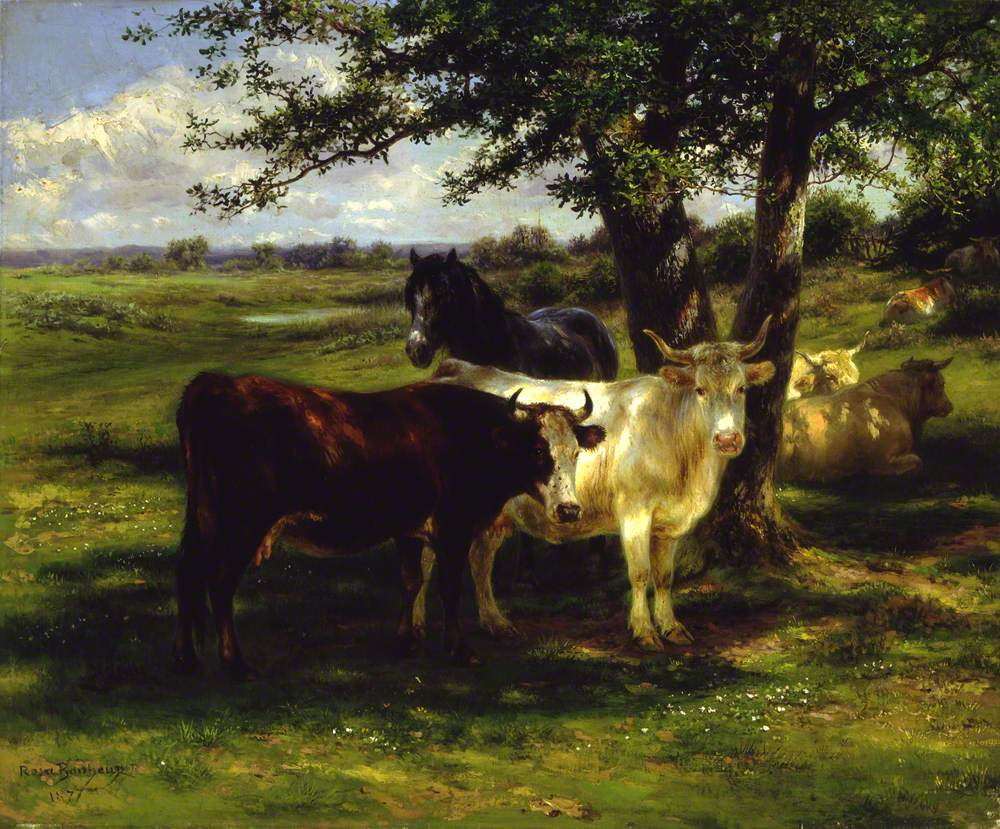
Repos du midi, 1877 Rosa Bonheur Aberdeen Art Gallery
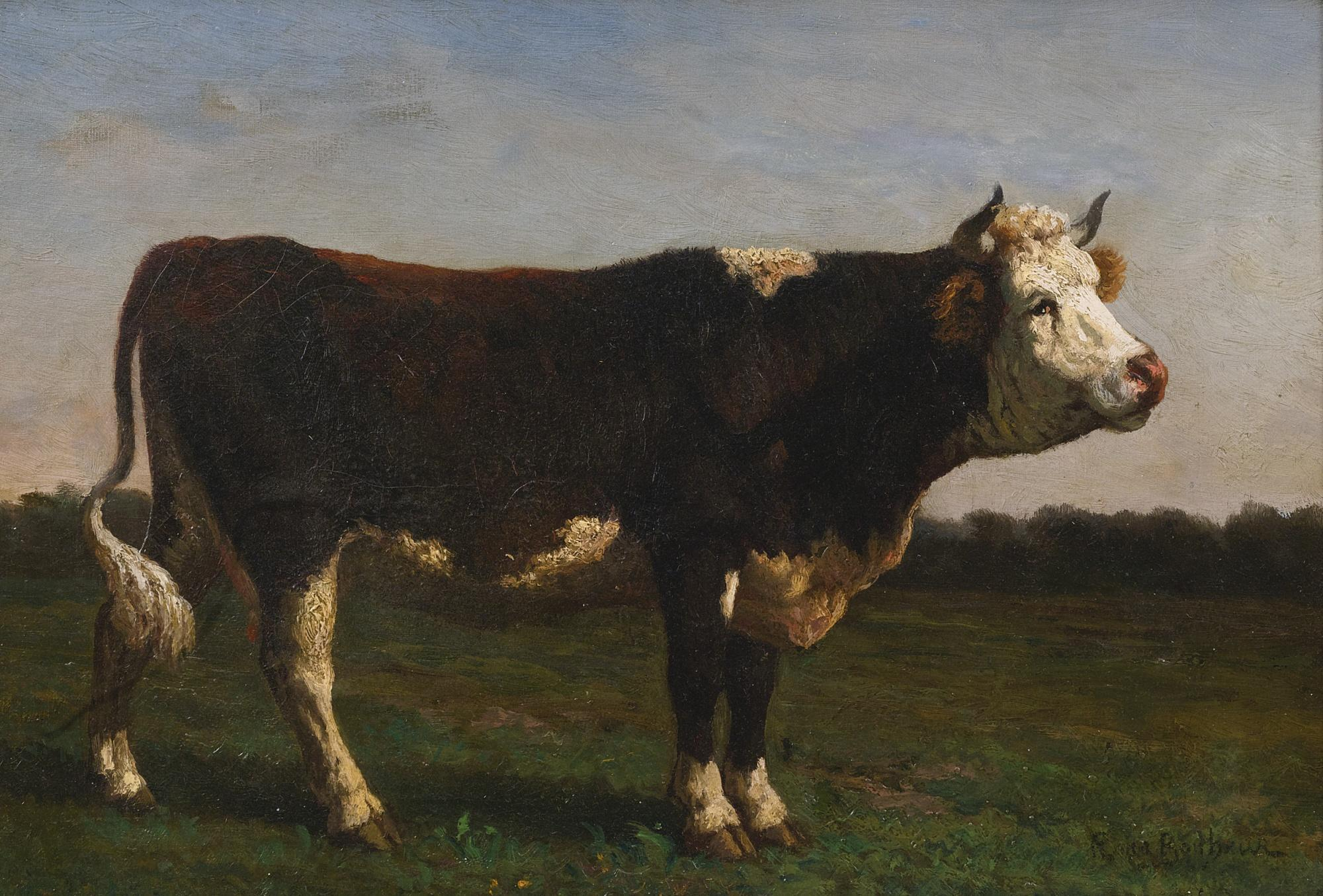
Roi du troupeau Rosa Bonheur Collection privée, Vente 2016

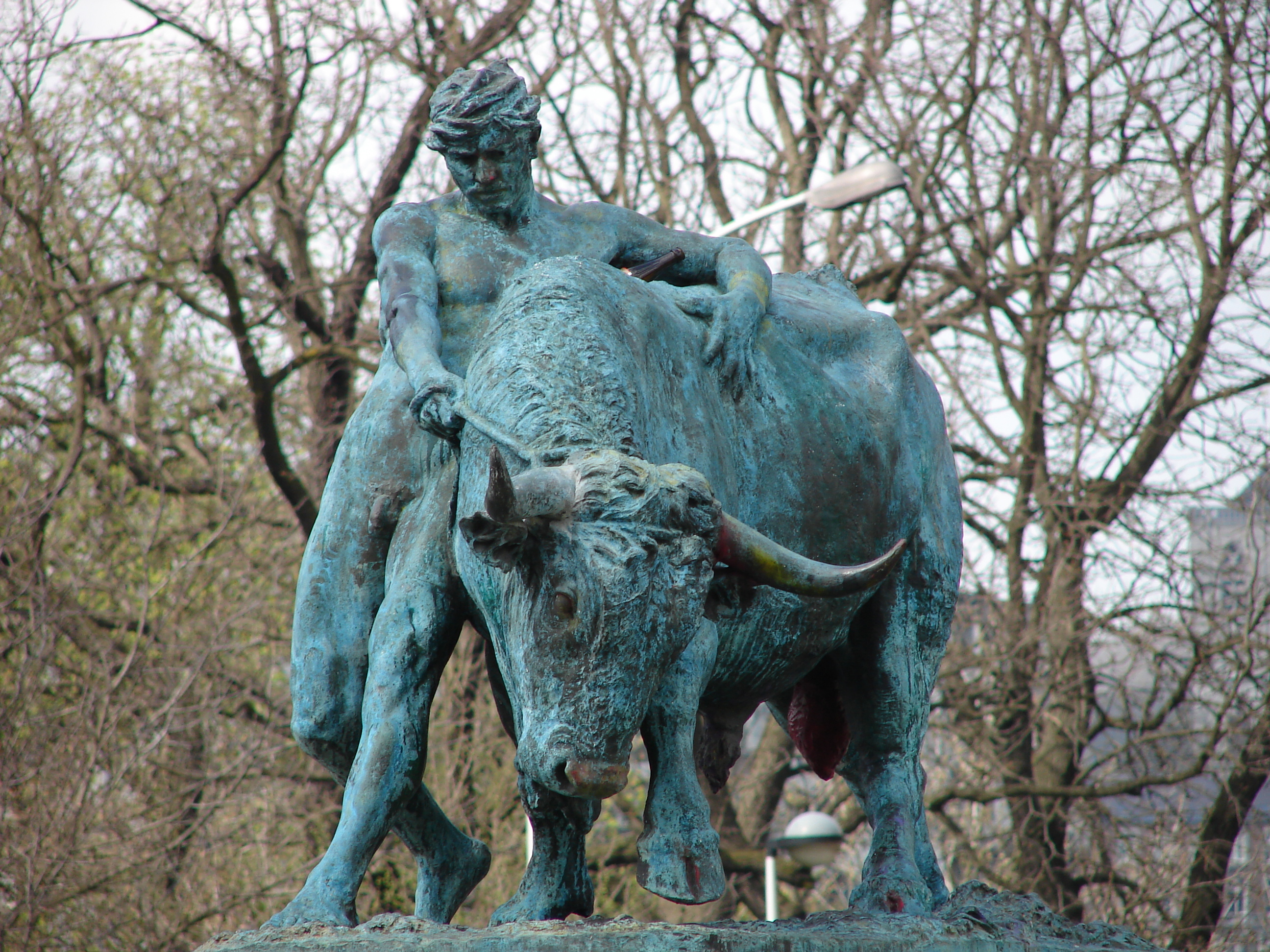
Li Torê ou Le Dompteur de taureau, bronze de Léon Mignon

Les statues ne sont pas rares dans les villages français, comme à Saulieu, en Côte-d'Or où s'élève un taureau charolais, œuvre de François Pompon, ou à Laguiole où l'on peut admirer le taureau aubrac créé par Georges Lucien Guyot. À Arcon (Loire), c'est un bouvier qui mène ses deux bœufs qui orne la place du village face à l'église. L'œuvre est d'Adrien Meneau. Les bovins ont également inspiré le Taureau de Picasso, ainsi qu'une série de bronzes d'Henri Bouchard. À Liège en Belgique, deux bronzes du sculpteur liégeois Léon Mignon figurent respectivement Le Bœuf au repos et Le Dompteur de taureau. Le second, qui montre la puissance du taureau avec ses attributs proéminents et son dompteur nu, est devenu le symbole des étudiants liégeois qui lui rendent hommage chaque année lors de la traditionnelle Saint-Torê, après avoir été l'enjeu d'une vive polémique entre les politiciens libéraux et catholiques lors de sa mise en place à la fin du XIXe siècle.
Les photographes ne demeurent pas en reste, et ont également participé à ancrer la vache dans la culture, à l'image notamment de Yann Arthus-Bertrand.
La vache est un animal de fiction courant, présente dans toutes les formes d'expression. Dans la bande dessinée, Benjamin Rabier, le dessinateur de la Vache qui rit, fait de la vache Hortense un personnage essentiel de la série animalière Gédéon dont le héros est un canard. L'agent secret qui est le principal protagoniste de la bande dessinée La vache de Stephen Desberg et Johan De Moor est également une vache. Dans les dessins animés, plusieurs vaches célèbres apparaissent comme Azalée, une amie de Pollux dans Le Manège enchanté, ou Clarabelle, une comparse de Mickey créée par Walt Disney en 1929.

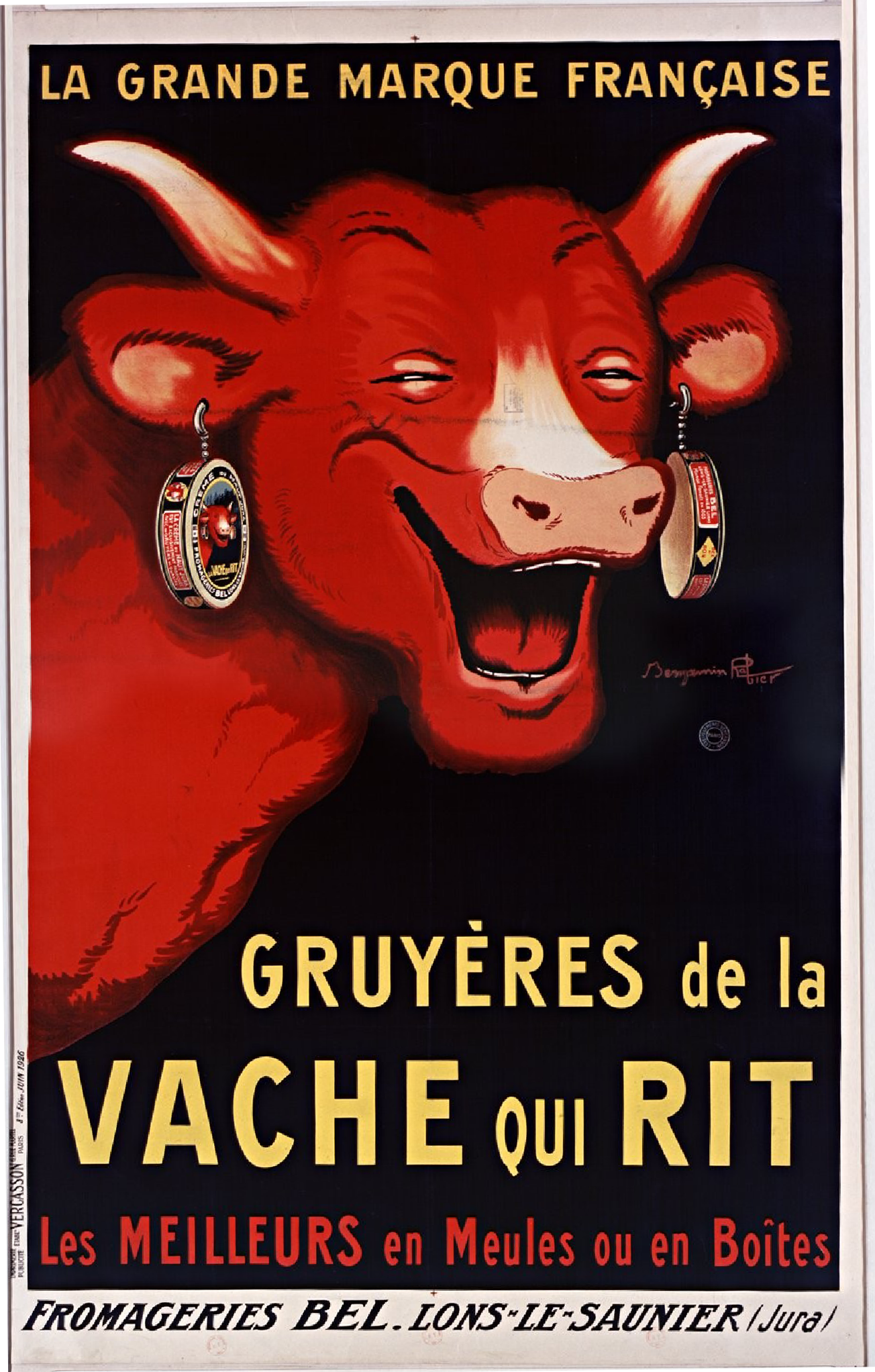
La vache qui rit est un emblème de l'usage de la vache en publicité.

Au cinéma, la vache Marguerite tient une place majeure dans La Vache et le Prisonnier de Henri Verneuil au cours duquel elle accompagne un prisonnier de guerre français joué par Fernandel dans son évasion d'Allemagne. En 1979, Serge Pénard met en scène Jean Lefebvre dans Tendrement vache, un film narrant la réincarnation d'une paysanne du pays de Caux en vache normande. L'Américain Ron Underwood fera d'un veau surnommé Norman l'animal fétiche du héros de La Vie, l'Amour, les Vaches en 1991, un film aux couleurs du Far West. Dans La vache et le président, de Philippe Muyl, un jeune enfant tente de sauver une vache à laquelle il est très attaché de l'abattage de tout le troupeau dans lequel s'est déclaré un cas de vache folle. La chorégraphie Cows de Anthony Morgan mettait en scène des danseurs portant des masques de vache, et le théâtre montre qu'il peut se prêter aussi à représenter les bovins d'une manière originale sous les traits de Maurice Baquet dans Cette vache de Marie. Dans le domaine musical, le groupe Pink Floyd fait apparaître une holstein, nommée Lulubelle III, sur la pochette de leur album Atom Heart Mother.

Les bovins sont également très présents dans la publicité et les marques commerciales. Les cas les plus célèbres sont certainement la vache Milka et la vache qui rit, mais la vache a également participé aux campagnes de publicité de Monsavon au lait ou de Kiri, et bien d'autres encore dans le domaine agricole. Pour sa marque de voitures de sport Lamborghini, Ferruccio Lamborghini a choisi comme symbole un blason orné d'un taureau de combat. Il a eu cette idée en 1962, après avoir visité l'élevage de toro de Lidia de Miura. Le nom des modèles Miura et Gallardo font référence à des lignées de taureaux de combat, comme la lamborghini Urus rappelle l'ancien nom de l'aurochs. L'Espada ou l'Estoque évoquent la tauromachie et l'Islero reprend le nom d'un taureau célèbre.

### Dans le langage
- Proverbes :
  - À chacun son métier, et les vaches seront bien gardées.
  - Qui vole un œuf vole un bœuf
- Expressions :
  - Autrefois, les mots vache et bœuf désignaient familièrement un agent de police.
  - mort aux vaches : slogan anarchiste symbolisé par trois points tatoués sur la peau d'anciens prisonniers
  - le plancher des vaches : la terre ferme,
  - montagne à vaches : alpages où l'on peut se promener (par opposition à la montagne d'alpinisme)
  - parler français comme une vache espagnole : parler très mal français (à l'origine, l'expression serait parler le français comme un Basque l'espagnol)
  - période de vaches maigres : période de disette alimentaire (référence biblique du Livre de la Genèse)
  - manger de la vache enragée : connaître la misère, les privations
  - regard bovin : regard vide d'expression
  - pleuvoir comme vache qui pisse : pleuvoir beaucoup
  - être vache avec quelqu'un : être très sévère, voire injuste avec quelqu'un
  - poids d'une vache crevée : quelque chose de très lourd
  - vachard : adjectif qualifiant quelque chose ou quelqu'un qui vous prend en traître
  - vachement (adverbe) : très, beaucoup
  - vache à lait : personne ou institution dont une ou plusieurs autres personnes tirent abusivement profit
  - Adieu veau, vache, cochon, couvée  : finis les beaux rêves ! (phrase tirée de la fable de La Fontaine La laitière et le pot au lait)
  - l'amour vache : amour violent et passionné
  - bœuf : personne brutale, sans délicatesse
  - nerf de bœuf : cravache (fabriquée avec le ligament cervical postérieur[réf. nécessaire] du bœuf, desséché et tressé)
  - bœufs-carottes (argot) : fonctionnaires de l'Inspection générale de la Police nationale (police française), parce qu'ils ont la réputation de vous faire mijoter
  - faire un effet bœuf : être impressionnant
  - faire un bœuf : improvisation à plusieurs musiciens en jazz. « Faire un bœuf avec des croque-notes, c'est en ton honneur », in Élégie à un rat de cave de Georges Brassens
  - fort comme un bœuf : se dit d’une personne massive possédant une force puissante
  - mettre la charrue devant/avant les bœufs : faire les choses dans un mauvais sens, commencer par la fin
  - avoir un bœuf sur sa langue : se taire
  - souffler comme un bœuf : souffler bruyamment après un effort
  - vent à décorner les bœufs : vent très violent
  - transpirer comme un bœuf : suer abondamment
  - prendre le taureau par les cornes : prendre une décision déterminée et courageuse
  - adorer le Veau d'or : avoir le culte de l'argent (référence biblique)
  - tuer le veau gras : faire un festin en l'honneur d'un retour (référence biblique)
  - Cette voiture est un veau : elle manque de puissance et surtout de reprise
  - pleurer/brailler comme un veau : pleurer bruyamment
  - mais aussi rire comme un veau: « Et, ce disant, pleurait comme une vache. Mais tout soudain riait comme un veau », in Pantagruel, chapitre III, de Rabelais
- Technique :
  - une vache (zone d'atterrissage de secours pour parapentes et deltaplanes ; souvent un pré)
  - Aller aux vaches : terme utilisé dans le vol à voile pour désigner un atterrissage forcé dans un pré (ou ailleurs...)
  - nœud de vache : type de nœud
- Architecture
  - Œil-de-bœuf : lucarne ronde.